# Valle de los Templos

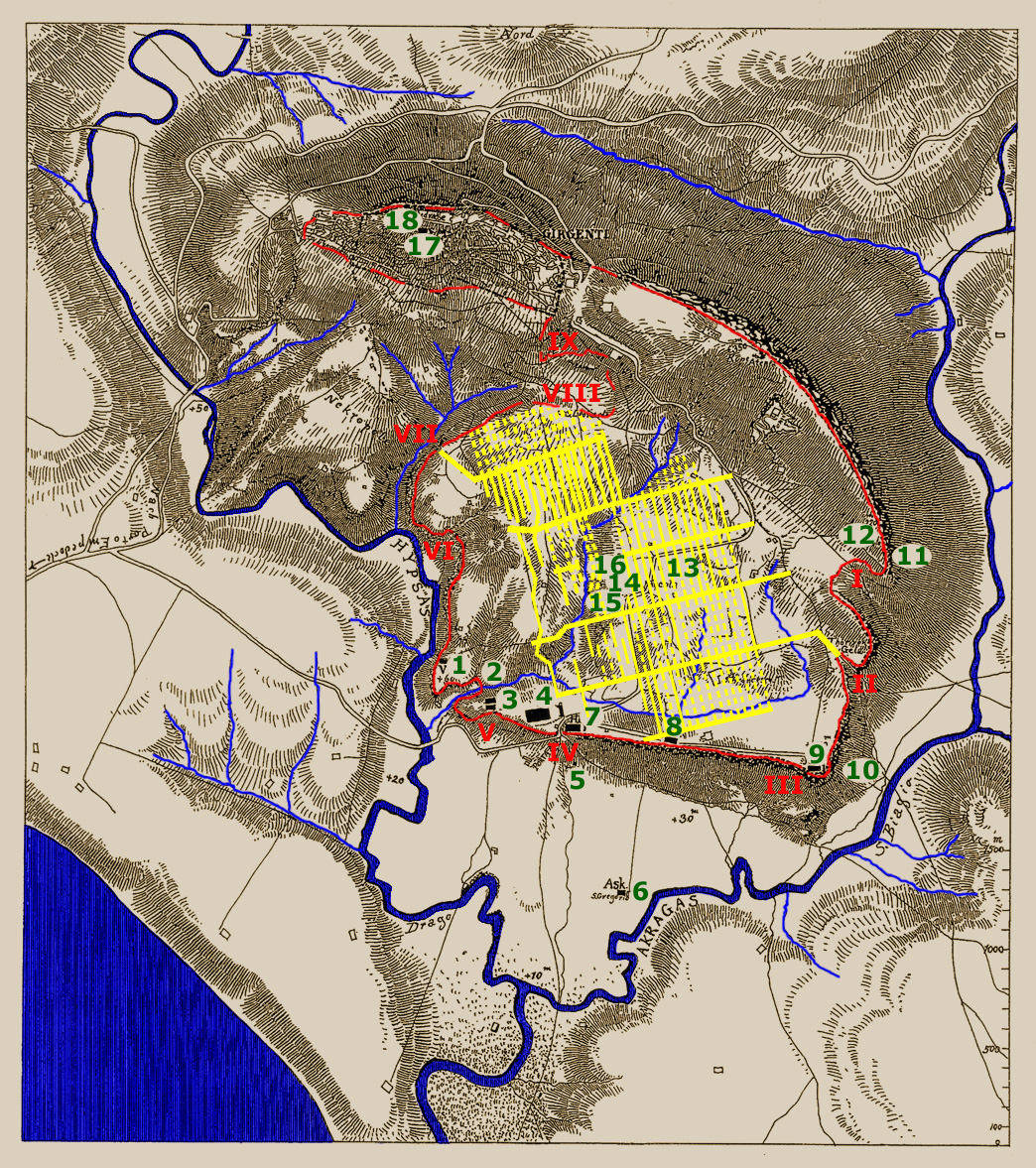
Plano de la zona arqueológica de Agrigento
1. Templo de Hefesto
2. Kolymbéthra
3. Santuario de las divinidades ctónicas y templo de los Dioscuros
4. Olimpieion
5. Tumba de Terón
6. Templo de Asclepio
7. Templo de Heracles
8. Templo de la Concordia
9. Templo de Hera
10. Basilicula
11. Santuario de Deméter
12. Templo de Deméter
13. Barrio helenístico y romano
14. Colina de San Nicola, museo
15. Ecclesiasterión y oratorio de Falaris
16. Buleuterio
17. Templo de Atenea
18. Templo de Zeus.

El Valle de los Templos (en italiano Valle dei Templi) es un conjunto arqueológico situado cerca de Agrigento, en el sur de Sicilia.
La colonia de Acragante (Ἀκράγας en griego) se comenzó a construir a partir del año 580 a. C. en el territorio que se conoce como la Magna Grecia, todos los templos del valle fueron construidos con posterioridad a esta fecha. La «zona arqueológica de Agrigento» está considerada Patrimonio de la Humanidad por la Unesco desde 1997 y es uno de los principales destinos turísticos de la isla; comprende el parque arqueológico del Valle de los Templos y otros vestigios situados sobre la acrópolis y en diversos lugares de la ciudad.
El término Valle de los Templos es equívoco, dado que más que un valle, las construcciones se asientan en una crestería en las montañas que rodeaban la ciudad por el sur.
Comprende una amplia zona sagrada en la parte sur de la antigua ciudad donde se construyeron, durante los siglos VI y V a. C., siete templos griegos monumentales hexástilos en estilo dórico. Actualmente excavados y en parte restaurados, constituyen parte de los edificios griegos más antiguos y mejor conservados fuera de la propia Grecia. Sus denominaciones y respectivas identificaciones, excepto la del Olimpieon o Templo de Zeus Olímpico, se cree que son meras especulaciones humanísticas, aunque siguen siendo utilizadas habitualmente.
Los templos mejor conservados son dos edificios muy parecidos, atribuidos tradicionalmente a las diosas Juno Lacinia y Concordia (aunque los arqueólogos creen que esta atribución es incorrecta). Ambos fueron construidos según un diseño períptero hexástilo. 

## Los templos

### Templo de Hera (Templo D)
El Templo de Hera, conocido como Templo de Juno Lacinia (el equivalente romano de esta diosa griega) es dórico períptero de 6 × 13 columnas, y mide 16,90 × 38,15 m. Conserva gran parte de las columnas originales. 

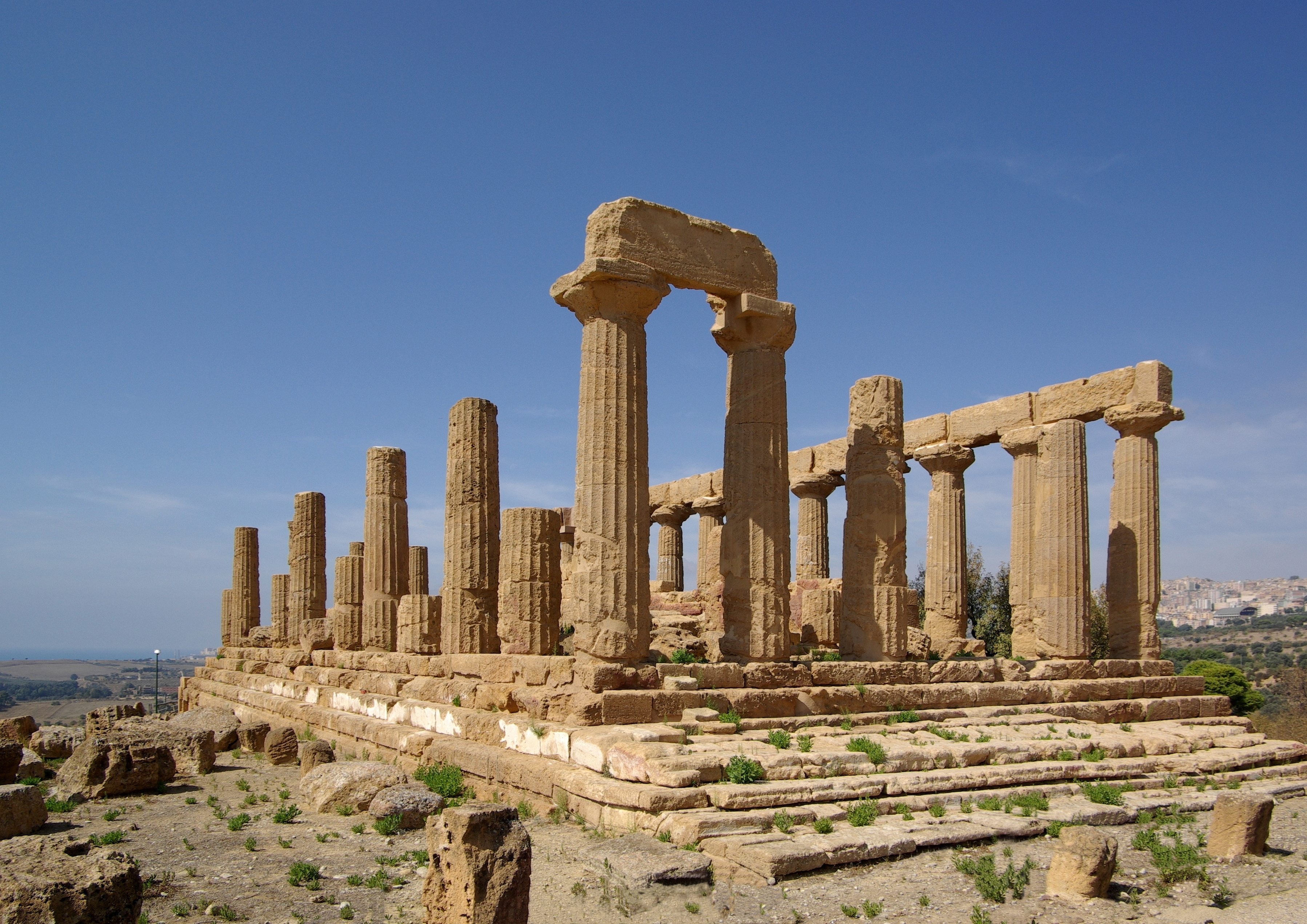
Templo de Hera.

Para el visitante, es el último de la serie, pues se encuentra en el extremo sureste de la meseta. En realidad no se sabe muy bien a quién se dedicaba este templo: su atribución a Hera sólo se basa en una confusión antigua con el templo de Hera en el Cabo Licinio, cerca de la ciudad calabresa de Crotona. En estos templos se acostumbraban a celebrar las bodas.
El templo de Hera fue alzado en los años 460 - 450 a. C. Es un templo construido sobre un basamento (krépis) de cuatro gradas, destinado a compensar desigualdades del terreno. El conflicto de ángulos consustancial a los templos dóricos se solucionó de manera diferente a, por ejemplo, el «Templo de la Concordia»: los ángulos norte, oeste y sur sufrieron una simple contracción, es decir solamente se redujo la separación de las columnas del extremo, mientras que sobre la fachada (lado este) no se practicó ninguna contracción lateral, sino sólo una reducción del espacio entre las dos columnas centrales.
El templo fue incendiado en el año 406 a. C. por los cartagineses, y luego los romanos lo repararon en el siglo I a. C. Tejas de terracota sustituyeron entonces a las de mármol. El anástilo se comenzó a reconstruir en el siglo XVIII: en la actualidad, 25 de las 34 columnas del peristilo están reconstruidas. La columnata septentrional conserva, pues, el conjunto de sus capiteles y su arquitrabe, mientras que la cella está reducida a elementos de basamento y basas de columnas.
A un lado se encuentra el altar de 29,3 m × 10 m, casi tan amplio como la cella, pero inclinado respecto a ella. Se encontró una cisterna detrás del templo, en el lado oeste.

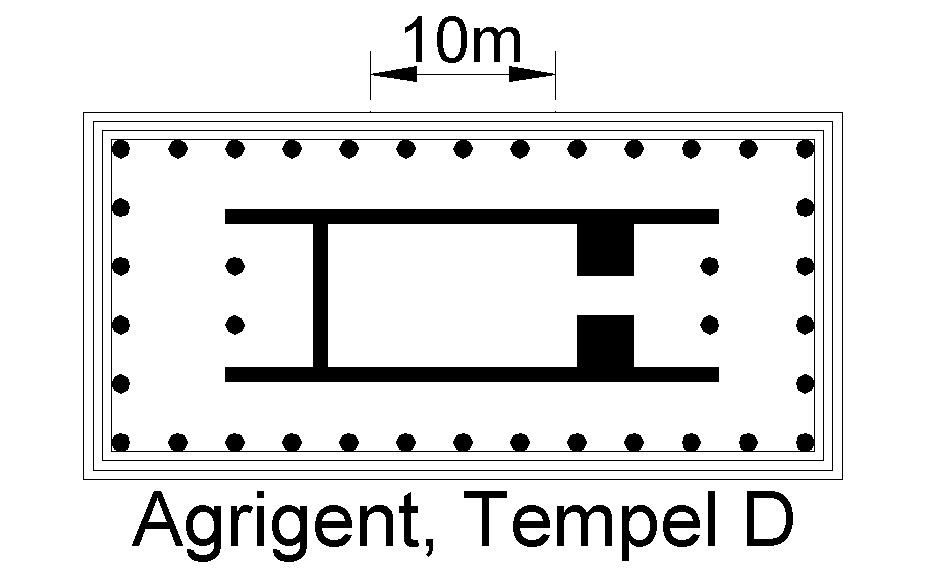
Templo D (de Hera)
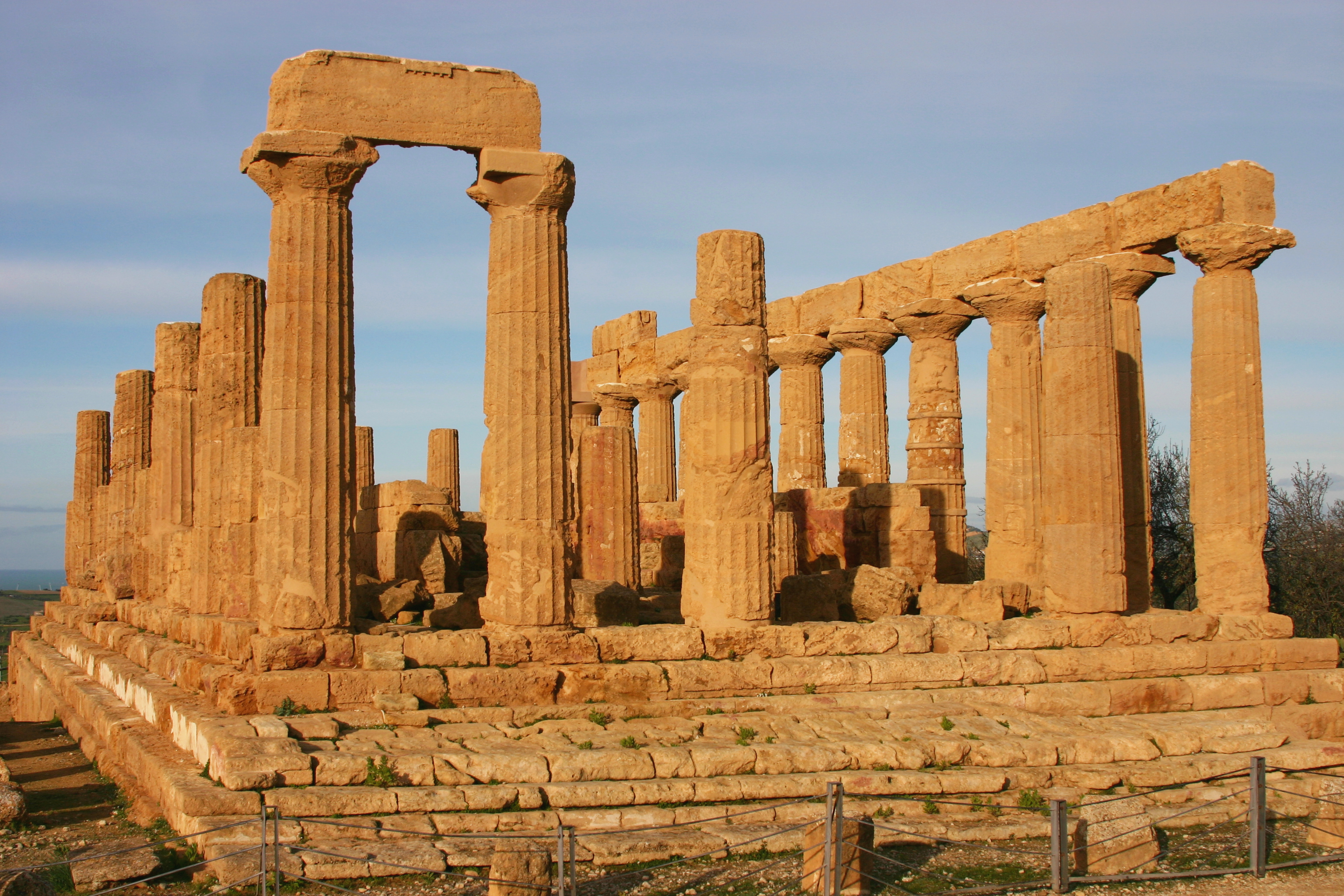
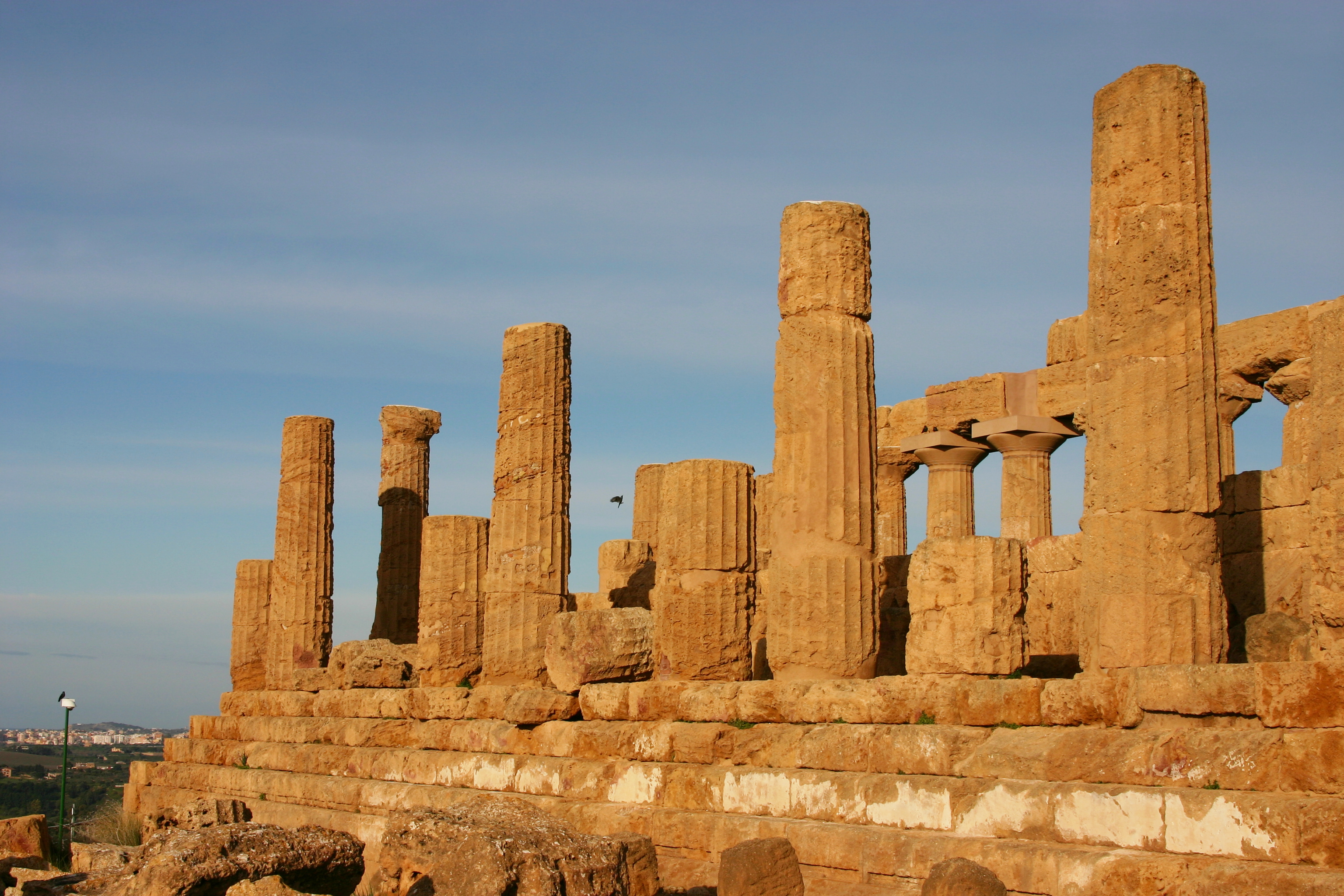
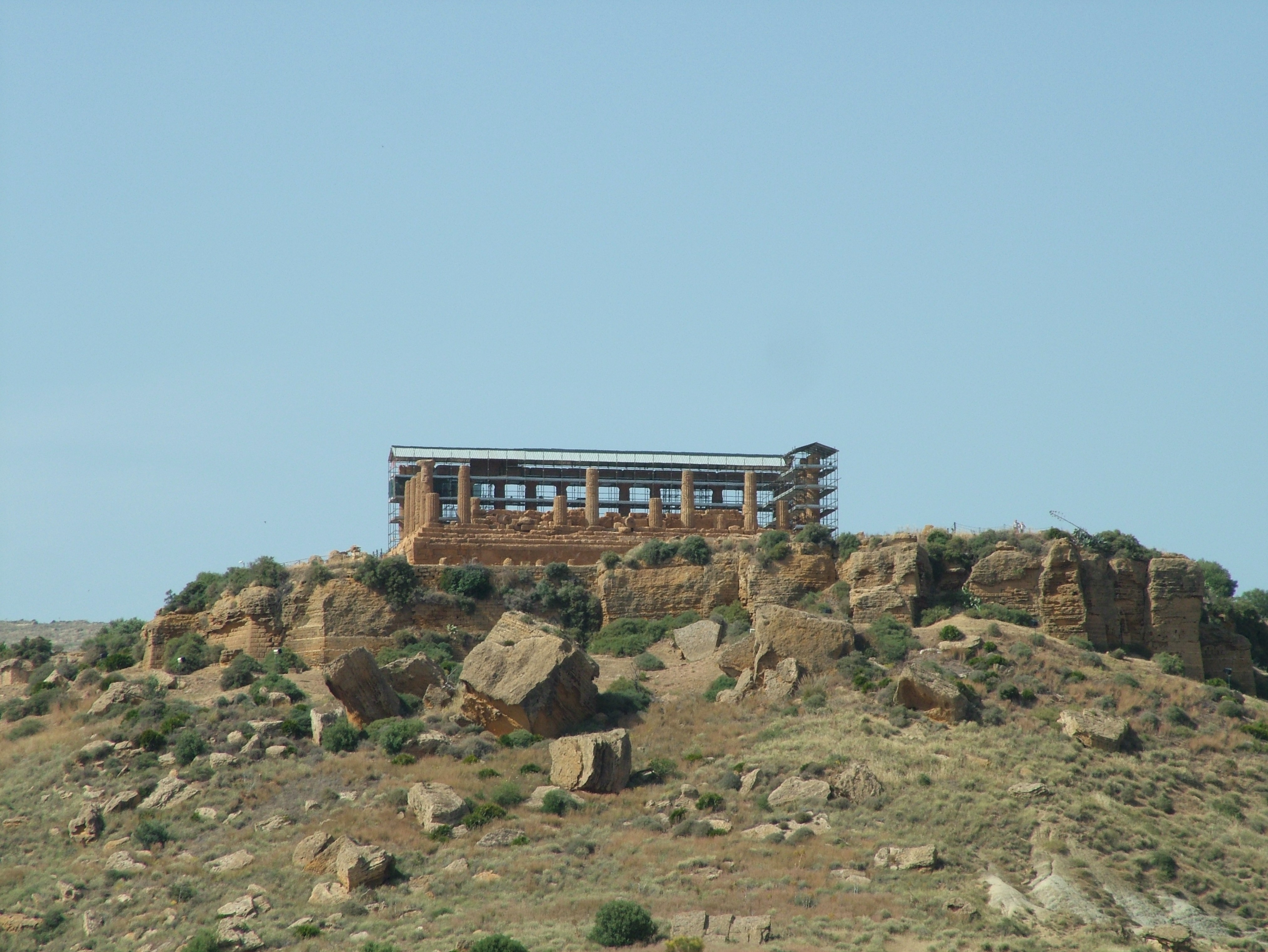
Vista desde la ruta SS 115
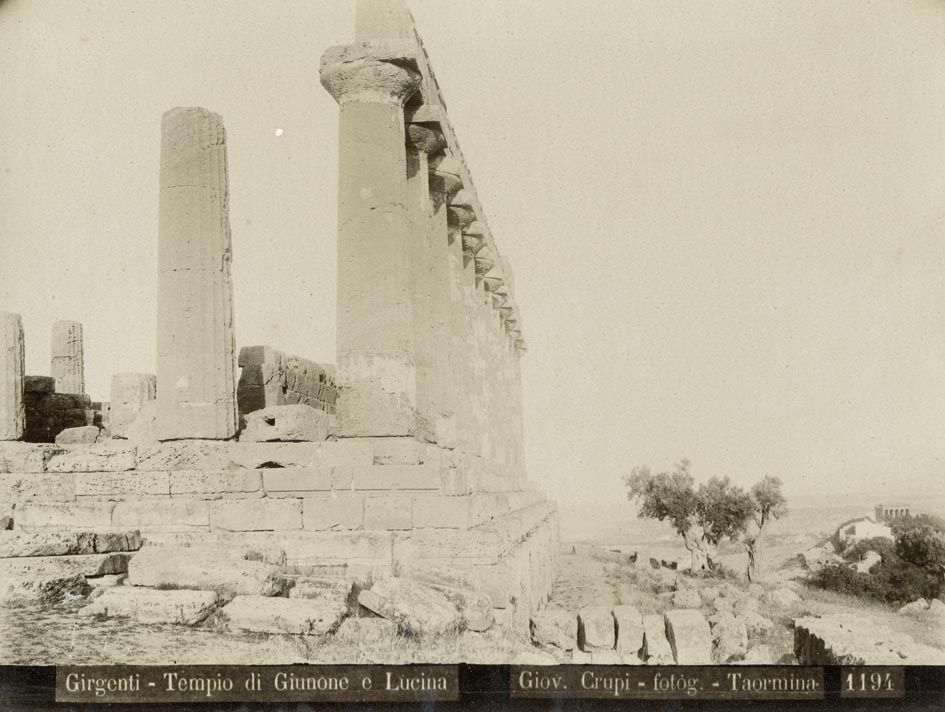
Hacia 1900, por Giovanni Crupi
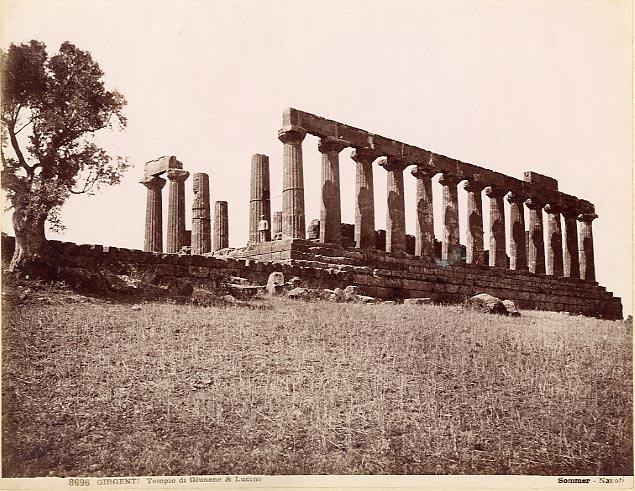
Templo de Hera, por Giorgio Sommer
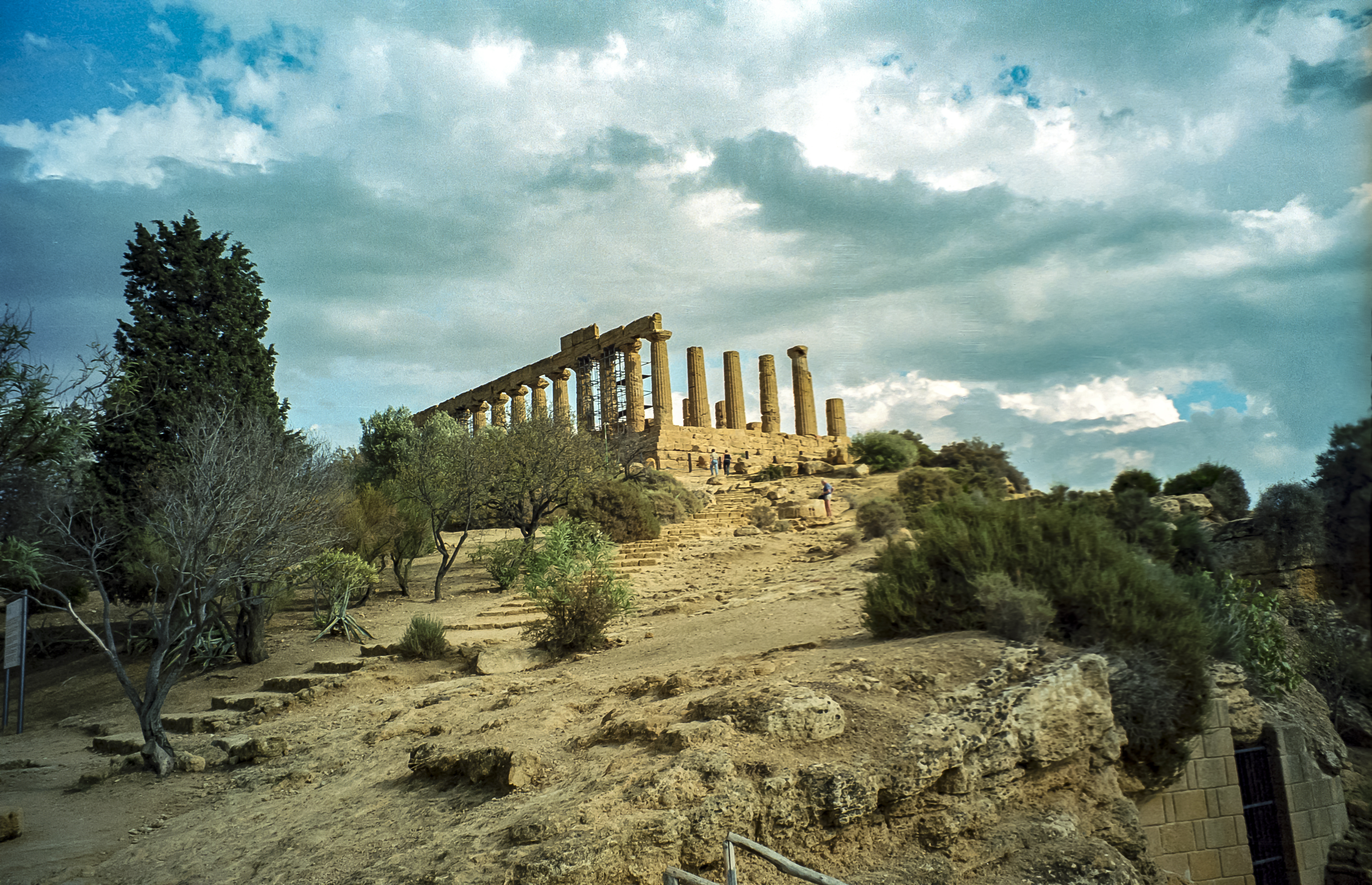

### Templo de la Concordia (Templo F)

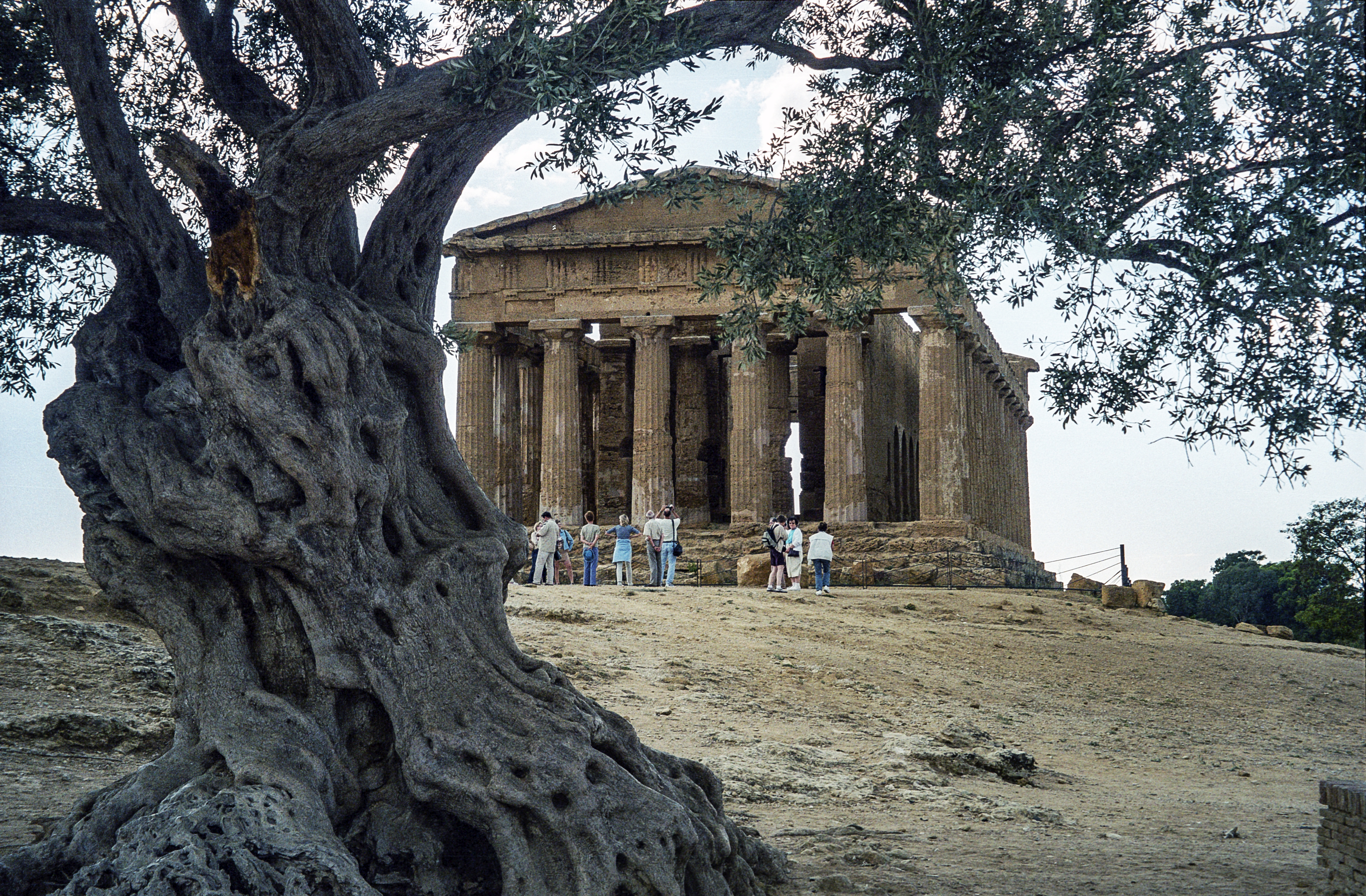
Templo de la Concordia.

El Templo de la Concordia es uno de los mejor conservados de la Antigüedad griega, junto con el Hefestión (Teseión) de Atenas y el templo de Poseidón en Paestum. Es una de las más perfectas realizaciones de la arquitectura dórica. Es períptero con 6 × 13 columnas y mide 16,92 × 39,44 m.
Recibe su nombre por una inscripción en latín encontrada cerca del templo, en la que figuraba la palabra latina «concordia». Actualmente se considera que pudo consagrarse en realidad a los Dioscuros, por creerse que ya en tiempo de los griegos se habían honrado allí a dos divinidades.
Se construyó en los años 440-430 a. C. Las desigualdades del terreno sobre el cual se construye son superadas por un basamento (krépis) importante. Su plano se corresponde a la forma más clásica de los templos de Agrigento: pronaos, naos, opistodomos y peristilo.
El templo de la Concordia es, de todos los de Agrigento, el construido con mayor precisión. El problema de los extremos, consustancial a los templos dóricos (conflicto entre la regularidad de las metopas y triglifos por una parte, y el espaciado regular de las columnas por otra) se solucionó de una manera inusual: se procedió al mismo tiempo al estrechamiento del espacio entre las dos últimas columnas y a la prolongación de la última metopa, para un mejor efecto visual.
Las investigaciones pusieron de manifiesto también que las partes inferiores del templo se adornaban con estuco blanco, mientras que los frisos, las metopas y las partes altas se pintaban de colores vivos. La techumbre estaba cubierta con tejas de mármol.
En el año 597 fue transformado en iglesia cristiana por voluntad del obispo Gregorio de Agrigento. Gracias a ello, está notoriamente intacto. Hizo del templo una basílica consagrada a los apóstoles Pedro y Pablo. Cada una de las paredes de la cella fue entonces perforada con doce arquerías, y se emparedaron los intercolumnios, como puede verse aún en la catedral de Siracusa. La entrada se prolongó sobre el lado occidental, lo que implicó la supresión de la división entre el naos y el opistodomos, mientras que la sacristía encontraba su lugar en el antiguo pronaos. La iglesia se usó hasta el año 1748, fecha en que se restauró el templo a su estado inicial.

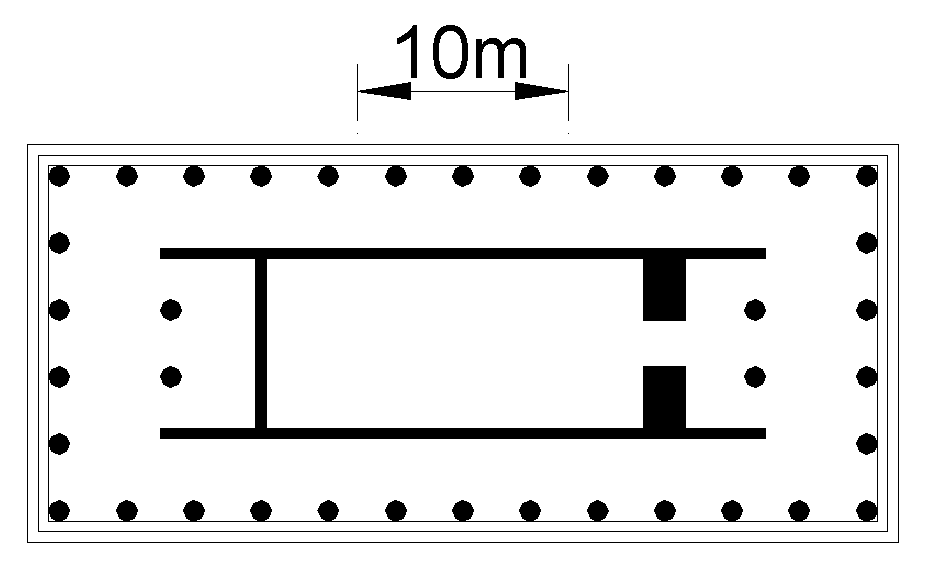
Templo F (de la Concordia)
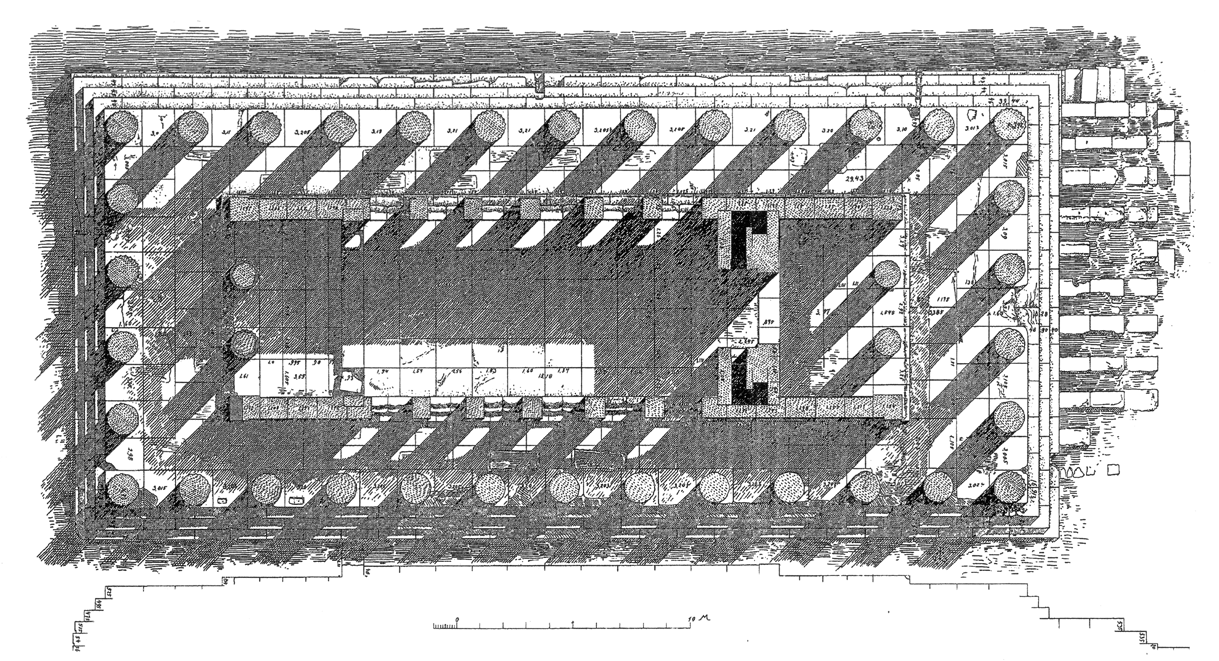
Por Robert Koldewey
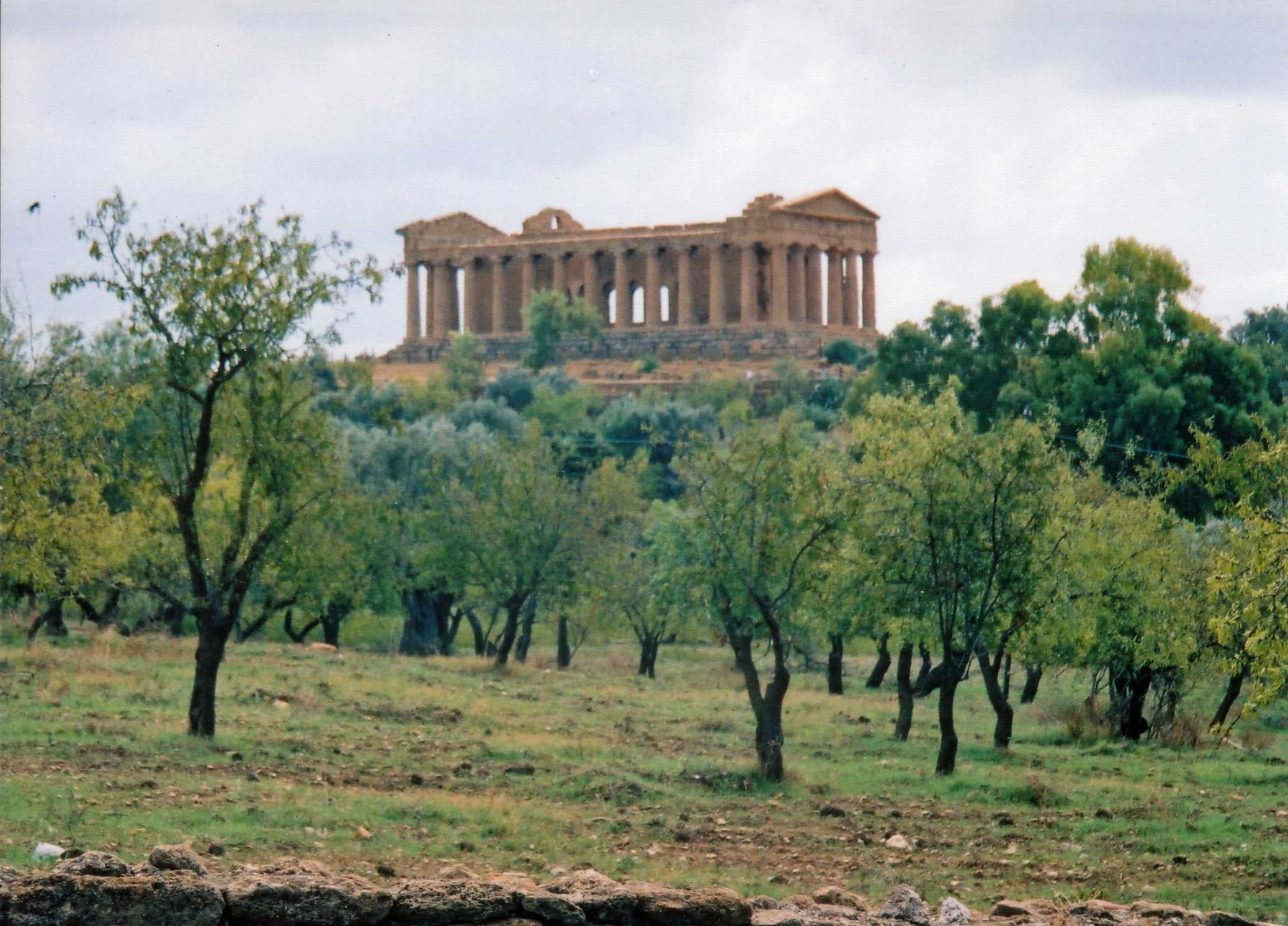
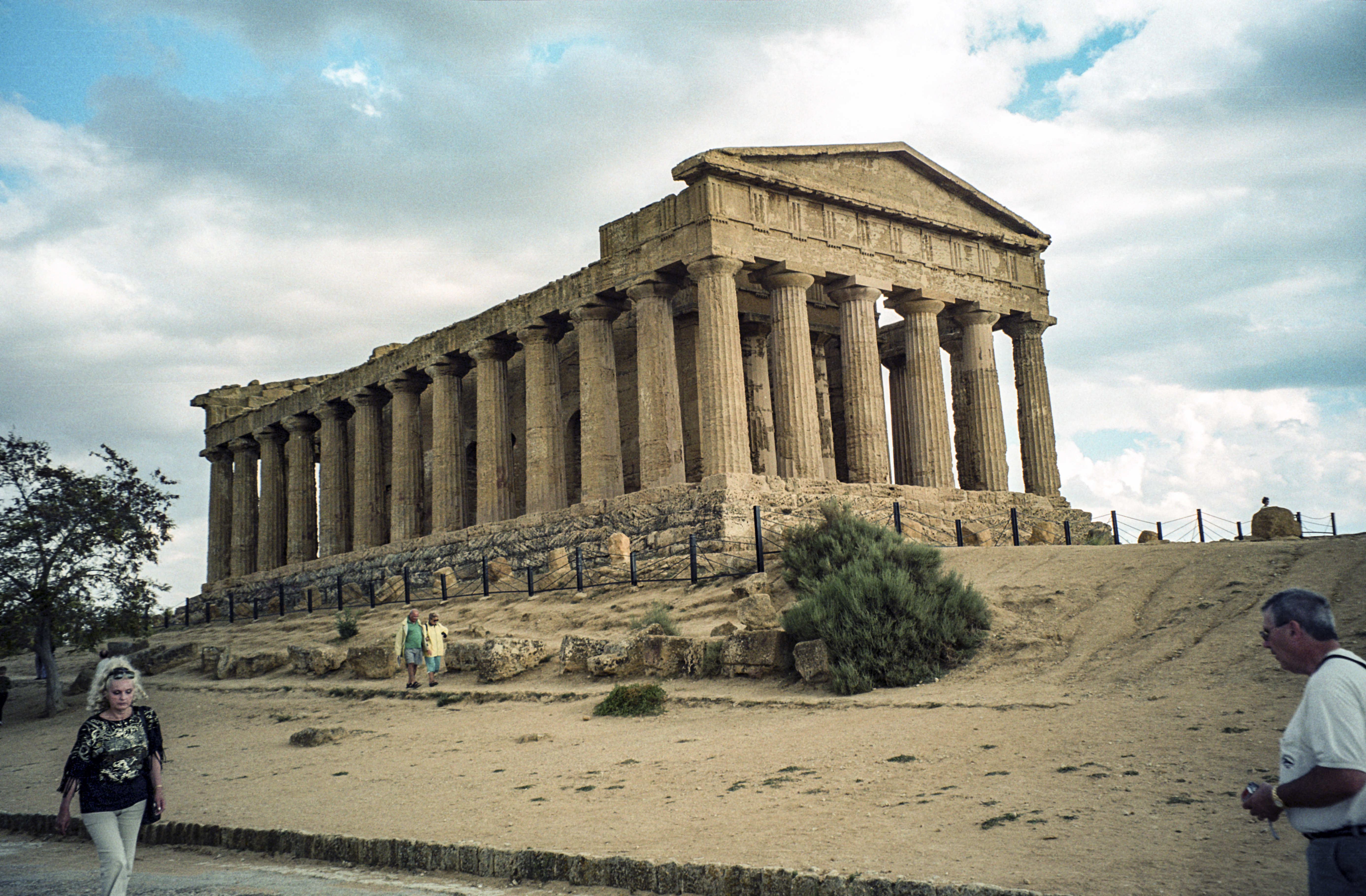
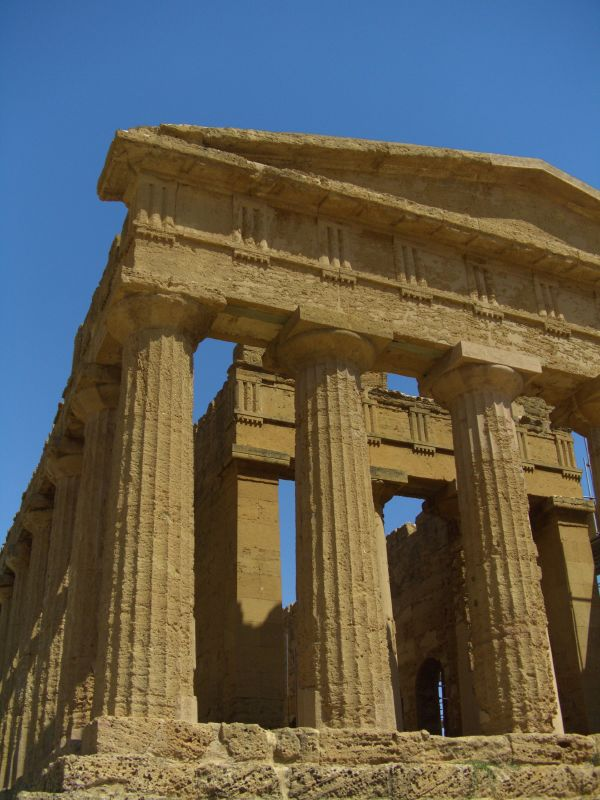
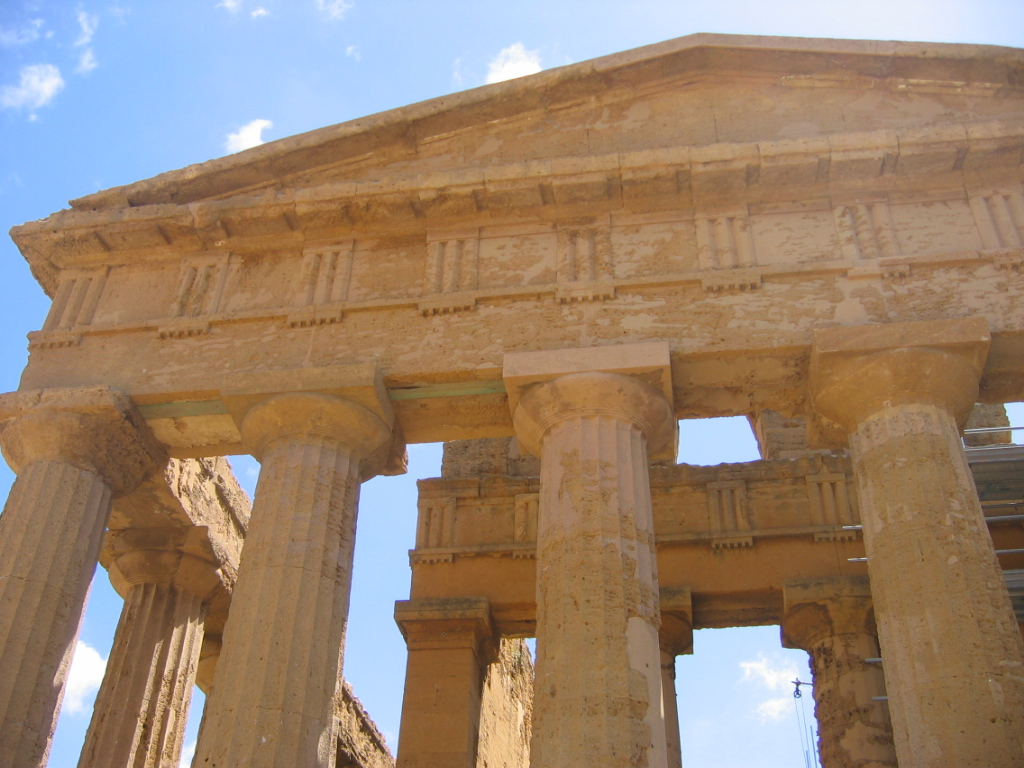
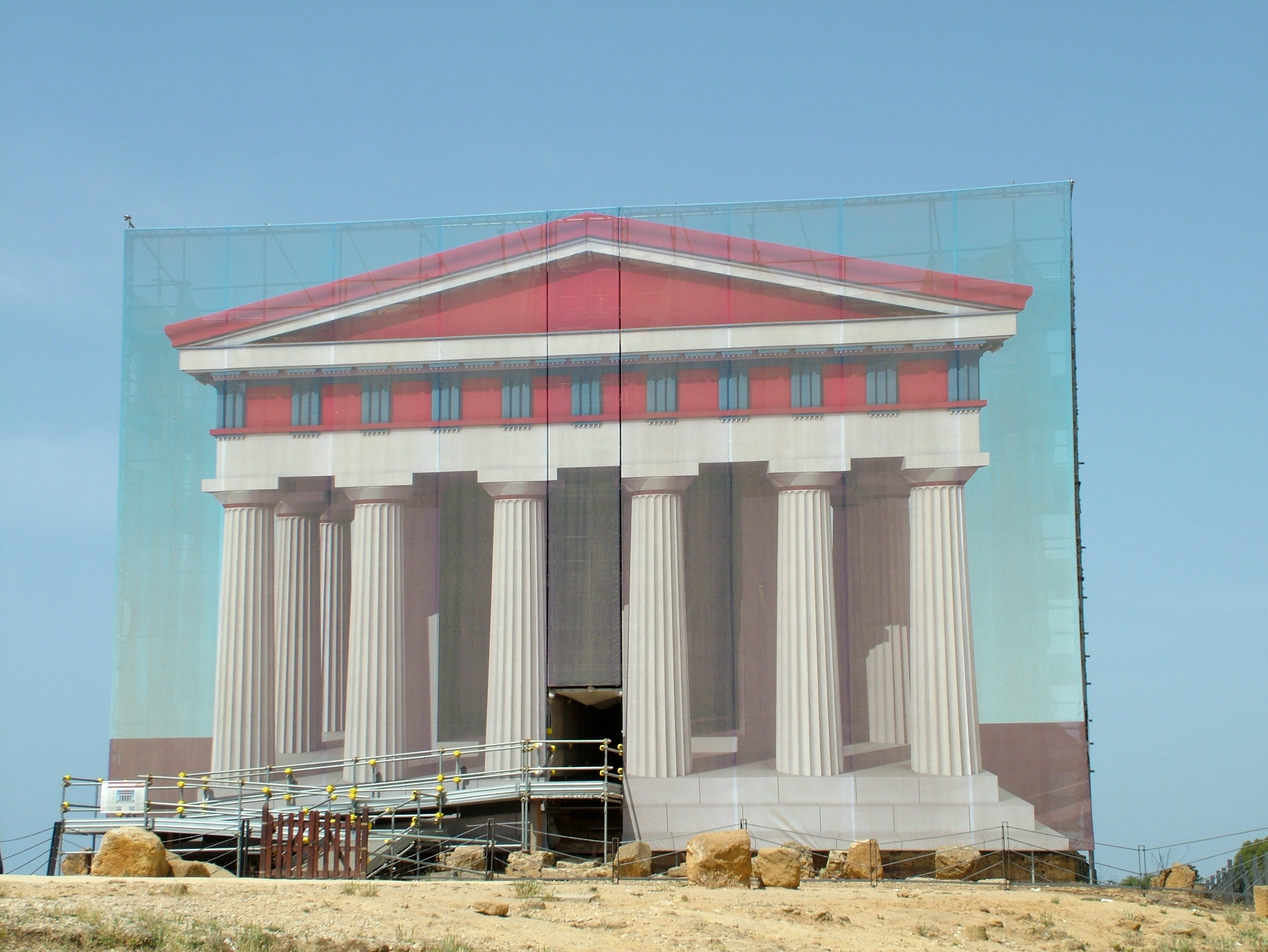
Reconstrucción en colores
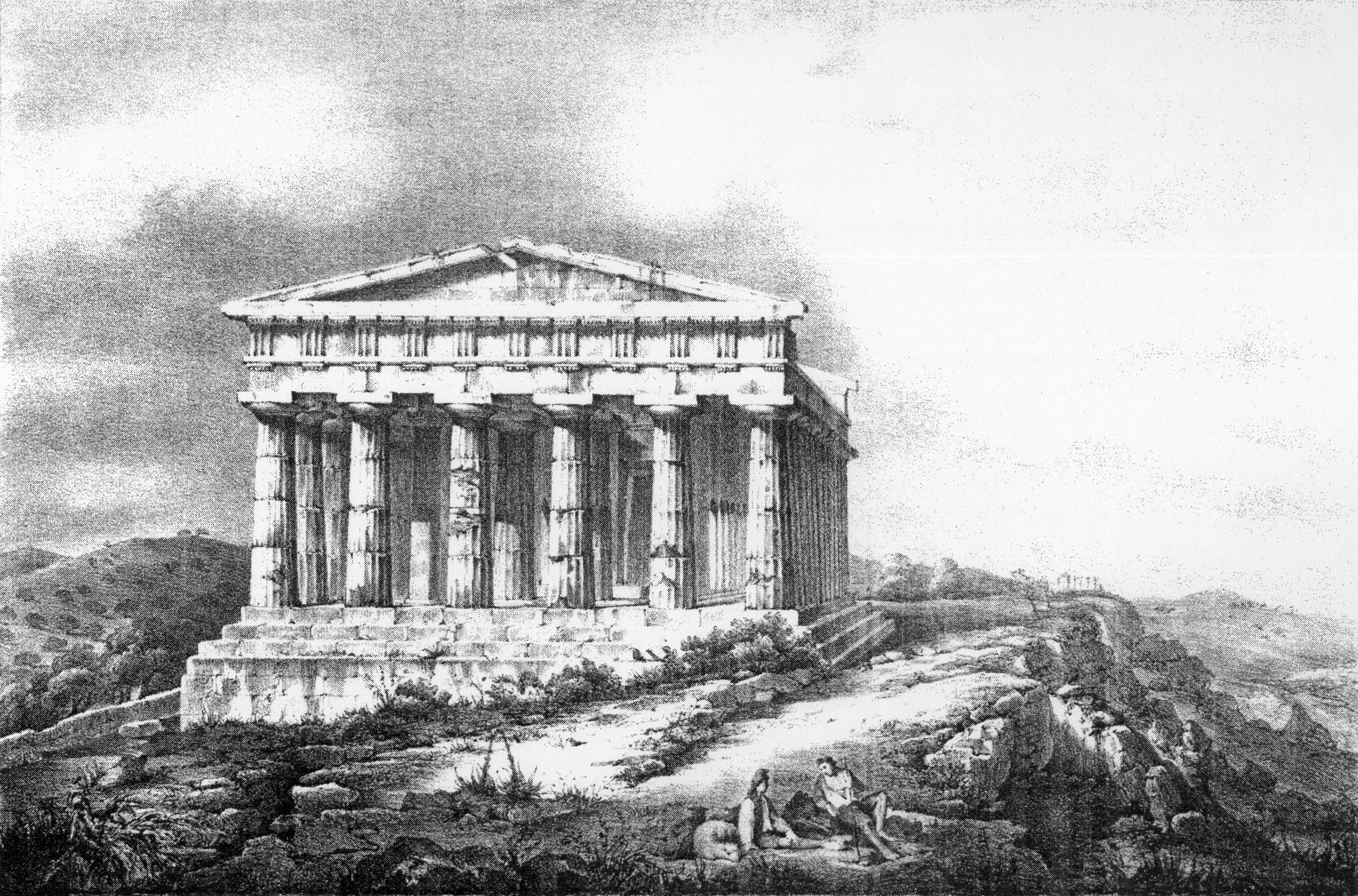
Por Serradifalco

### Templo de Zeus Olímpico (Templo B)
Los otros templos son mucho más fragmentarios, habiendo sufrido terremotos hace tiempo, y habiendo sido saqueadas sus piedras. 
Inmediatamente después de la entrada del parque, al oeste, se encuentra de frente el templo de Zeus Olímpico (u Olimpieion). Este Templo de Zeus Olímpico es, con diferencia, el de mayor tamaño. Se trata de un templo dórico pseudoperíptero con unas dimensiones excepcionales, de 56,30 × 112,60 m. Se cree que es el templo dórico más grande nunca construido, y el tercero entre los templos griegos.
Fue construido por el tirano Terón en 480 a. C., después de su victoria sobre los cartagineses en la Batalla de Hímera, a la gloria de los griegos vencedores de los bárbaros. Su identificación como templo de Zeus se basa en el testimonio de Diodoro Sículo, que dejó una descripción. Al este del templo se encuentra aún el altar sobre el que se procedía a las hecatombes o sacrificios de cien toros.
El basamento (krépis) con cinco gradas soportaba una sala hipóstila de inspiración cartaginesa, compuesta de dos hileras de 12 pilares cuadrados cada una, de 21 m de alto, con muros hasta aproximadamente media altura. El peristilo se componía también de pilares, 7 de ancho y 14 de largo, de una altura de 17 m, con medias columnas unidas por las caras, todo ello formando masas de piedra de 4 m de diámetro. Estos pilares externos estaban conectados entre ellos por divisiones: por ello se habla de templo «pseudoperíptero». El peristilo y las naves laterales estaban cubiertos, mientras que la cella en sí sería probablemente hipetra, esto es, abierta al cielo. El número de columnas en la fachada era impar, encontrándose un pilar central en vez del habitual acceso hacia la cella; la entrada se hacía por dos pórticos situados en los extremos de la fachada este, dando acceso directo a las naves laterales, así como, según parece, por una pequeña entrada practicada en el medio del lado meridional.
Se caracteriza este templo por la presencia de los llamados telamones, estatuas colosales con aspecto humano. Se encontraban en una especie de nichos creados en la parte alta de las divisiones situadas entre las columnas exteriores. Estas estatuas tenían alrededor de 8 m de alto y soportaban el peso de la cubierta. Tenían rasgos cartagineses y simbolizaban a los bárbaros vencidos, reducidos a la esclavitud por los griegos. Se añadían a una representación del combate de los dioses del Olimpo contra los gigantes, tallada sobre el frontón este del templo. En 1825, el pintor y arqueólogo Rafaello Politi hizo reconstruir en el suelo a uno de estos gigantes, a partir de elementos dispersos. El gigante visible sobre el lugar es una copia, dado que el original se encuentra expuesto, en posición vertical, en el Museo arqueológico de Agrigento.
Aunque aparentemente este templo se usó, parece que nunca se acabó; la construcción se abandonó después de la invasión cartaginesa del año 406 a. C. Sus pequeñas piedras se reutilizaron ampliamente en construcciones de siglos posteriores, como los embarcaderos de Porto Empedocle (siglo XVIII). 

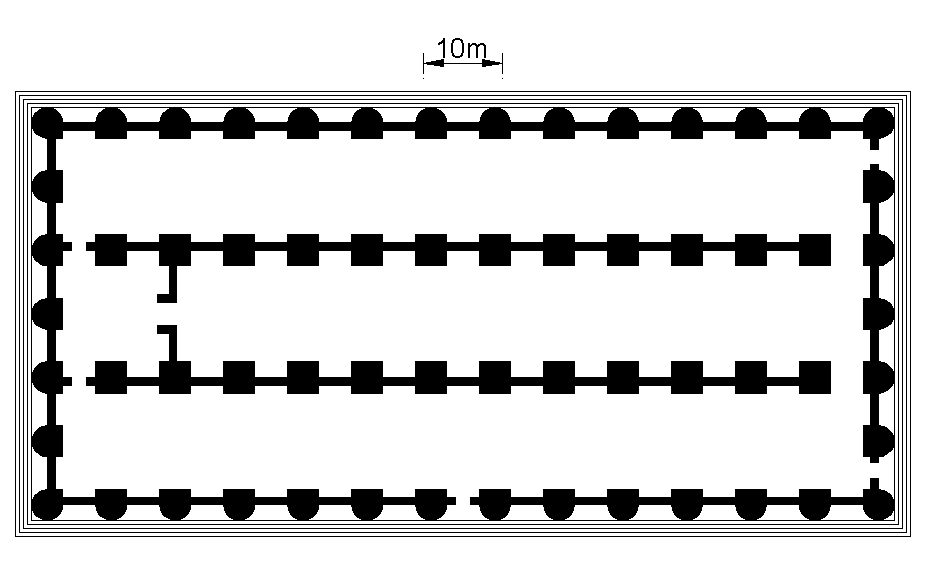
Templo B (Olimpieion)
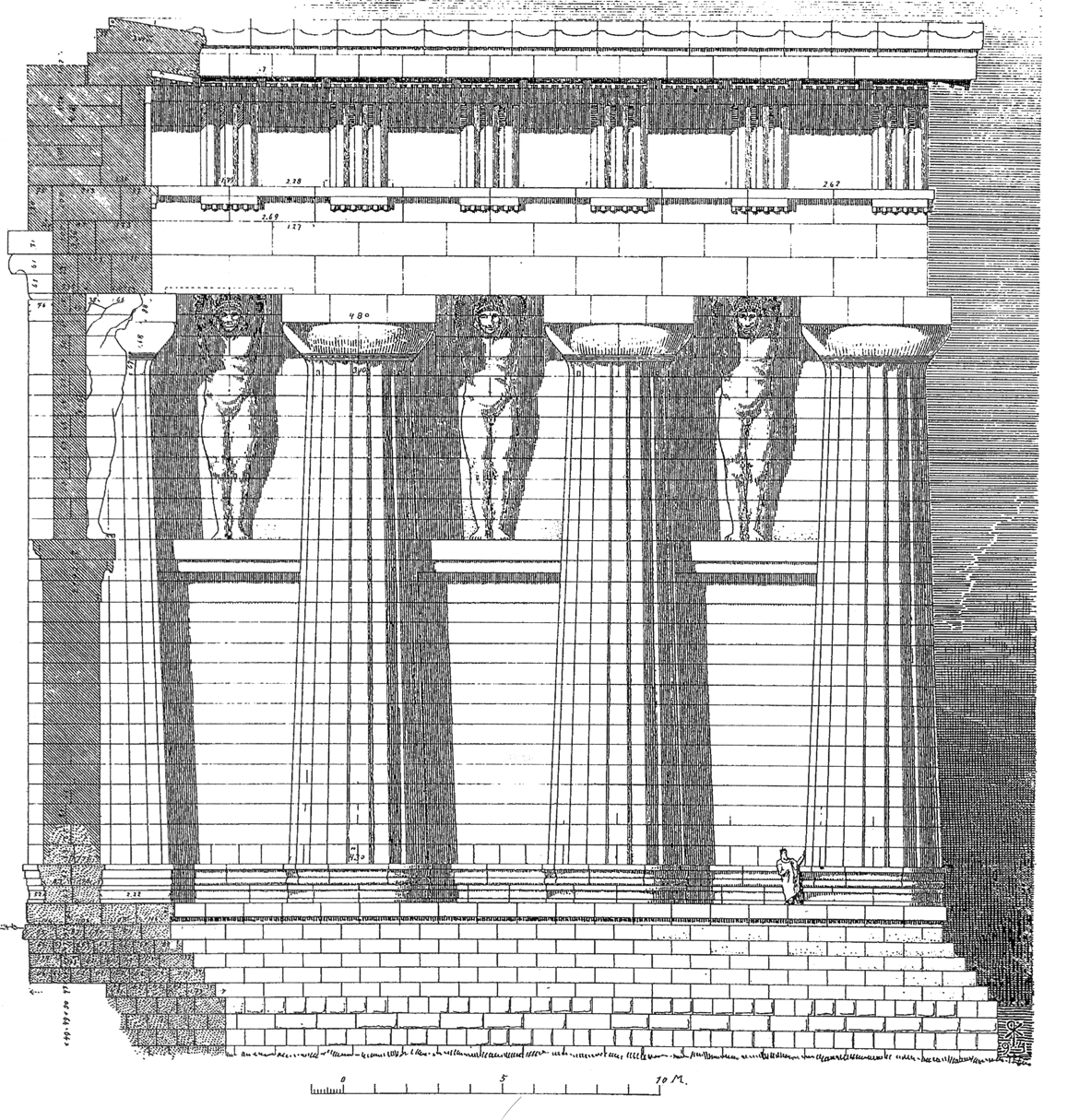
Olimpieion, por Robert Koldewey
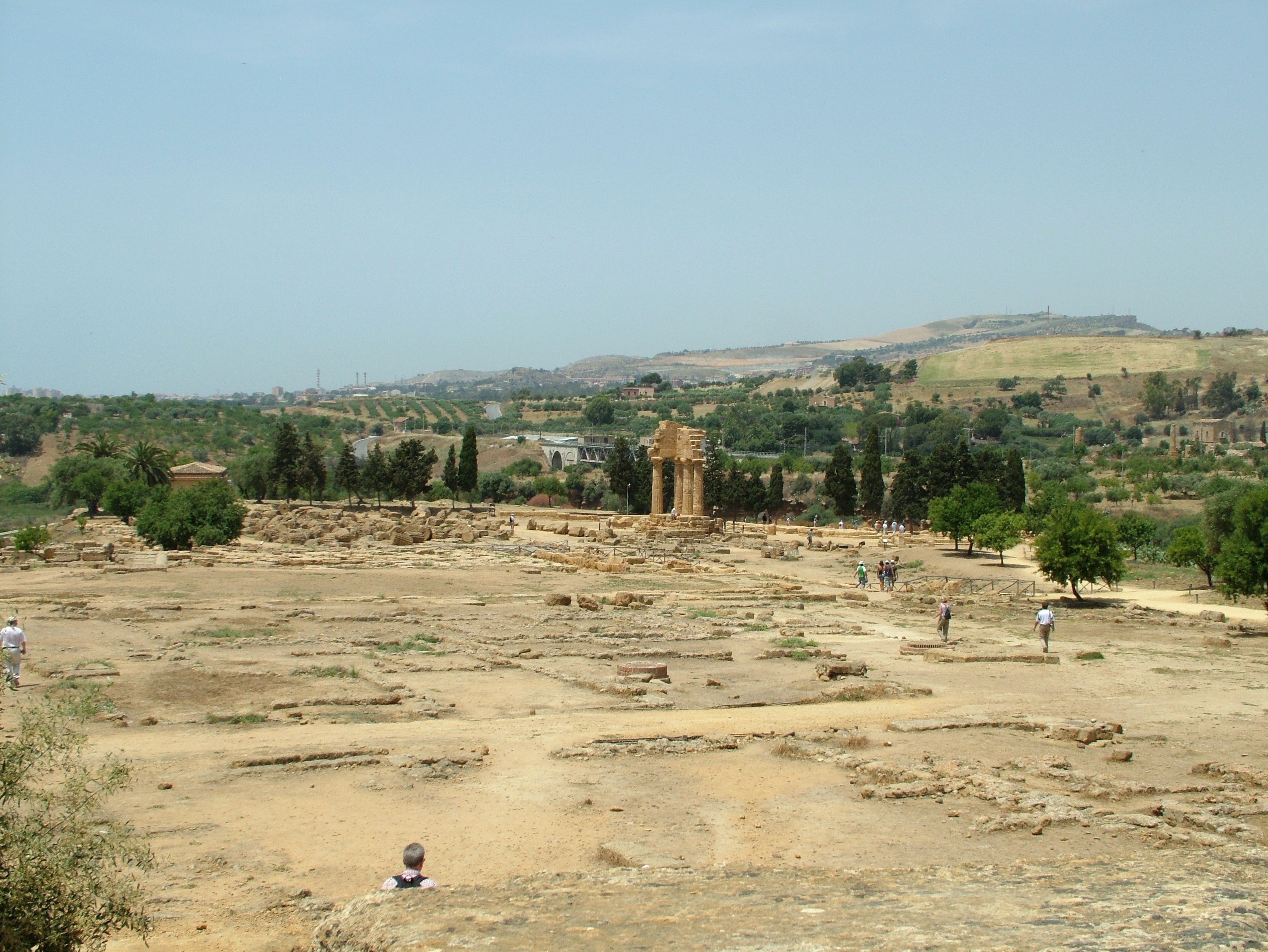
Restos del Olimpieion
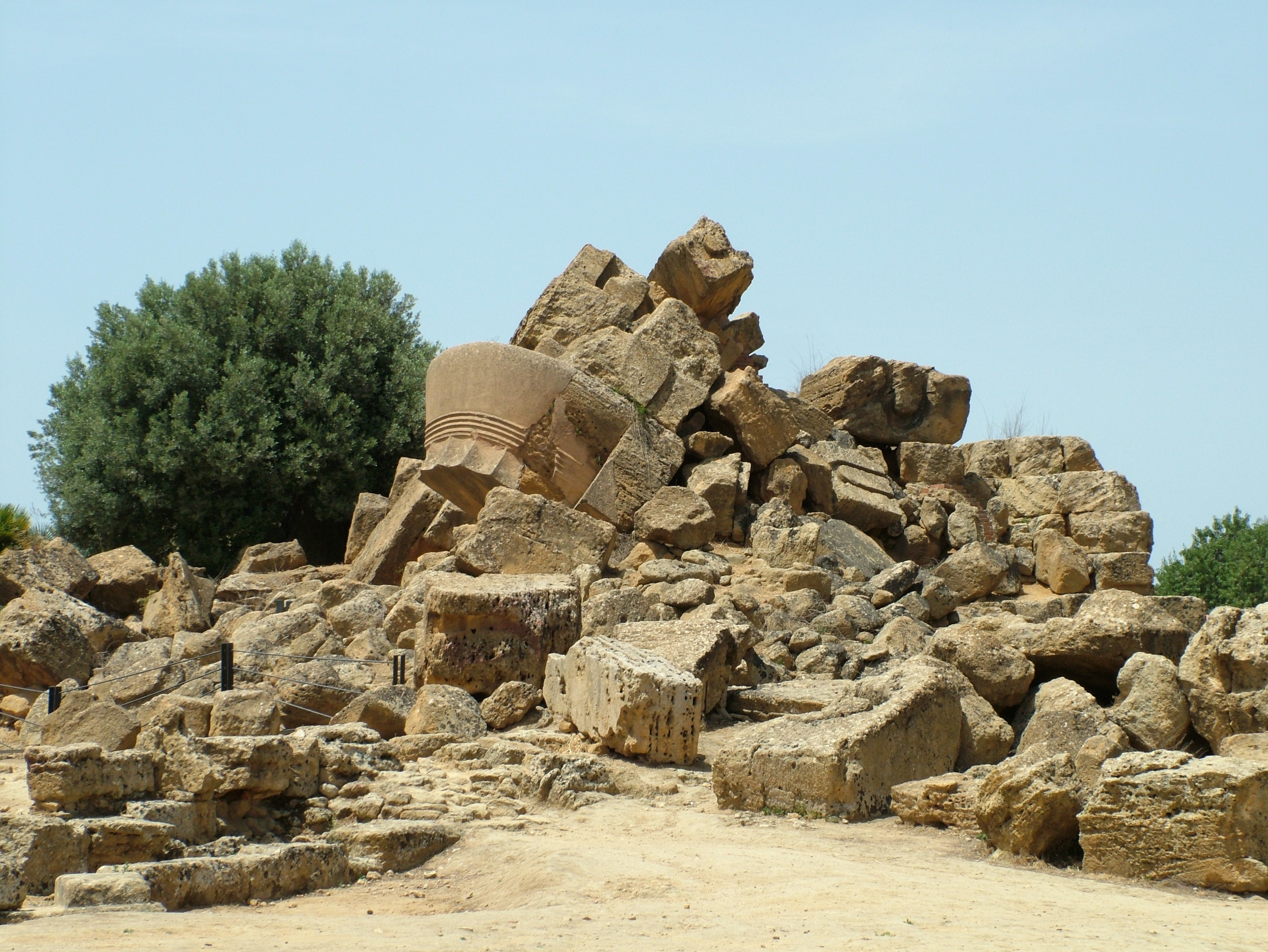
Canales de elevación en U
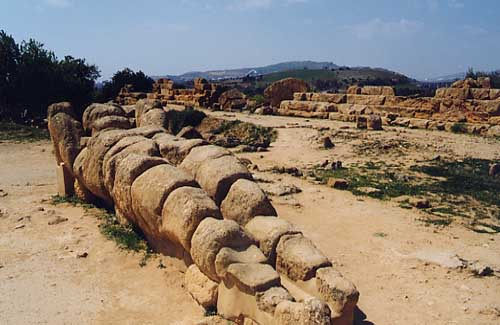
Uno de los telamones
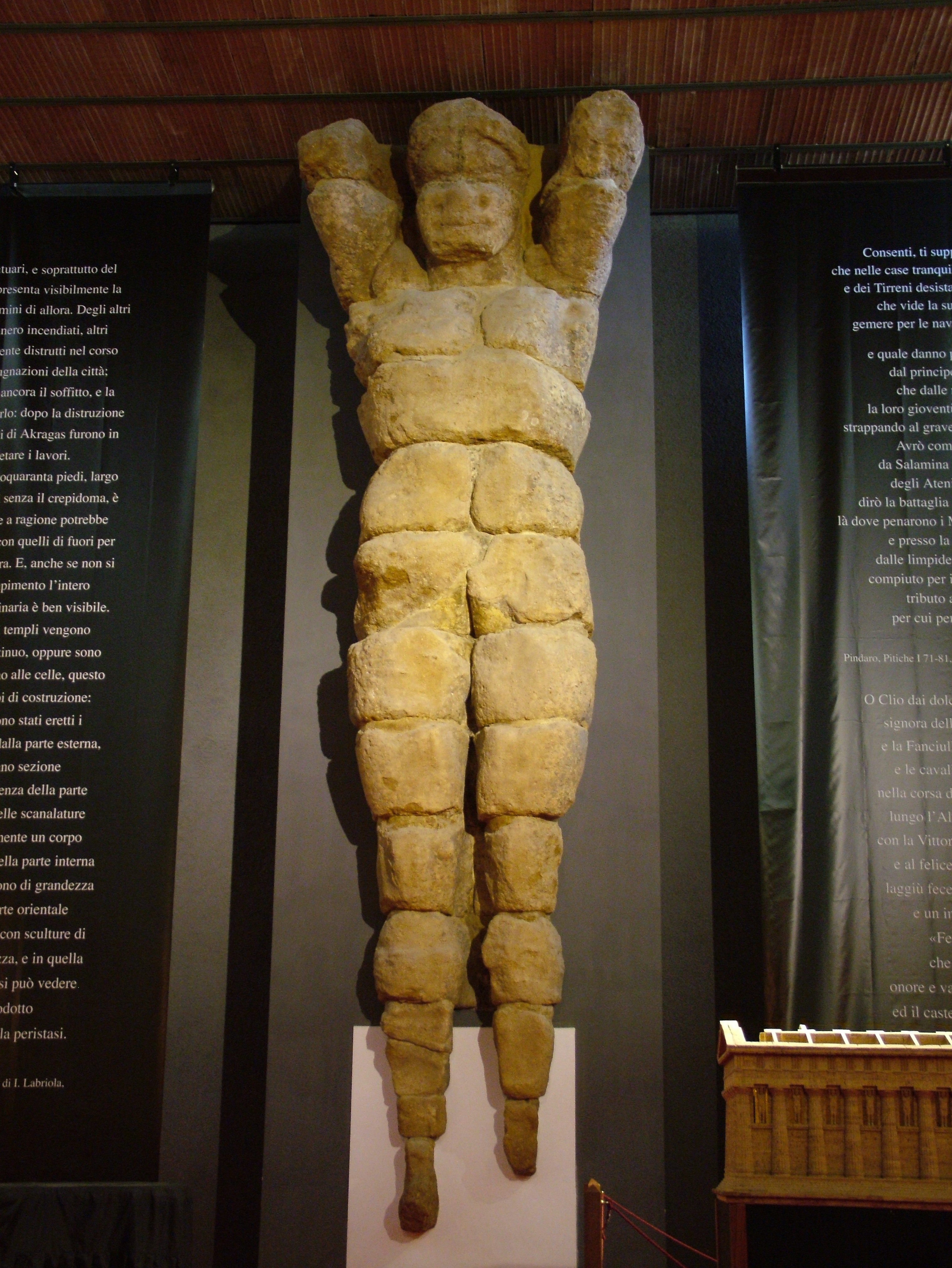
Otro telamón
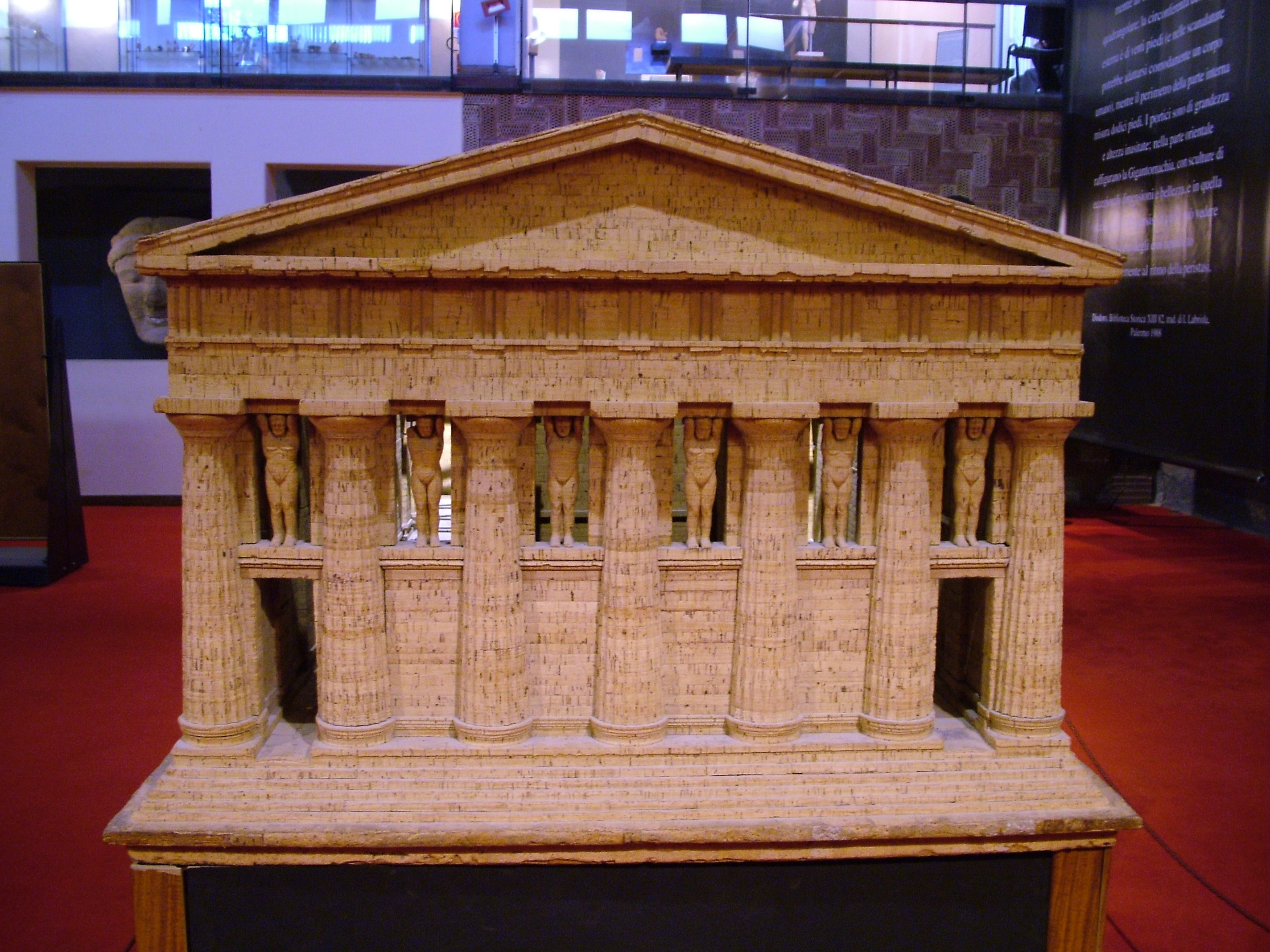
Modelo del Olimpieion (Museo arqueológico de Agrigento)
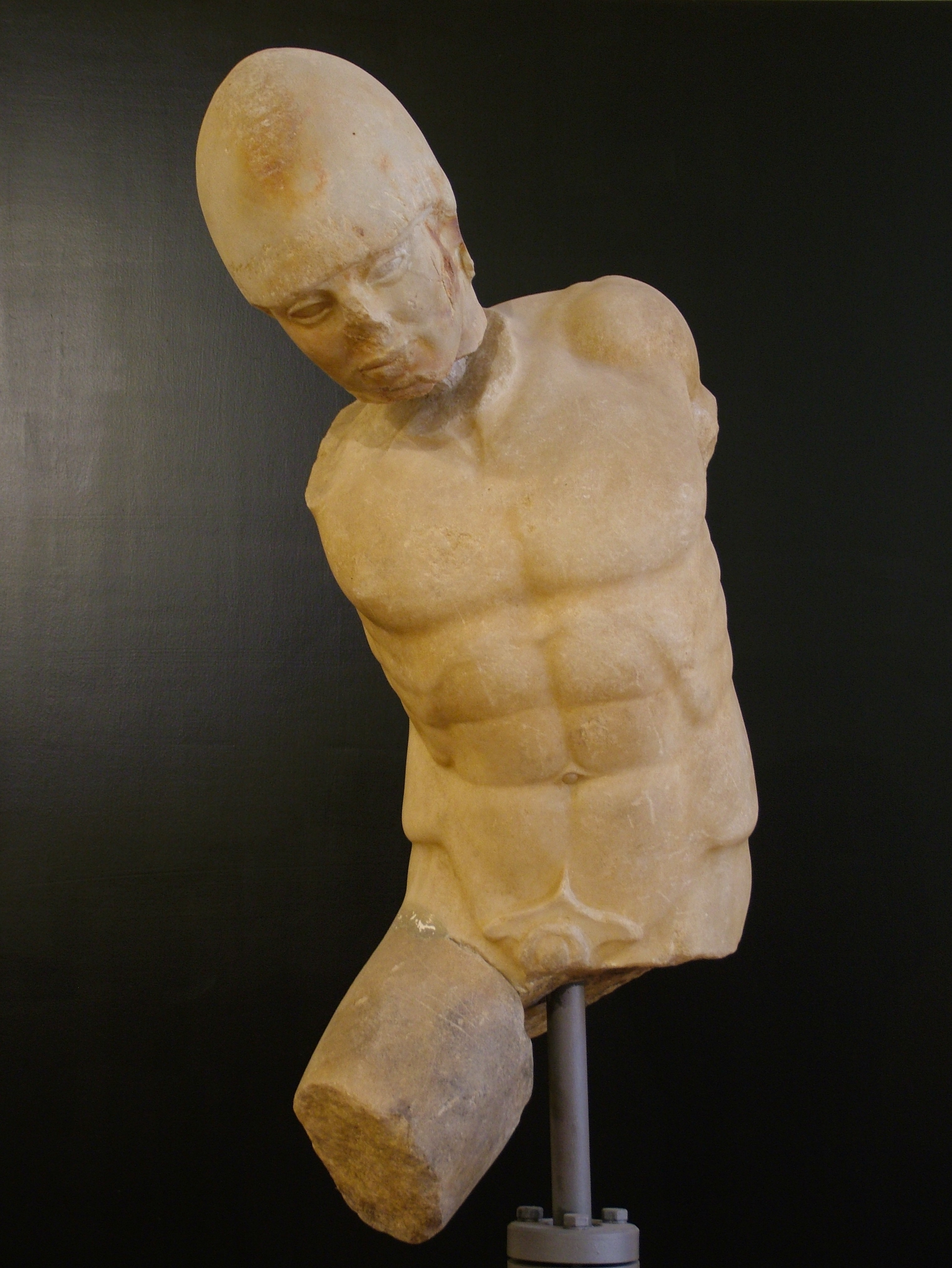
Torso de guerrero

### Templo de Heracles (Templo A)

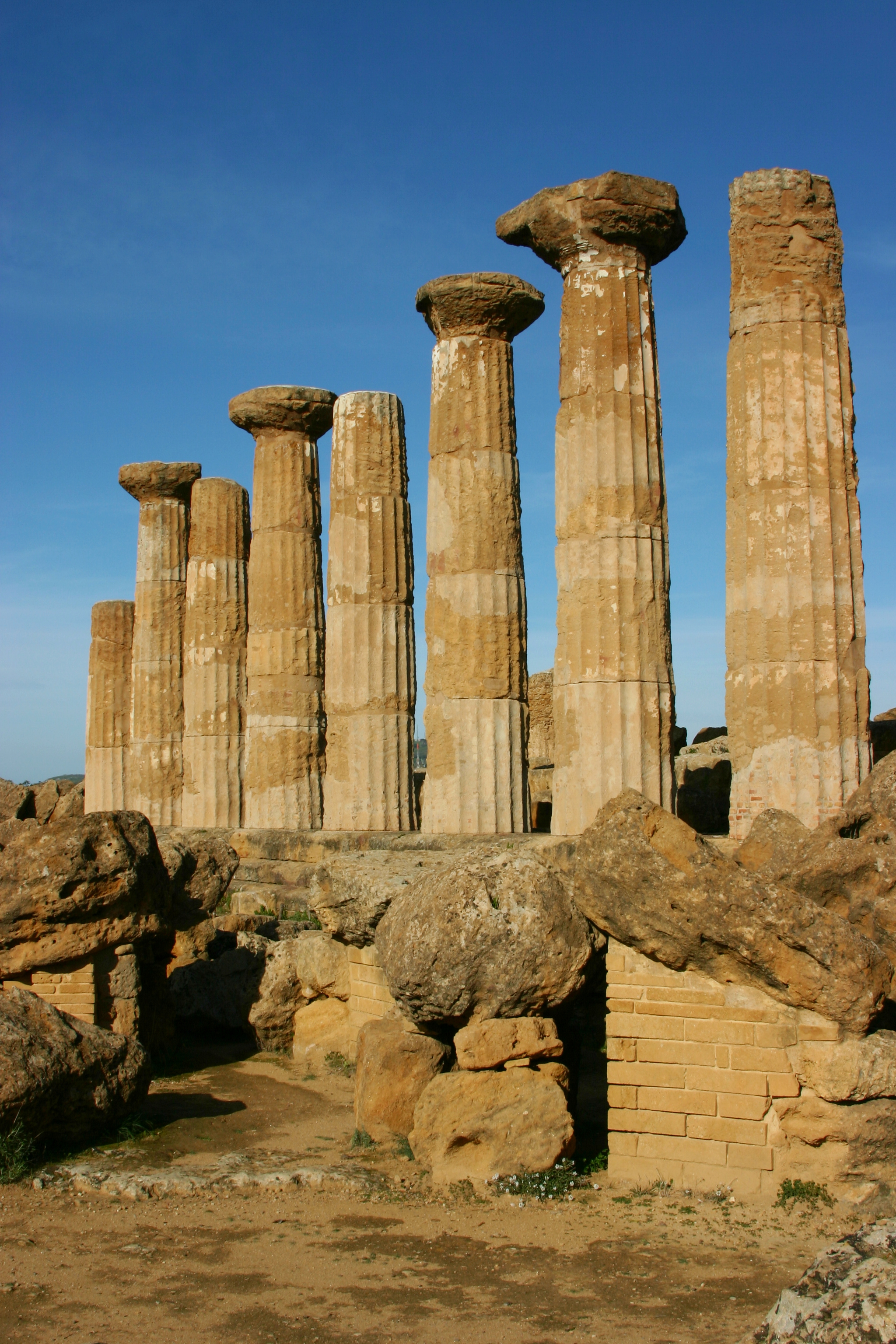
Templo de Heracles.

Cerca de la carretera, en la parte oriental del parque, y próximo a la entrada, junto a la puerta IV (porta Aurea) se halla el Templo de Heracles. Estaba dedicado a la veneración del héroe deificado Heracles o Hércules, uno de los más respetados por los habitantes de la antigua Akragas. La identificación la proporciona Cicerón en persona, cuestor de Sicilia en el año 75 a. C. En sus célebres acusaciones contra Verres, alude a una gran estatua de bronce de Heracles, en un templo situado en el ágora (ágora inferior, junto a la puerta IV): sus labios y su mentón estaban desgastados, se decía, a fuerza de ser tocados por los peregrinos, y Verres proyectaba apoderarse de ella.
El templo de Heracles es el más antiguo de todos los situados cerca de la muralla meridional, realizándose hacia el año 500 a. C. en estilo dórico períptero. Sus dimensiones son 25,34 × 67,00 m. Se alza sobre un basamento de tres gradas. Su plano se ajusta al de la mayoría de los templos de Sicilia. Su peristilo de 6 x 15 columnas, no obstante, se alarga más de lo normal, lo que permitió proporcionar a las extremidades un espacio igual a la anchura de dos columnas, tanto delante el pronaos como detrás del opistodomo. Falta el adyton, habitual en los templos de Sicilia.
Los elementos de arquitrabe muestran sangrías de elevación con forma de U, destinadas a pasar cierres de descarga simétricos. Destruido por un terremoto, se encontraron restos del templo de Heracles dispersos por toda la zona, por ejemplo los capiteles cubiertos de estuco, como debían serlo muchos otros elementos del templo. Hoy en día sólo quedan derechas ocho columnas visibles en el lado meridional, que se levantaron en 1924, mientras que el conjunto del lado septentrional lo estuvo a partir del siglo XIX. 

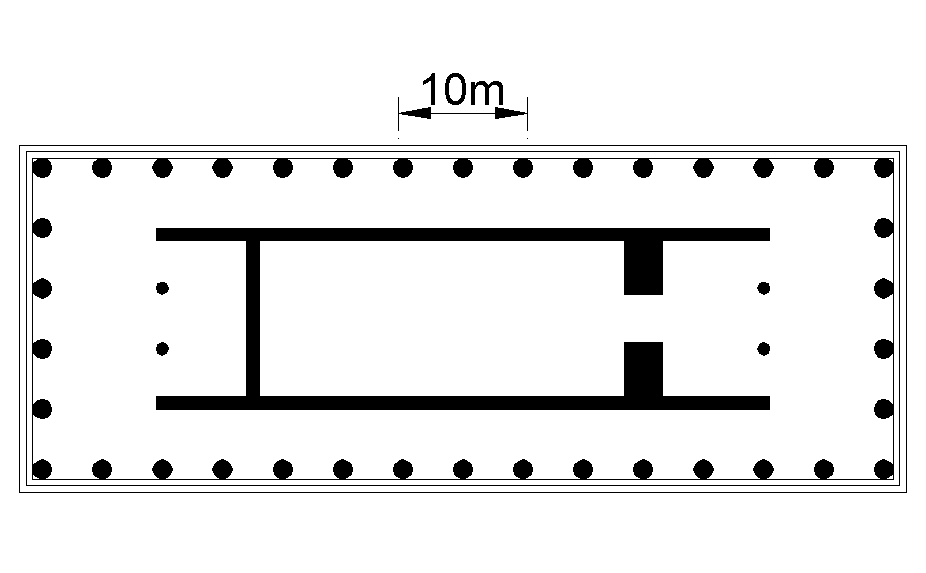
Templo A (de Heracles)
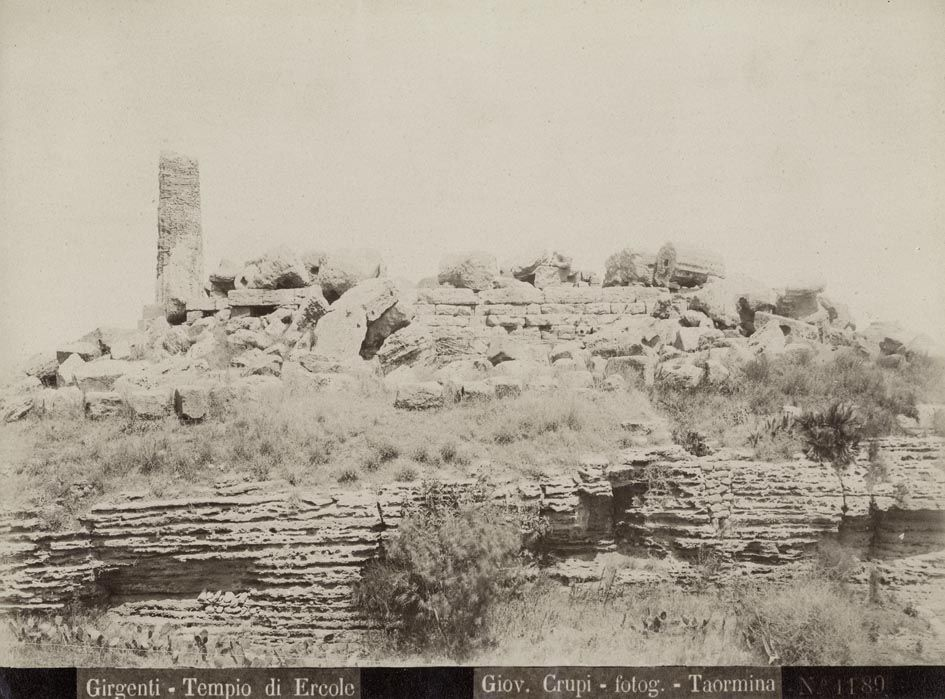
Templo de Heracles hacia 1900, por Giovanni Crupi
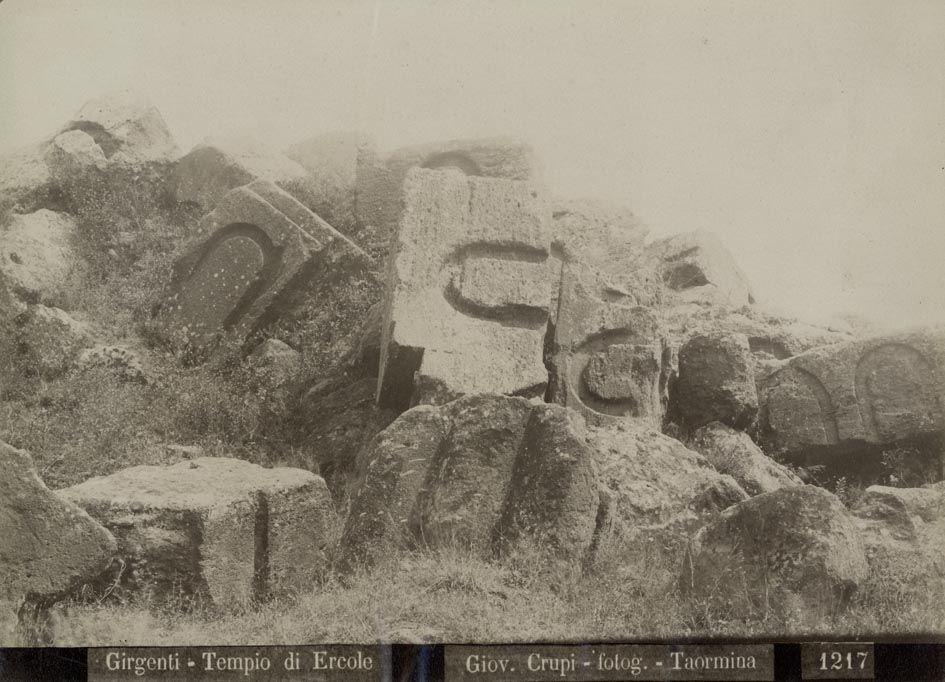
Con las sangrías de elevación en forma de U
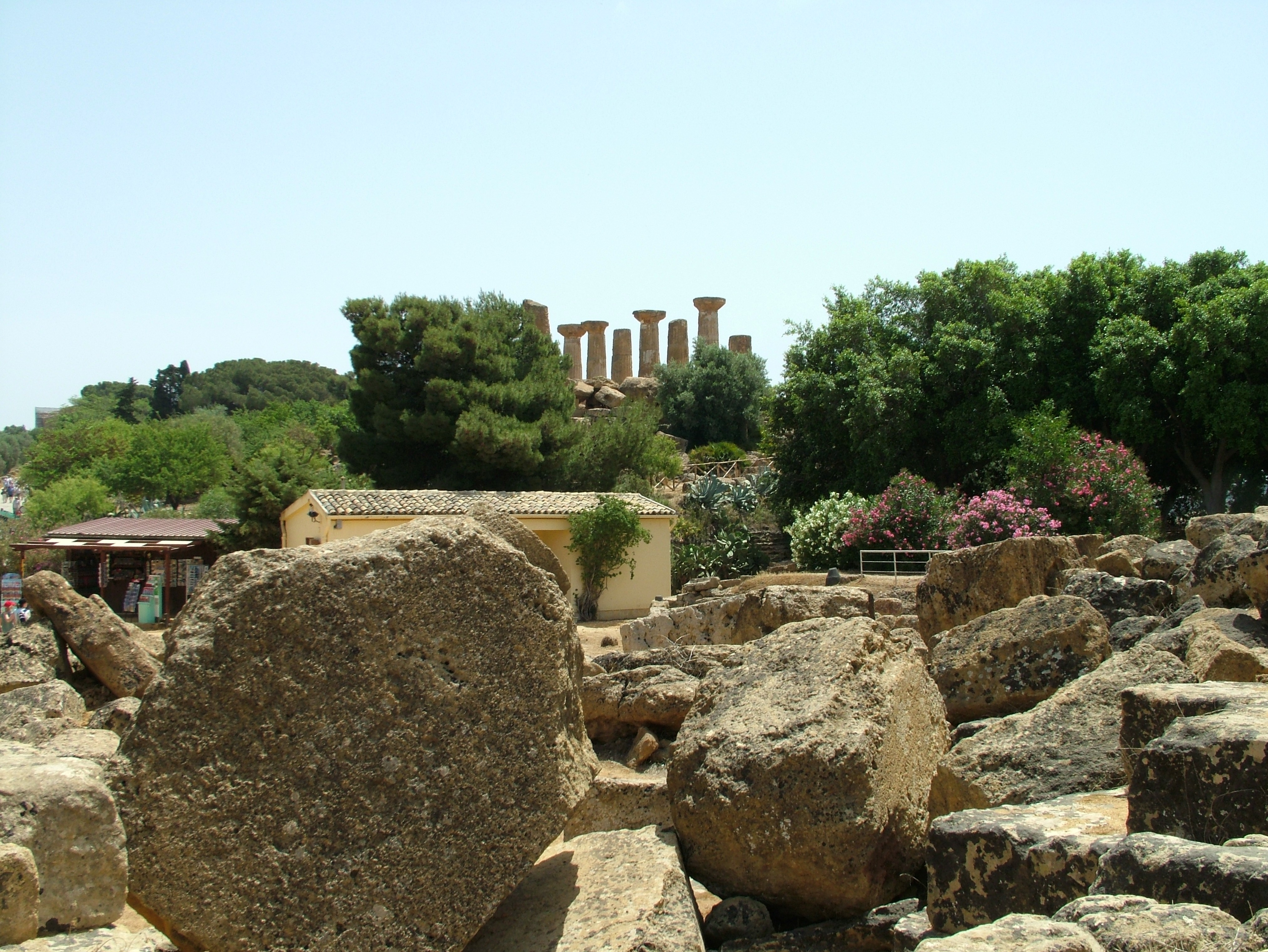
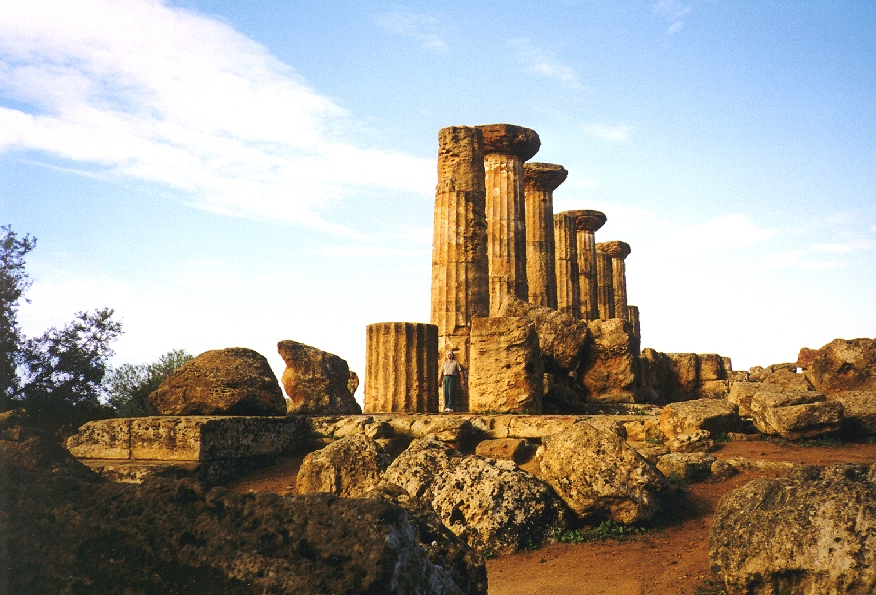
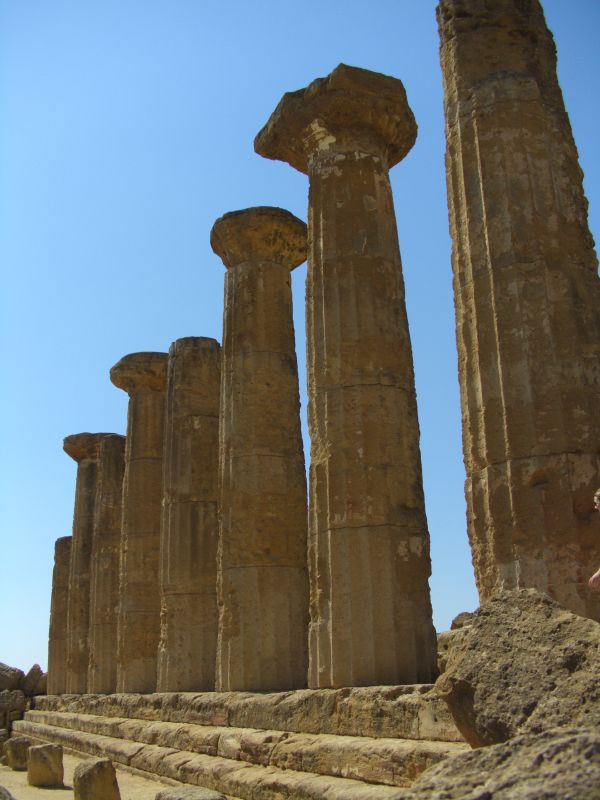
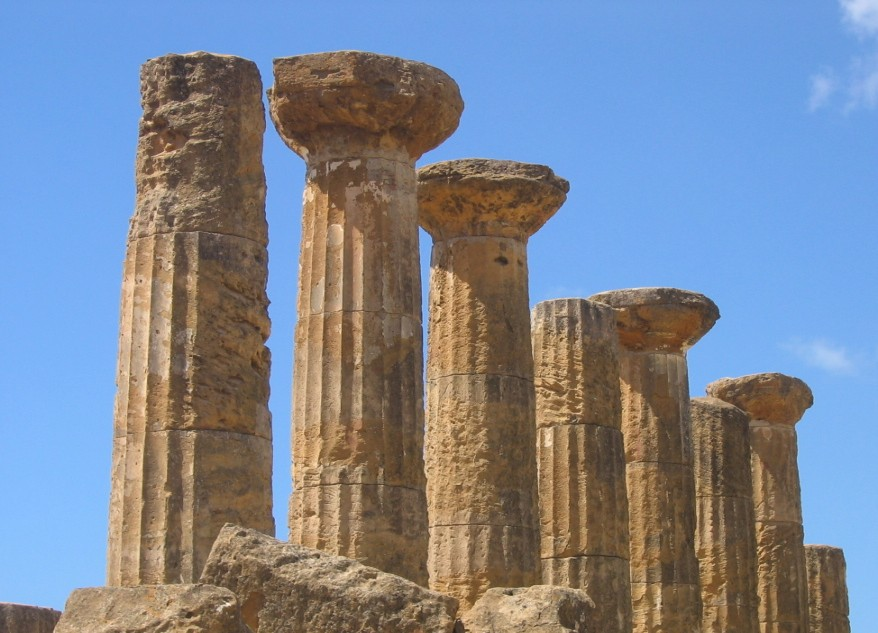
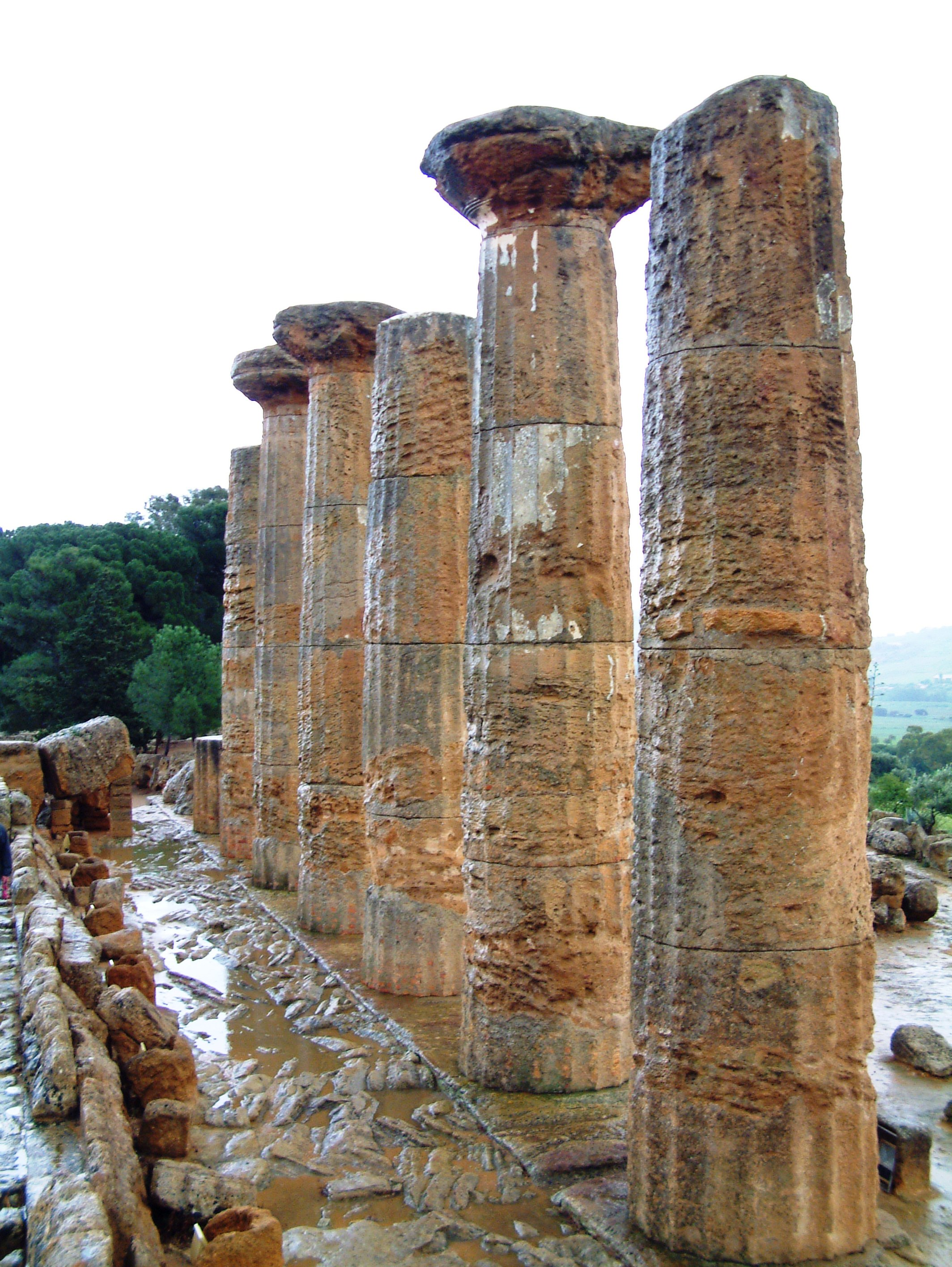
Restos de las columnas del templo de Heracles

### Templo de Hefesto (Templo G)

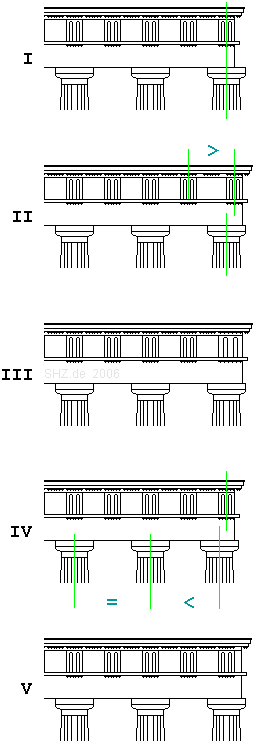
Cinco soluciones al conflicto de ángulos en los templos dóricos:
I. No hacer nada y dejar que la última columna sobresalga;
II. Alargar la última metopa;
III. Alargar el último triglifo;
IV. Disminuir el espacio entre las dos últimas columnas;
V. Añadir en el extremo un segmento vacío.

El Templo de Hefesto (Vulcano en la mitología romana), también del siglo V a. C. (hacia el año 430 a. C.), se cree que era una de las construcciones más imponentes del lugar, pero actualmente es uno de los más afectados por el paso del tiempo y los fenómenos naturales. Se encuentra situado en el ángulo suroeste de la ciudad antigua, al otro lado del valle, siendo el que queda en el extremo oeste de la colina de los templos. Es de estilo dórico períptero de 6 × 13 columnas, y mide 17,06 × 35,19 m.
Está precedido por un anticuado sacello. Se trata de un edificio con cella y pronao (de 13,25 x 6,50 m), habiéndose reconstruido recientemente la decoración arquitectónica. El edificio dórico superpuesto a este sacello está mal conservado. Se alzaba un krépis de cuadro gradas. Las columnas presentaban una rudentatura de evidente influjo jónico.
Sobre el lado occidental de la ciudad se conservan los restos de las Puertas VI y VII, la primera probablemente con puerta y contrapuerta en el centro de un pequeño valle atravesado por una carretera directa hacia Eraclea, la segunda guarnecida por dos torres y, en el valle, de dos poderosos baluartes externos, un sistema de defensa avanzada parecido al que existe en Camarina (Sicilia). Más al norte quedan los restos de las Puertas VIII y IX.

### Templo de Asclepio (Templo H)
El Templo de Asclepio (Esculapio en la mitología romana) se construyó al sur de la ciudad antigua, lejos de las murallas en el centro de la llanura de San Gregorio, por lo que puede considerarse, en rigor, en otro barrio distinto al valle de los Templos, siendo el más meridional de los edificios. Data de la segunda mitad del siglo V a. C., quizá de sus últimos veinte años. Es de estilo dórico in antis o pseudoopistodomo. Es más bien pequeño, pues sus dimensiones son 10,70 × 21,70 m. Se trataba de un lugar de peregrinación de los enfermos que se querían curar.
Se tiende a conservar la identificación tradicional como probable a partir de la descripción de Polibio (I 18, 2), según al cual tal templo debía encontrarse «ante la ciudad», a la distancia de una milla, en la parte presumiblemente opuesta a la carretera hacia Eraclea. La distancia no es exacta, aunque bien pudo proporcionar Polibio una indicación genérica; el aislamiento y la relativa modestia y antigüedad del edificio, sobre todo para el culto de Asclepio, hacen que la identificación resulte insegura. En el santuario de Asclepio se conservaba una estatua de bronce de Apolo, obra de Mirón, donada por Escipión a la ciudad y robada por Verres (Cicerón, Verrinas, II 4, 93). Se alza sobre un krépis de tres gradas. Particularidad insólita del edificio es el falso opistodomo representado por dos semi-columnas puestas en la parte externa del fondo de la cella, que quiere así imitar una estructura anfipróstila. También destacan parte del entablamento, con grandes cabezas leoninas, friso y geison del frontón.

### Templo de los Dioscuros (Templo I)

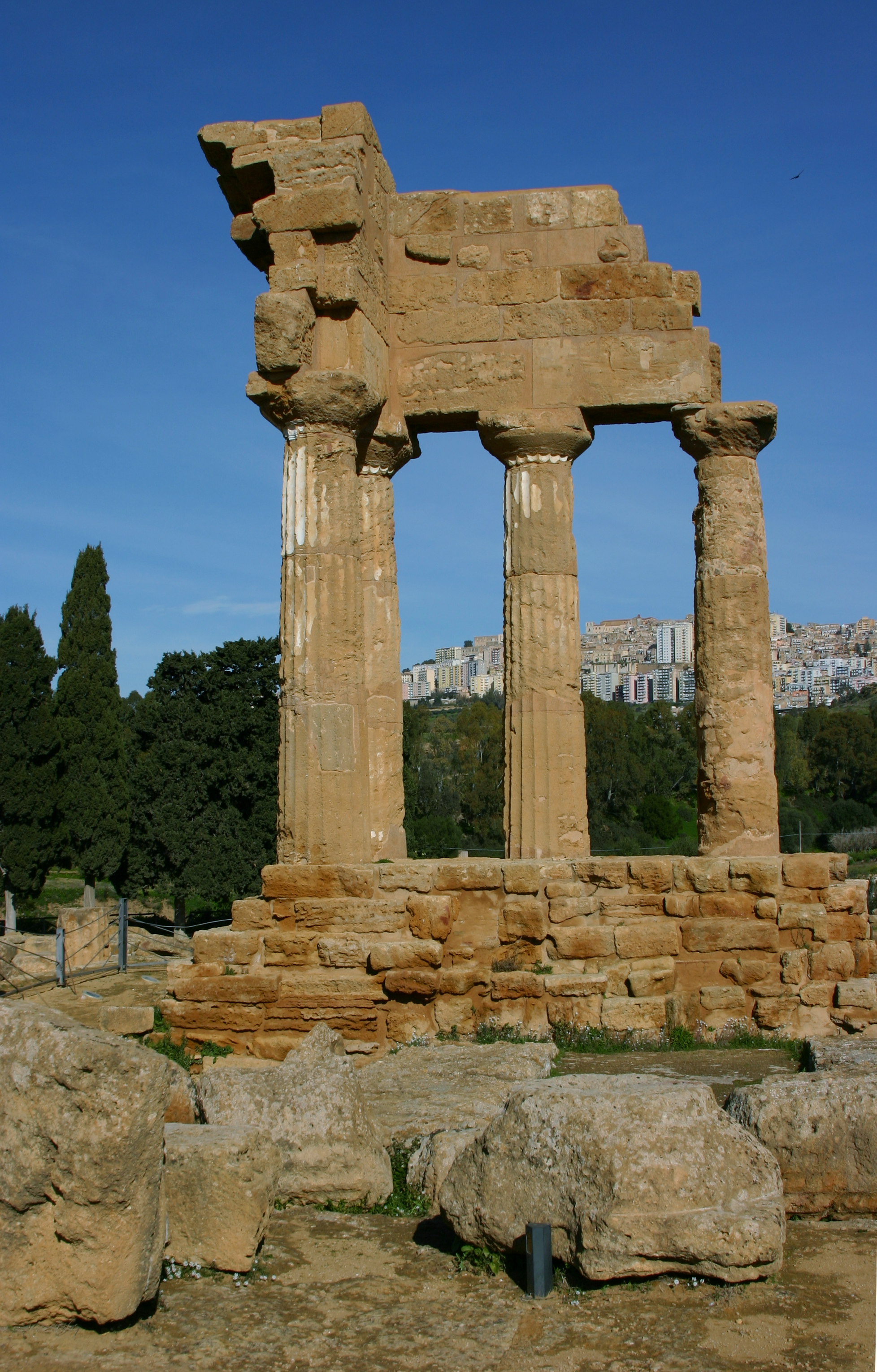
Columnas del Templo de los Dioscuros.

Al oeste del Olimpieion se extiende hasta la Puerta V un barrio de la ciudad, con vestigios de casas de habitación. Del norte de este templo parte una vía procesional que rodea las viviendas para incorporarse a la Puerta V y al templo de los Dioscuros. Es un nombre atribuido arbitrariamente: fuentes antiguas nos dicen, ciertamente, que en Akragas se honraba a Cástor y Pólux, pero las últimas investigaciones tienden más bien a vincular a los gemelos al llamado tradicionalmente «templo de la Concordia». Data de mediados del siglo V a. C. Pertenece al estilo dórico períptero y mide 13,86 × 31,70 m.
El «templo de los Dioscuros» tiene una planta similar al «de la Concordia». La esquina sureste se reconstruyó en el siglo XIX por el escultor Valerio Villa Reale y el arquitecto Saverio Cavallari. Esta reconstrucción es ciertamente muy pintoresca, e incluso se ha convertido en un símbolo y uno de los temas más fotografiados de los vestigios de Agrigento, pero se rechaza por los profesionales de historia del arte, hay una mezcla de elementos de distintos estilos y épocas. Numerosos restos de tambores de columnas acanaladas que formaban antes un peristilo están diseminados por toda la superficie del templo. Puede distinguirse igualmente, en el lado este, restos del altar.

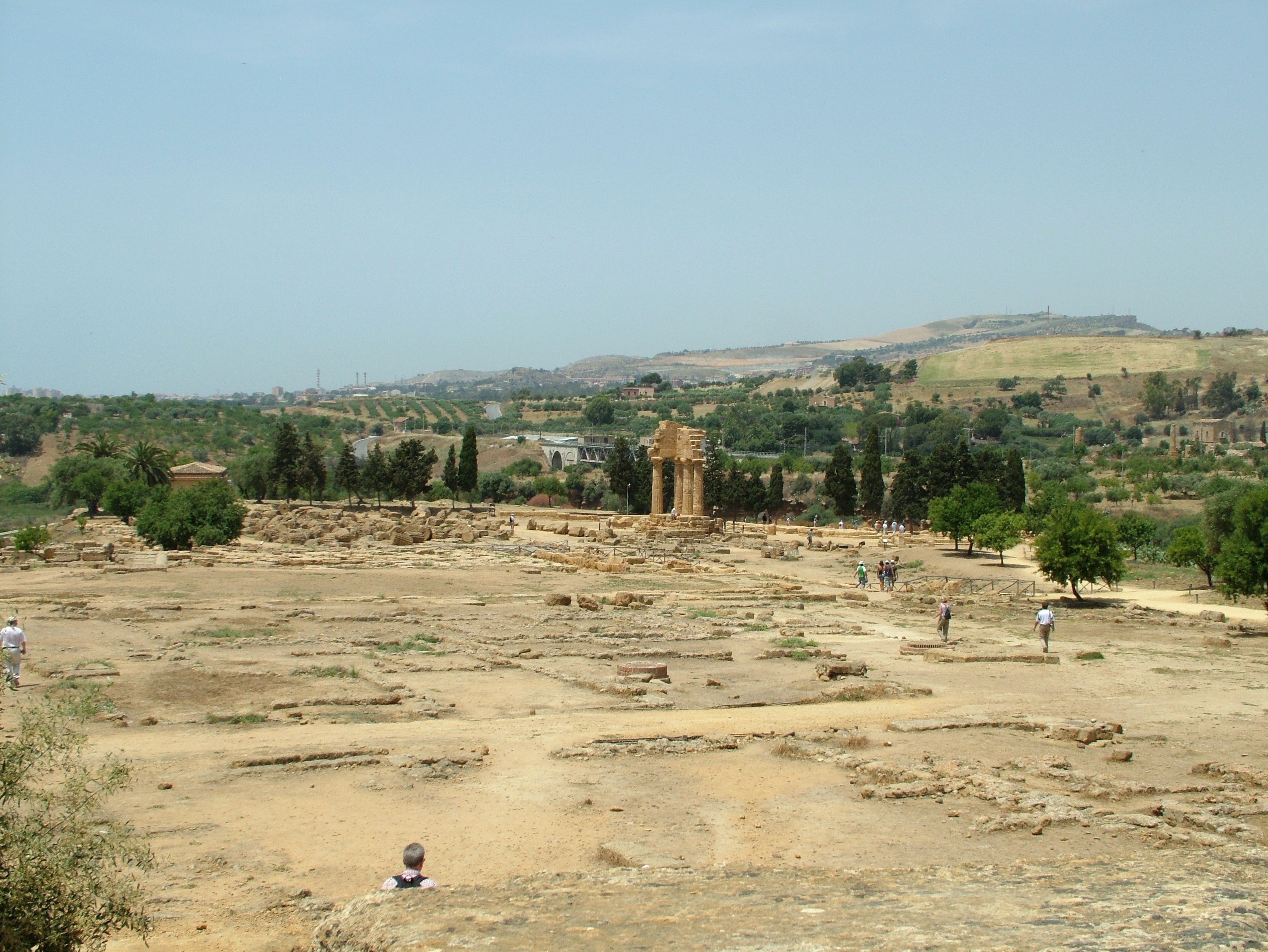
Templo de los Dioscuros, en segundo plano
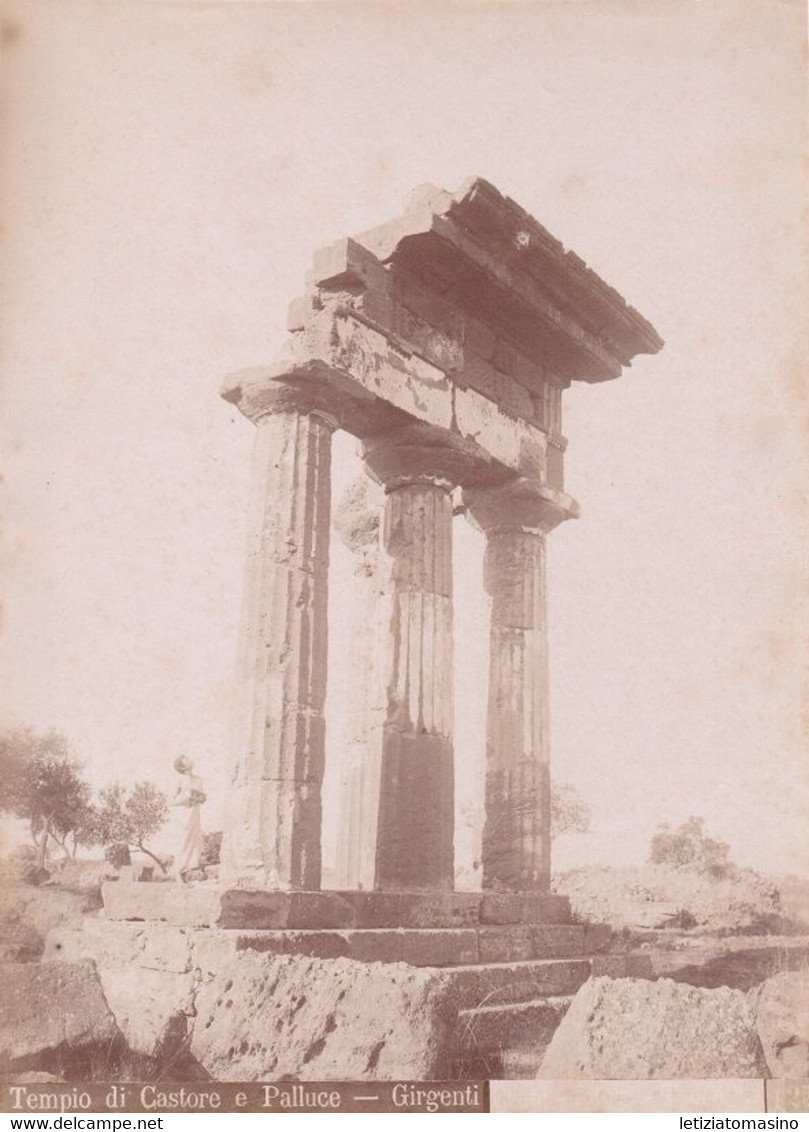
Foto de Giovanni Crupi
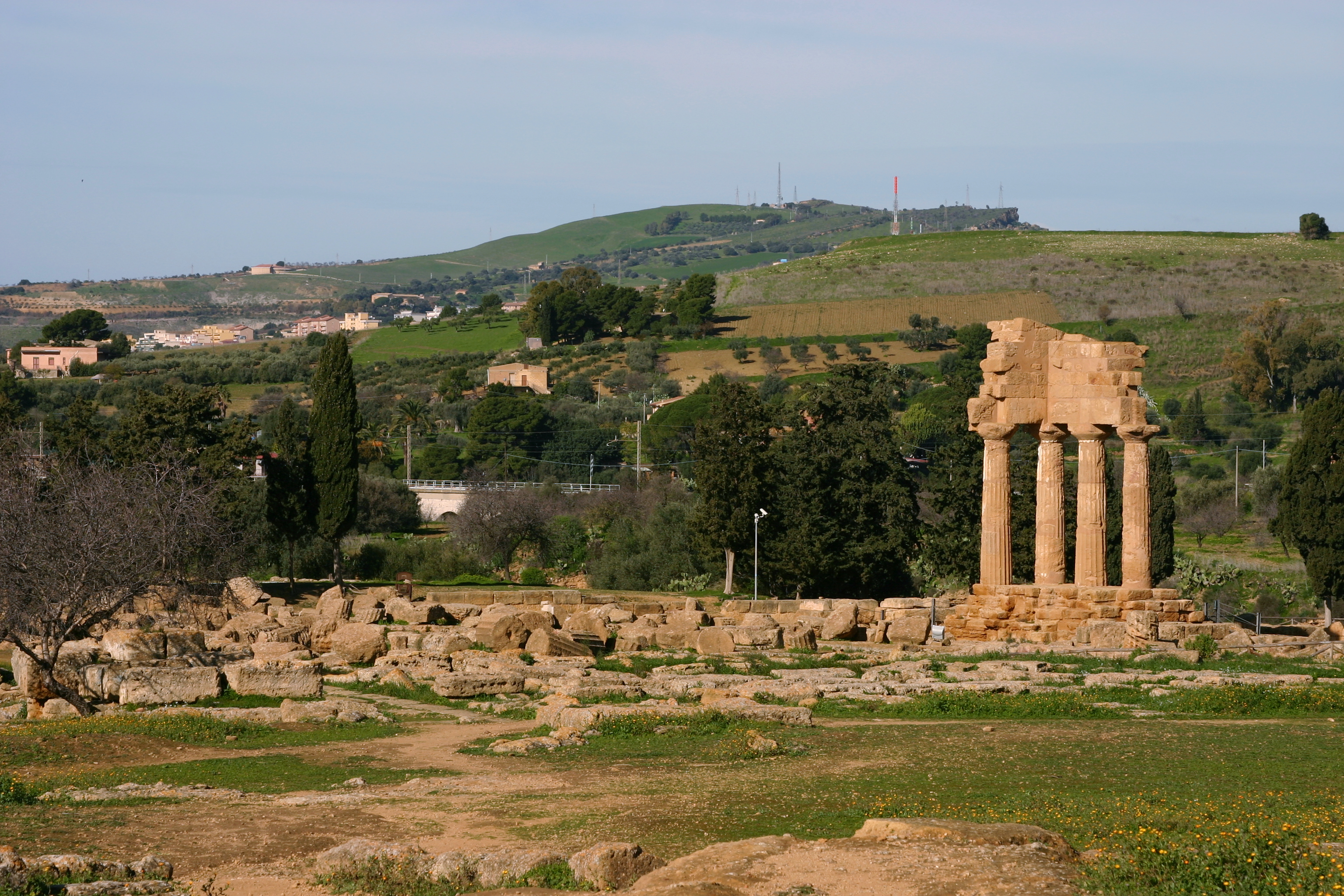
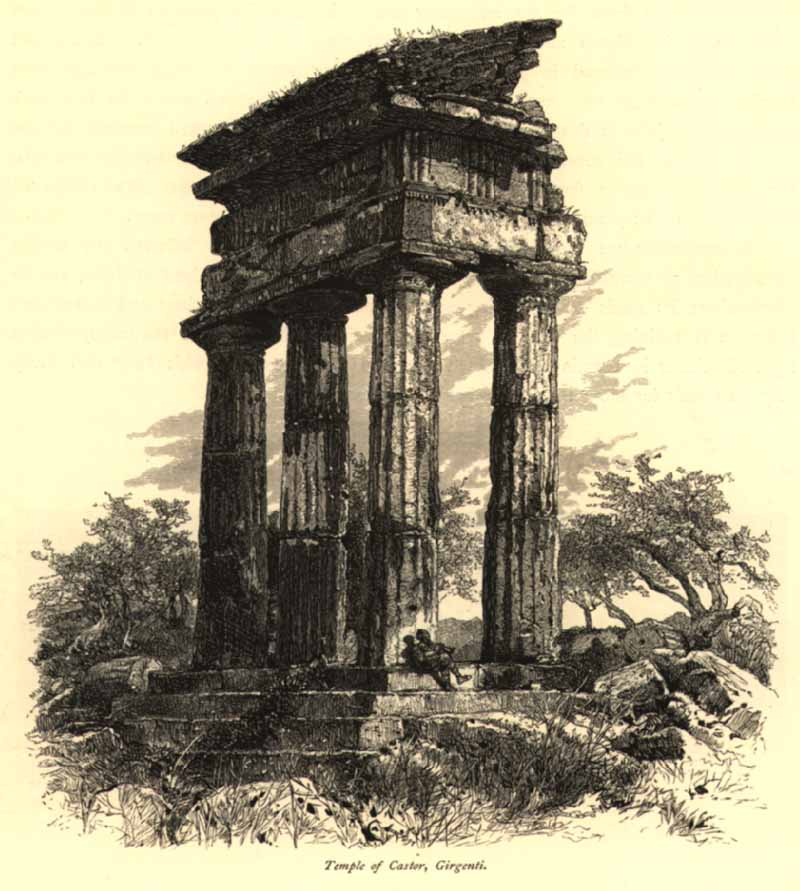
Templo de los Dioscuros (1878), por Josiah Wood Whymper

## Otros monumentos

### Santuario de las divinidades ctónicas y templo L
El templo de los Dioscuros se alza sobre un témenos que es el más antiguo de todos los lugares de culto conocidos en Agrigento. Los griegos veneraron allí a sus dioses antes de la construcción de los grandes templos, y los sicanos lo utilizaban ya como lugar de culto.
Sobre este témenos, al sur del templo de los Dioscuros, se encontraron los restos de otro templo períptero (templo L), construido poco después, con el mismo plano, pero un poco más grande. Los dos templos fueron probablemente construidos sobre edificios de culto anteriores.
En la parte norte del santuario se encuentran aún los basamentos de lugares de culto que se remontan a la primera mitad del siglo VI a. C. , es decir, poco tiempo después de la fundación de la ciudad. Los griegos honraban allí a las divinidades ctónicas, sobre todo a las diosas de la tierra y de la fertilidad, Deméter y su hija Perséfone, pero también a Hécate y Hades. Esta zona delimita pues el santuario de las divinidades ctónicas.
En medio de estos lugares de culto se encuentra un altar circular y otro rectangular. El altar circular tiene una cavidad mediana que servía para depositar las ofrendas líquidas, o para recoger la sangre de los animales ofrecidos en sacrificio. Todo alrededor de estos altares se ordenan los edificios con forma de mégaron con pronaos, naos y adyton, dos en dirección este-oeste, y otro en dirección norte-sur. Este último se relaciona con un edificio de culto de cella rectangular que tiene una entrada cuya fachada está constituida por cuatro pilares. Al norte se encuentra otro edificio de culto con aspecto laberíntico, con un altar cuadrado en una parte lateral, y un altar circular en la última sala.

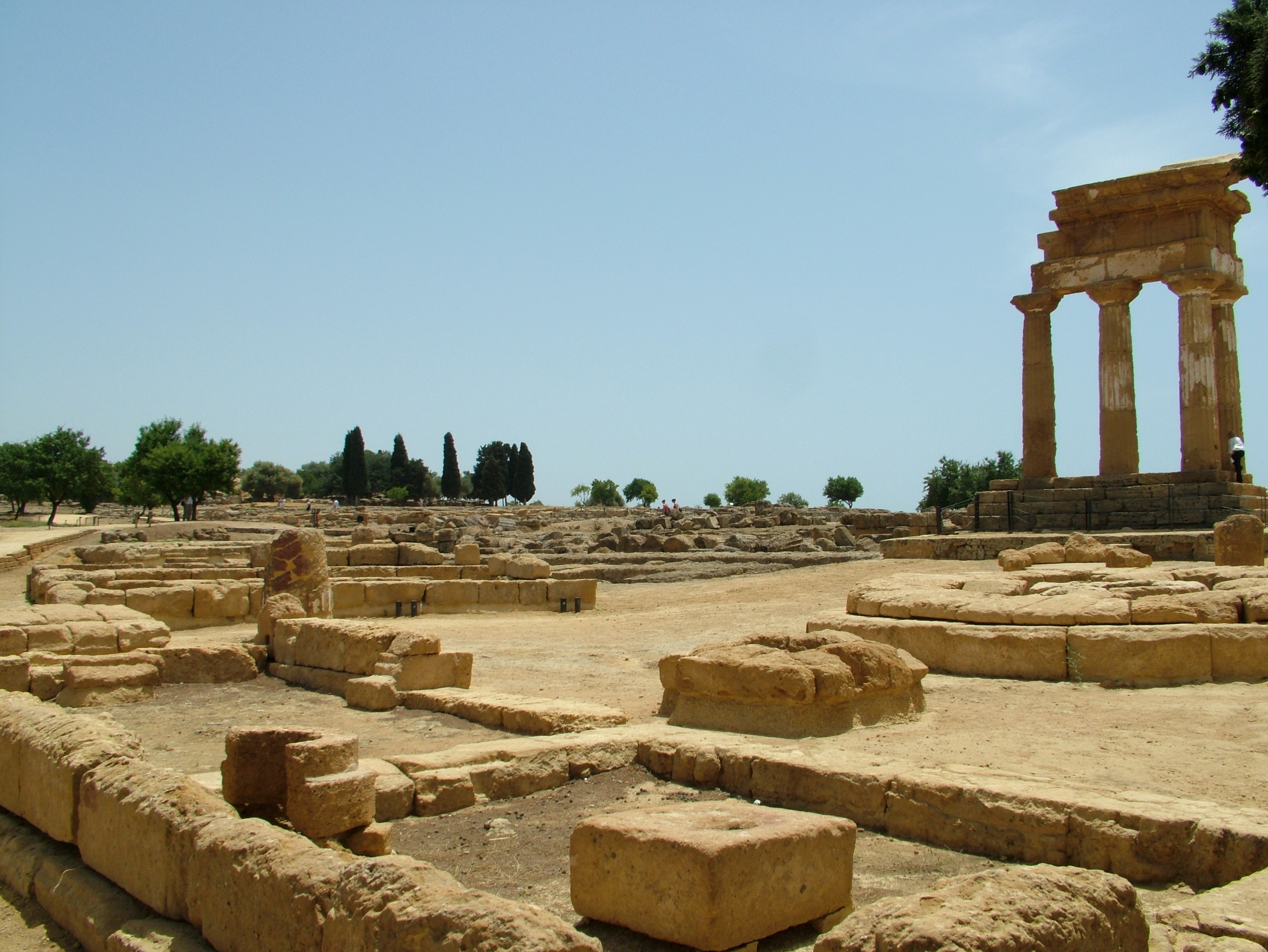
Santuario de las divinidades ctónicas, cerca del templo de los Dioscuros
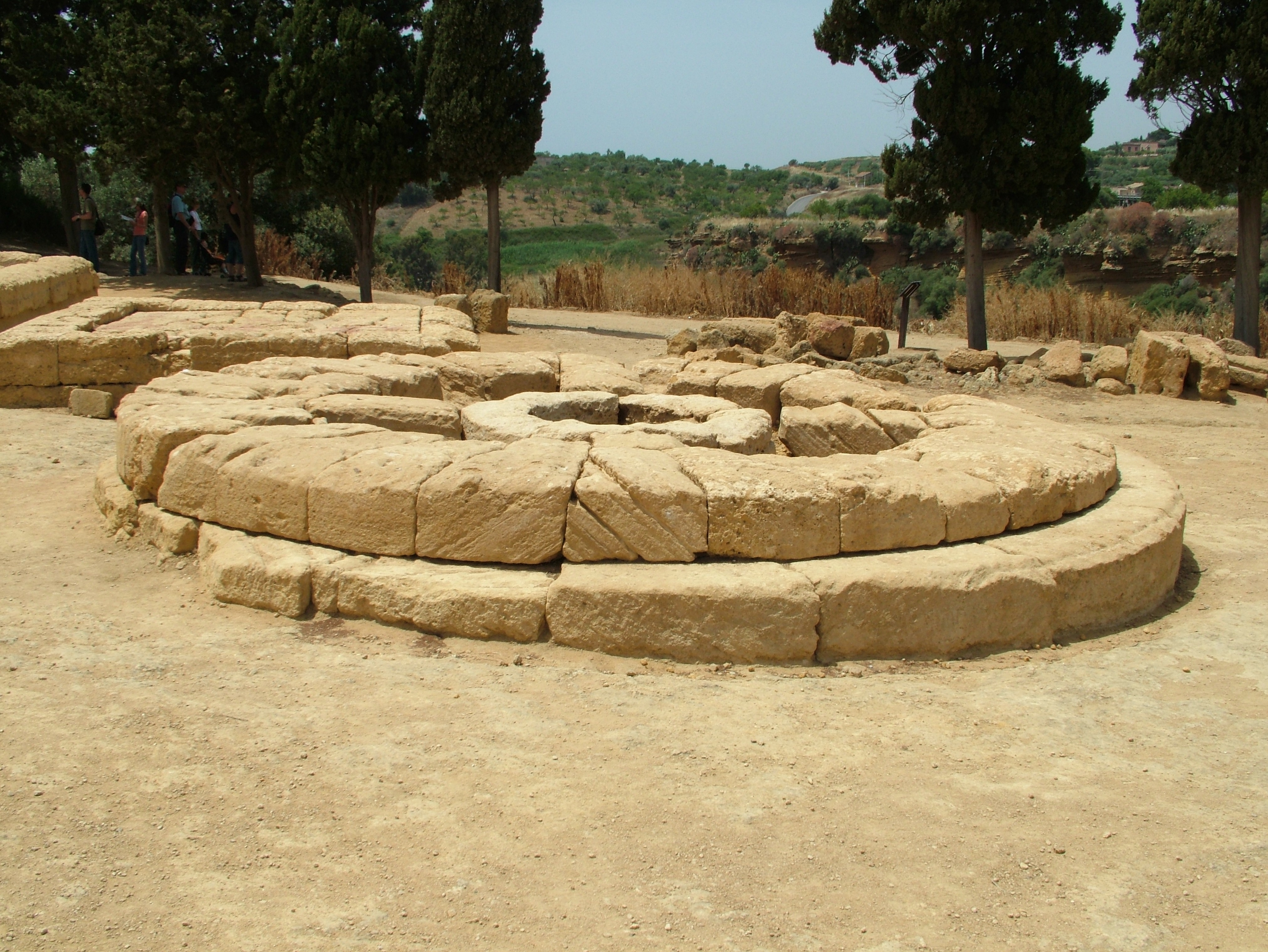
Santuario de las divinidades ctónicas: gran altar circular

### Necrópolis
La necrópolis paleocristiana se encuentra junto al Templo de la Concordia, pues la zona alrededor del templo fue más tarde reutilizada por los primeros cristianos como una catacumba, con tumbas extraídas de los acantilados y afloramientos rocosos.

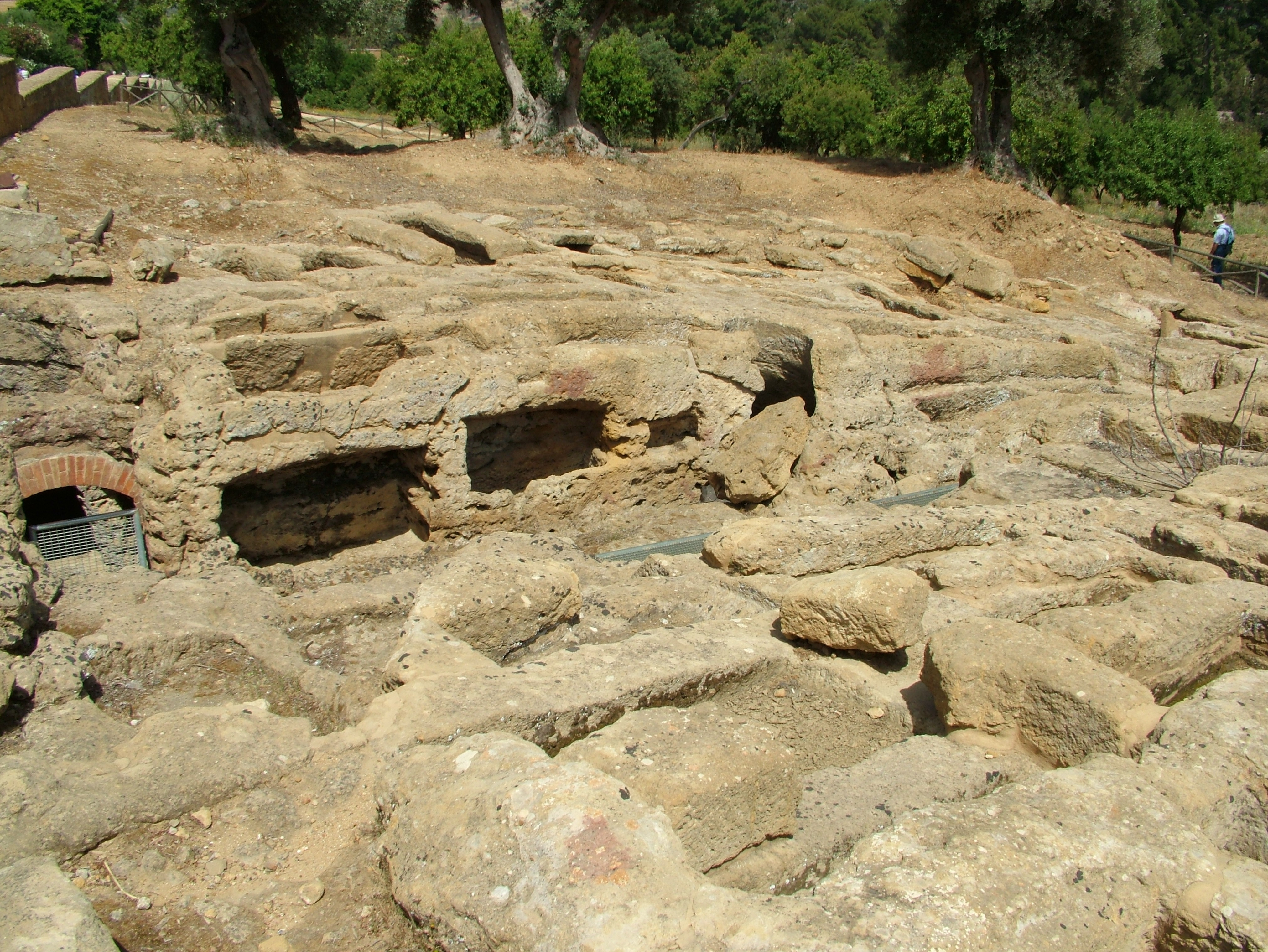
Necrópolis paleocristiana
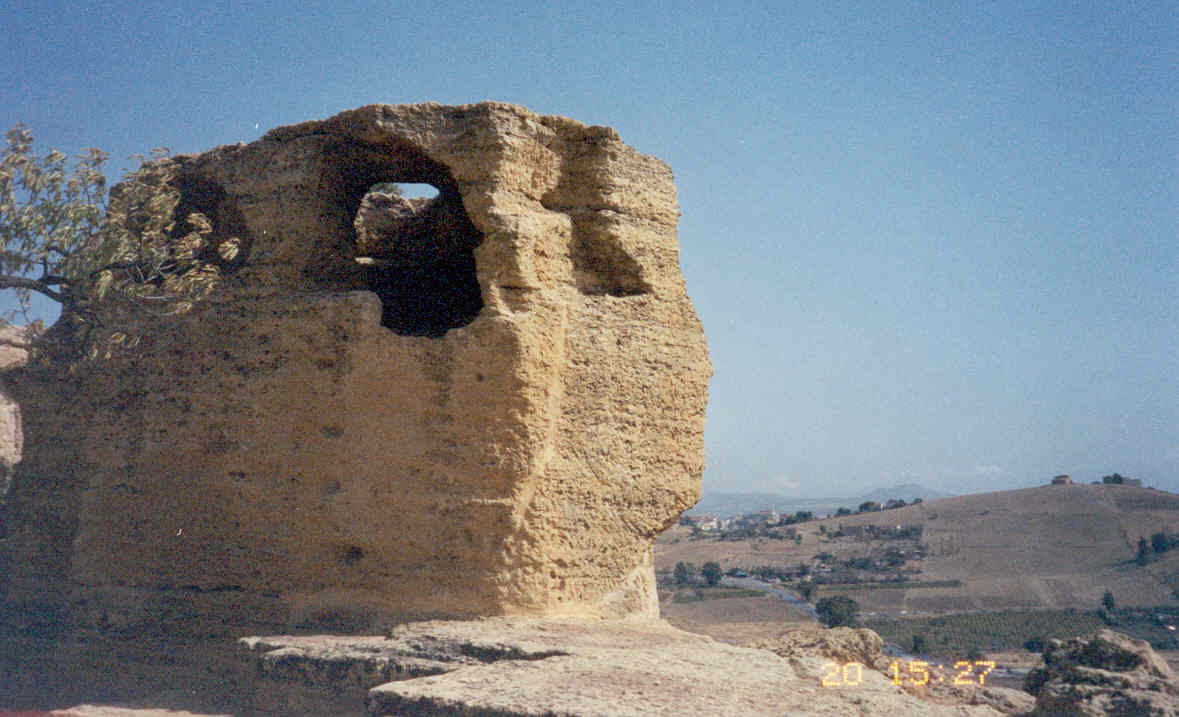
Muro que rodea la villa

### Colina de san Nicolás
Al norte respecto a la cresta montañosa en la que están los templos de las divinidades ctónicas hasta el de Juno se encuentra la zona de san Nicolás, barrio helenístico-romano. Allí se encuentra la necrópolis helenística romana. Luego puede verse el Eclesiasterión y el oratorio de Falaris; próximo al lugar se encuentra el Museo Arqueológico. Finalmente, un poco más al norte queda el Buleuterión.

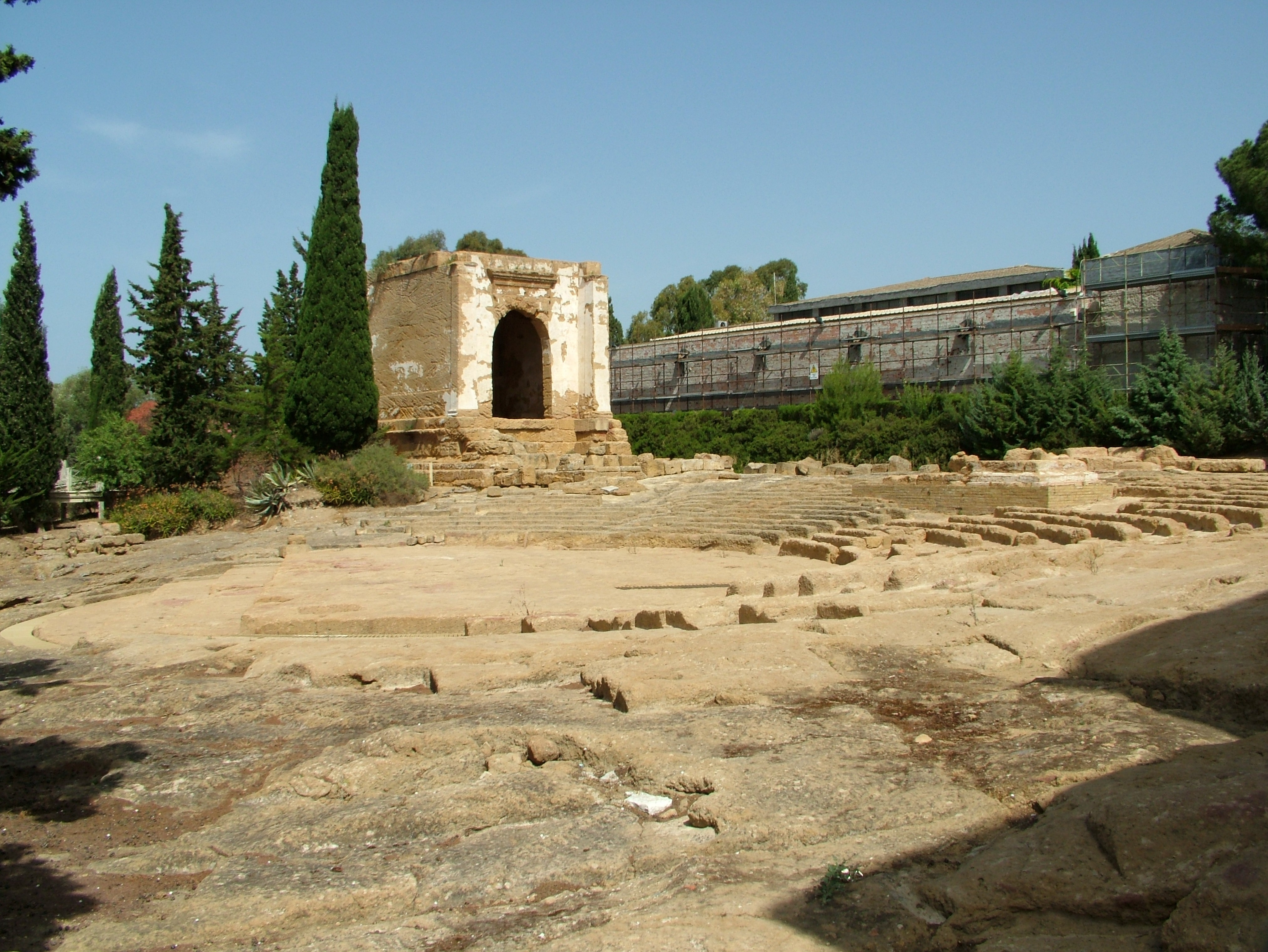
Eclesiasterión y oratorio de Falaris
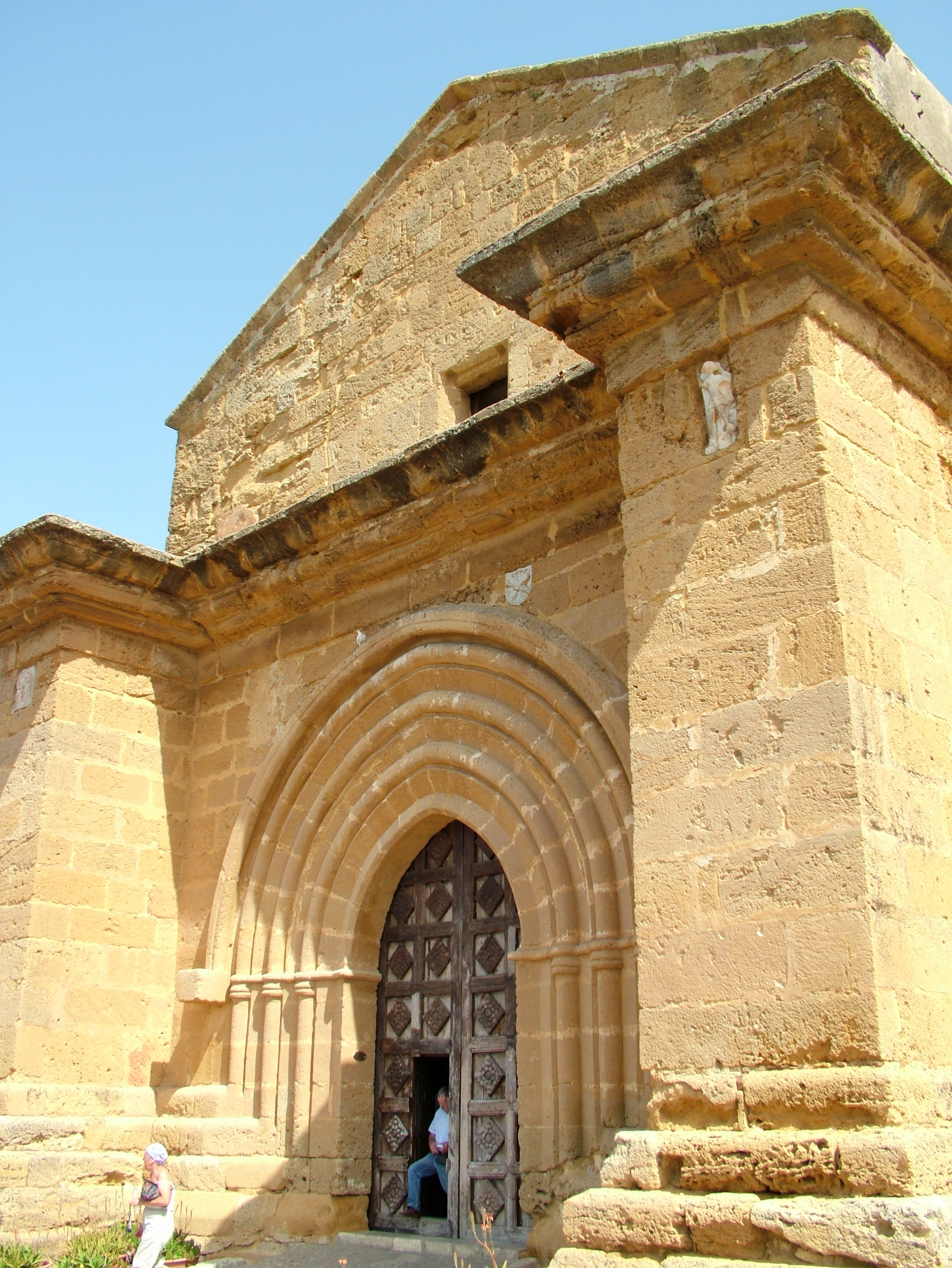
Iglesia de San Nicolás
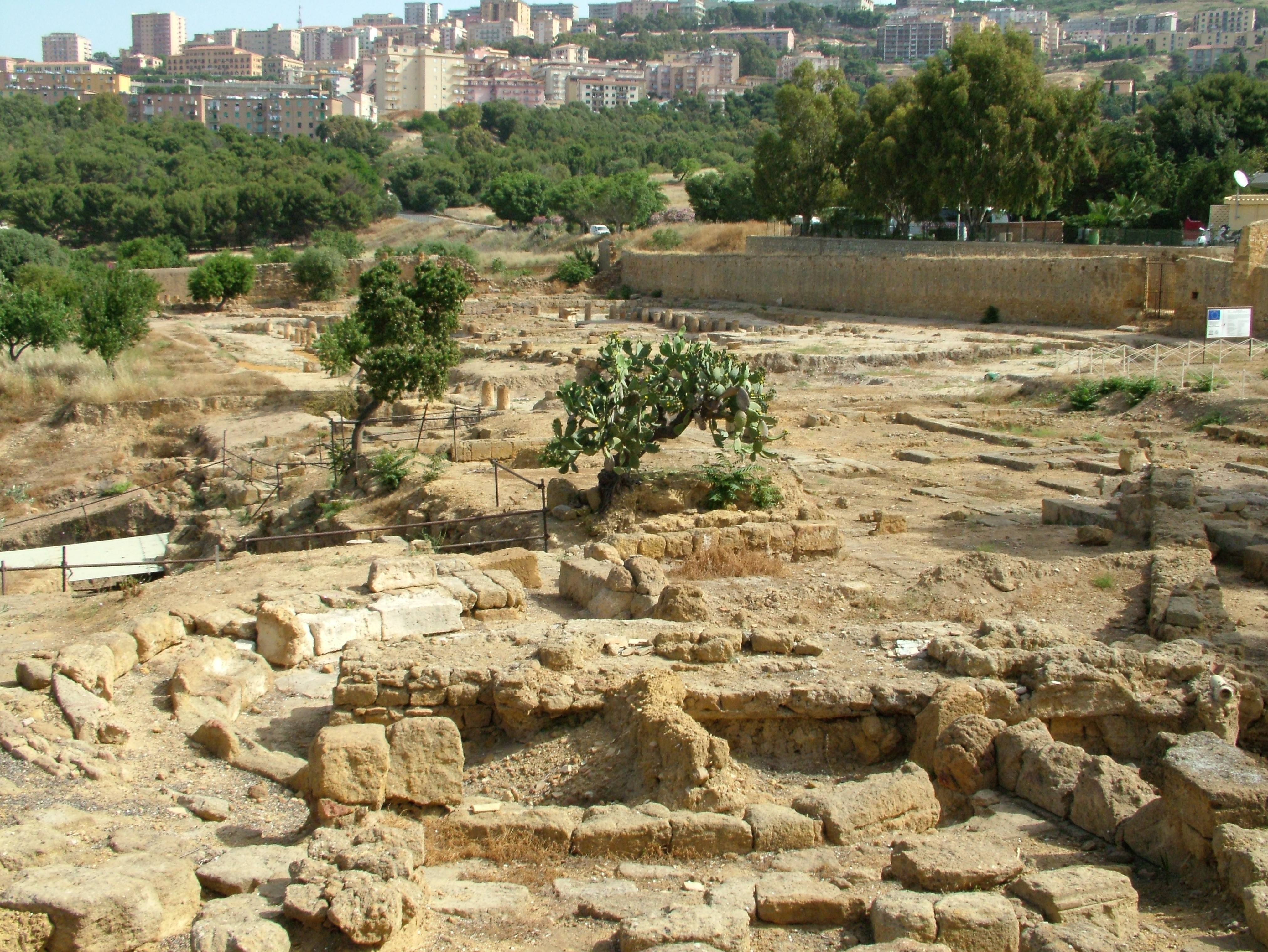
Ágora y Buleuterión
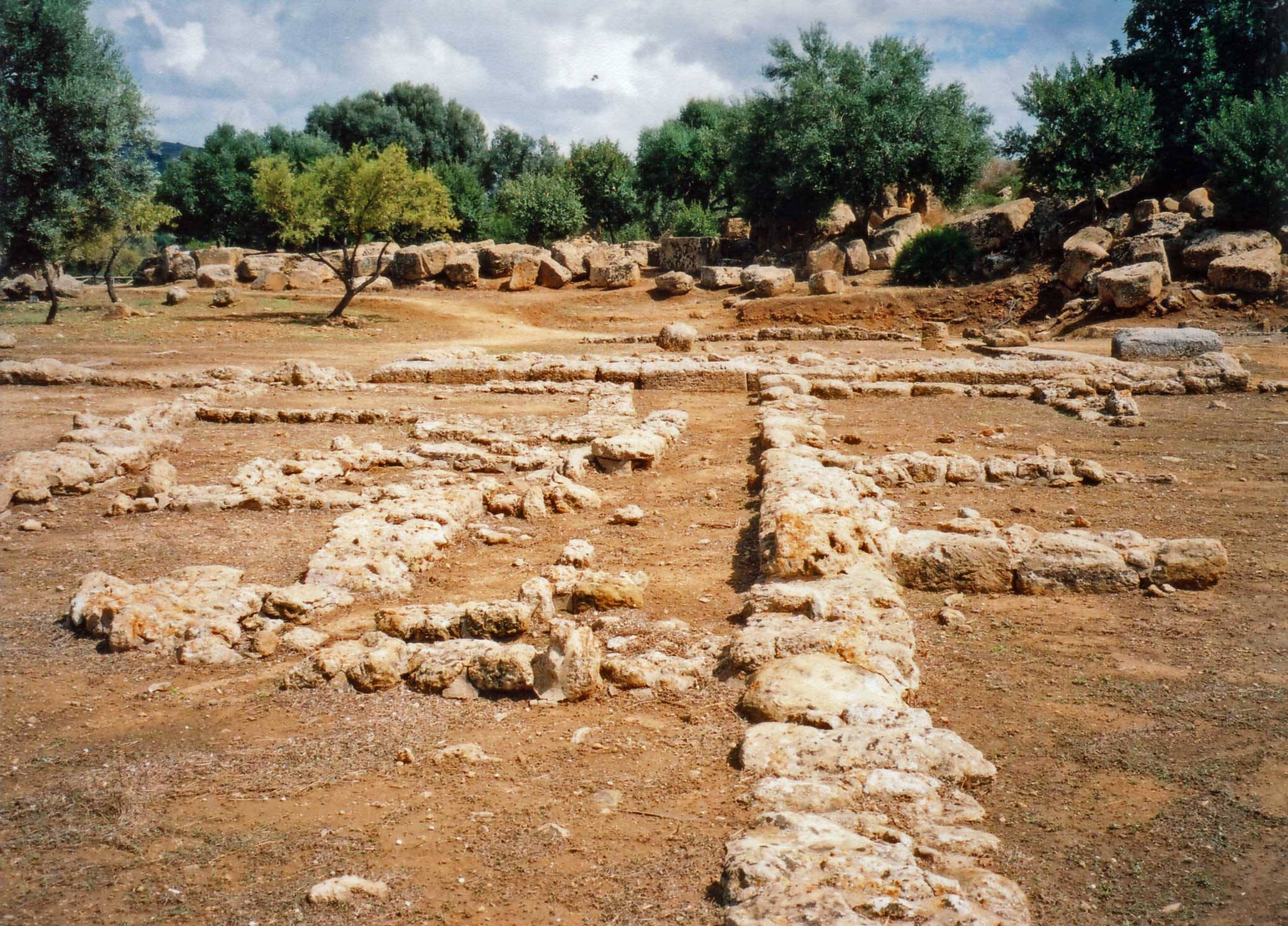
Barrio de viviendas

La llamada tumba de Terón es un monumento de roca volcánica de notables dimensiones en forma de pirámide, que se cree que fue erigido en memoria de los caídos en la segunda guerra púnica.

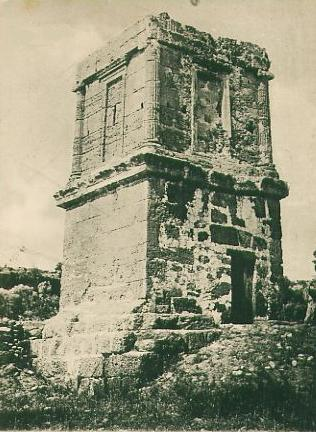
Tumba de Terón
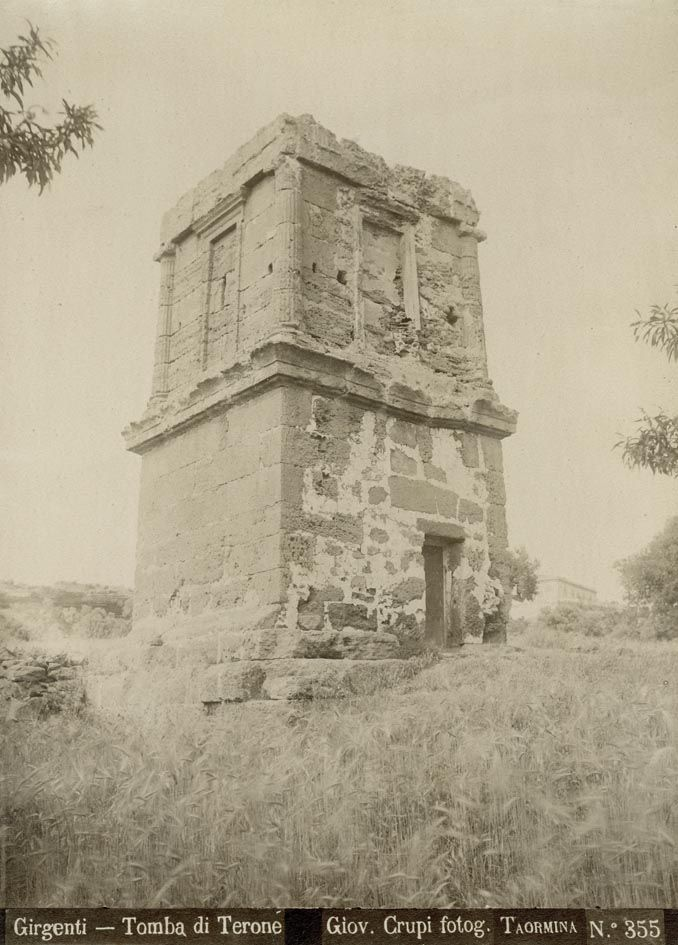
hacia 1900
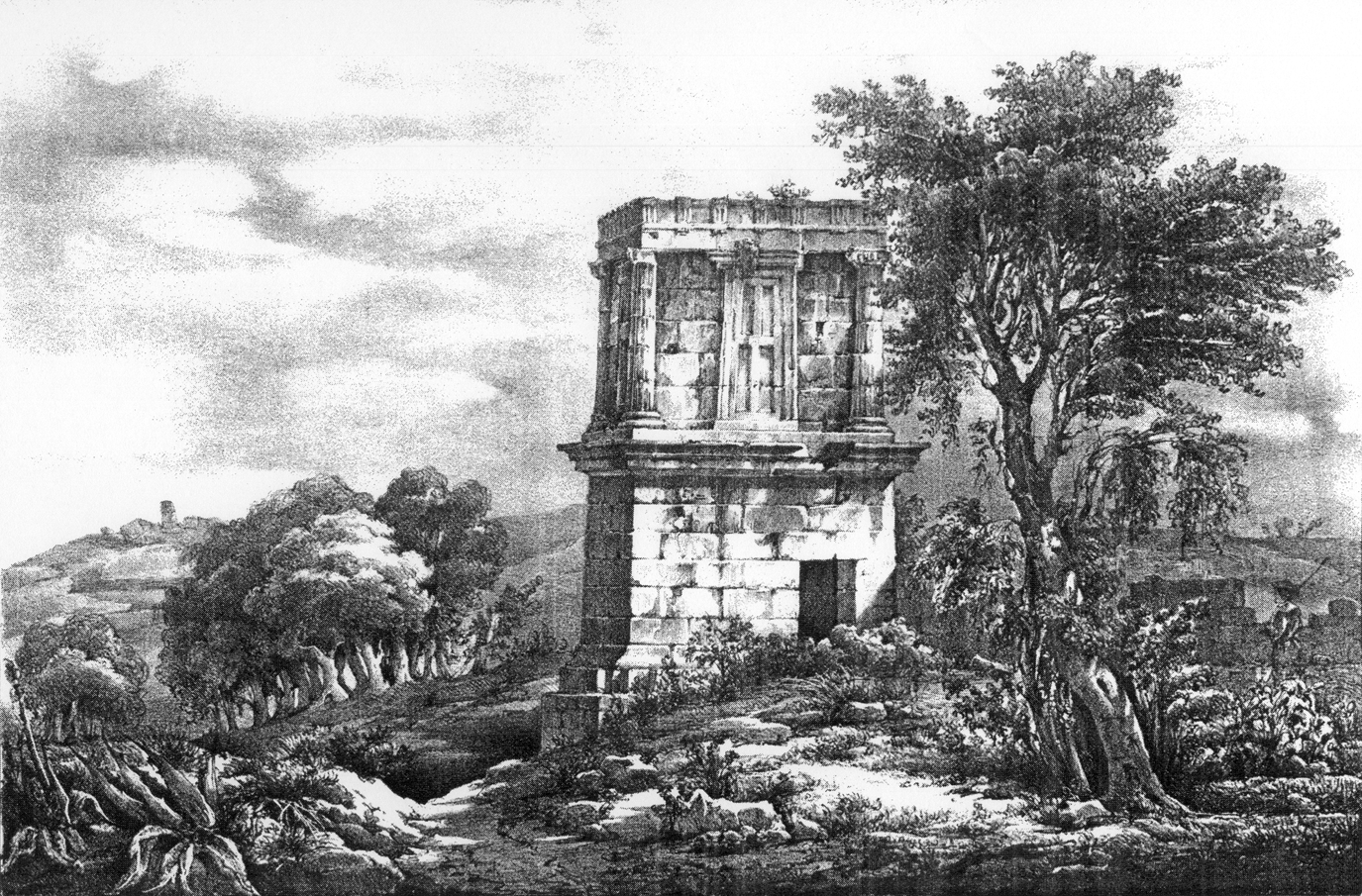
Por Serradifalco

### Acrópolis
Los templos más conocidos de Agrigento, como el de Zeus, el de la Concordia o el de Hera, quedan en la cretería meridional de la ciudad. Justo al lado opuesto de la muralla, al extremo noroeste de la ciudad, se encontraba la Acrópolis, con dos templos más, el de Zeus y el de Atenea. Al este del «valle de los templos» está el templo de Deméter. Han de mencionarse, además, otros vestigios, como un sarcófago de mármol.

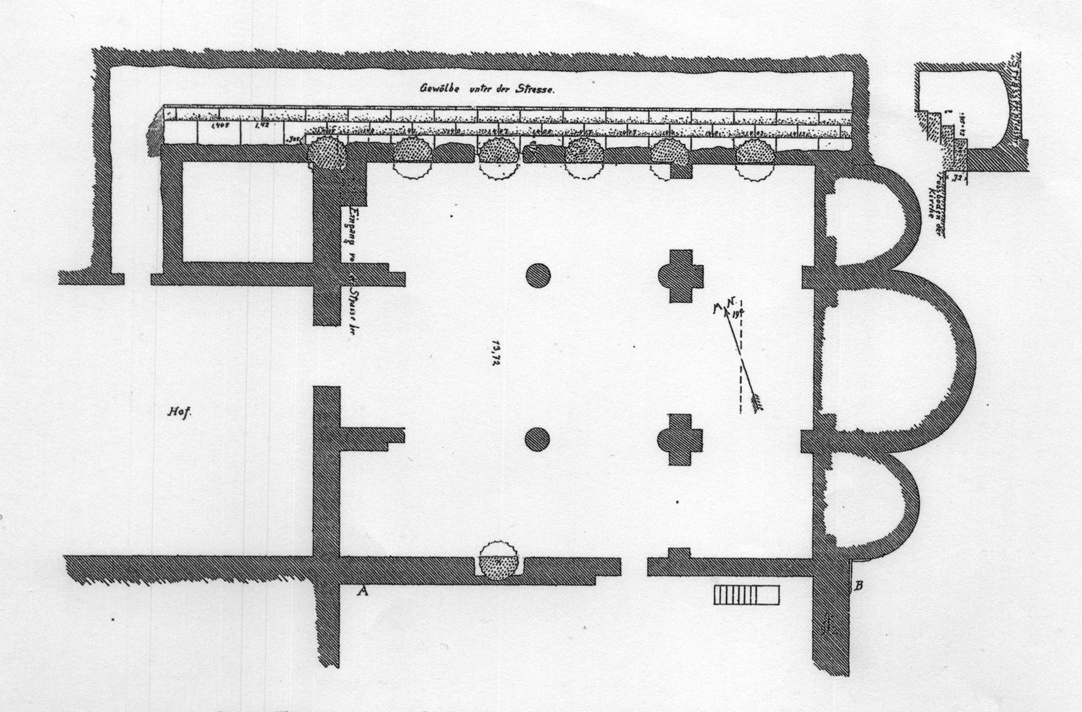
Templo de Atenea
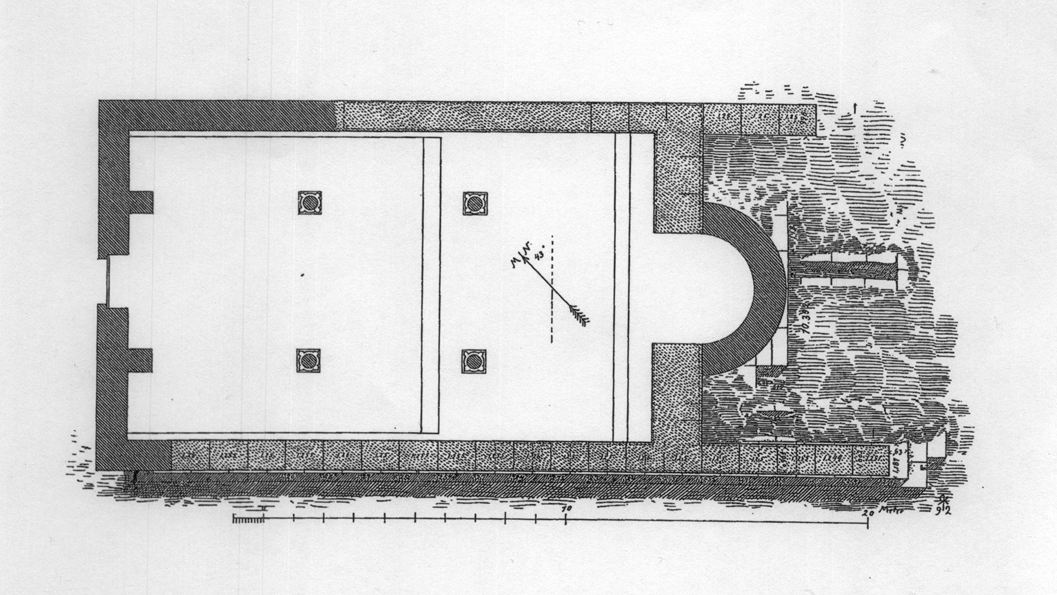
Templo de Deméter
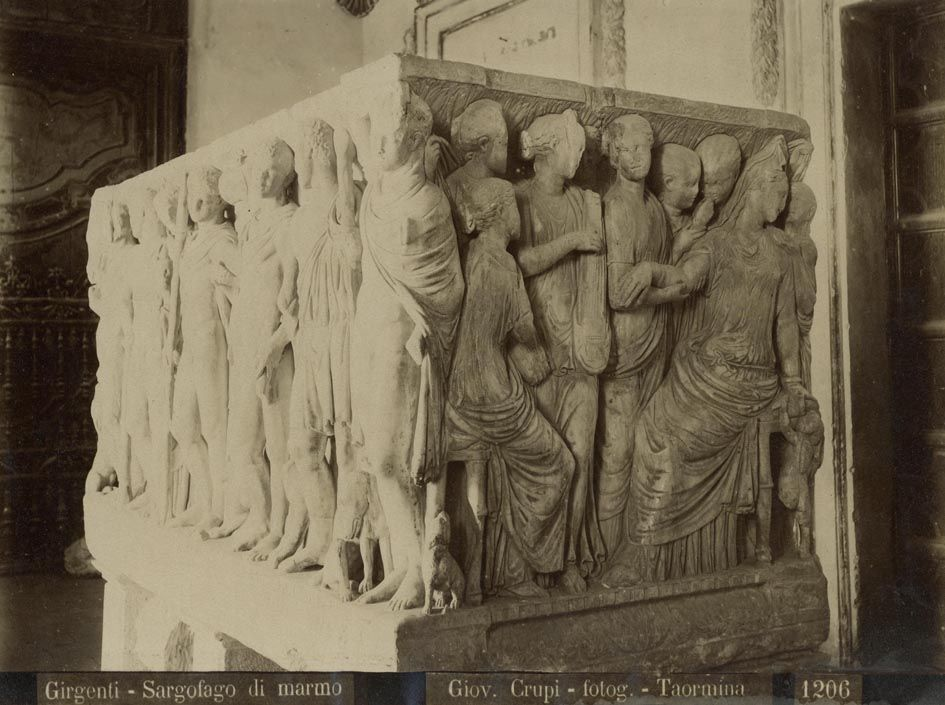
Sarcófago de mármol, por Giovanni Crupi

## Mapas

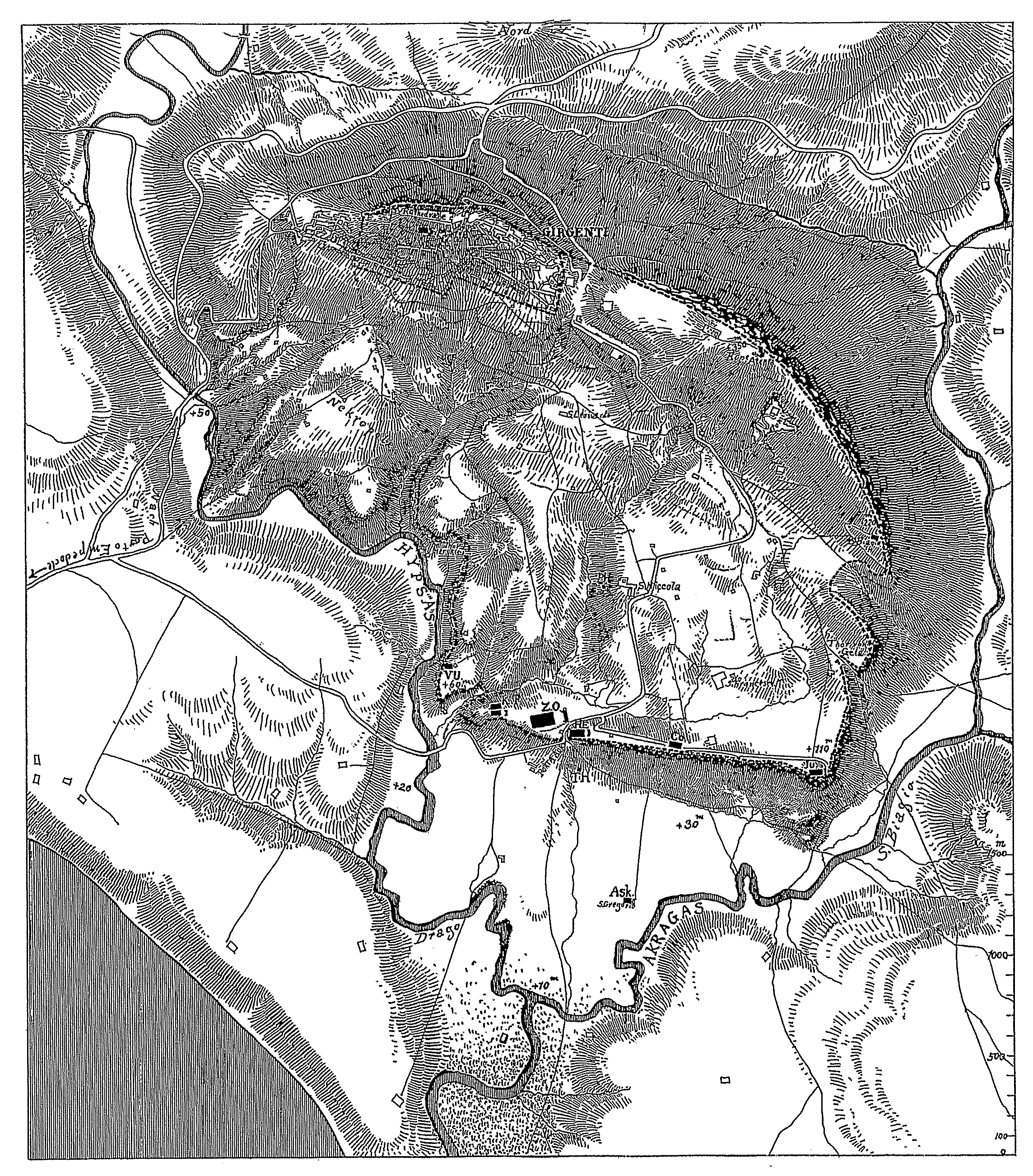
Mapa de Robert Koldewey
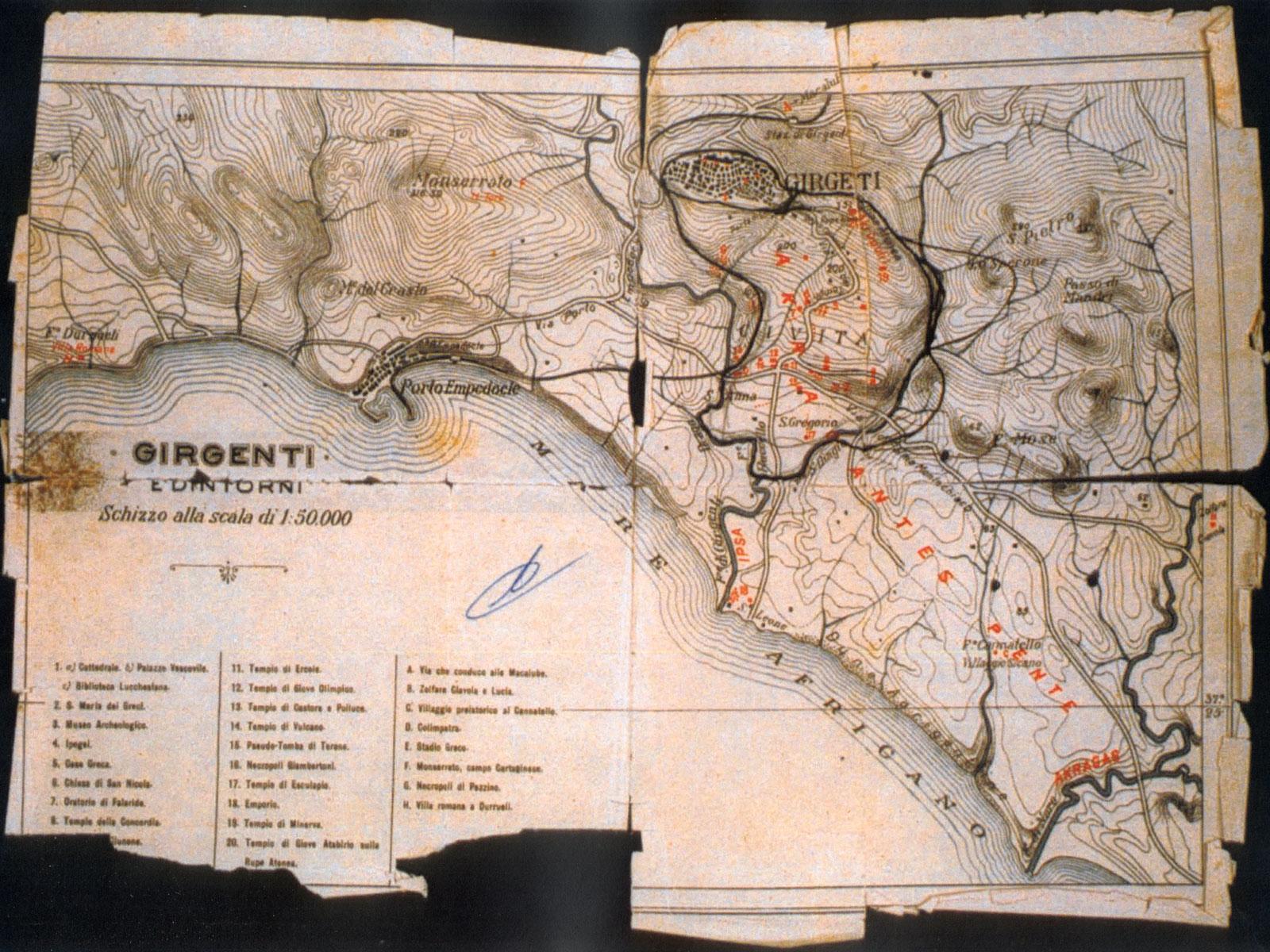
Mapa de Julius Schubring
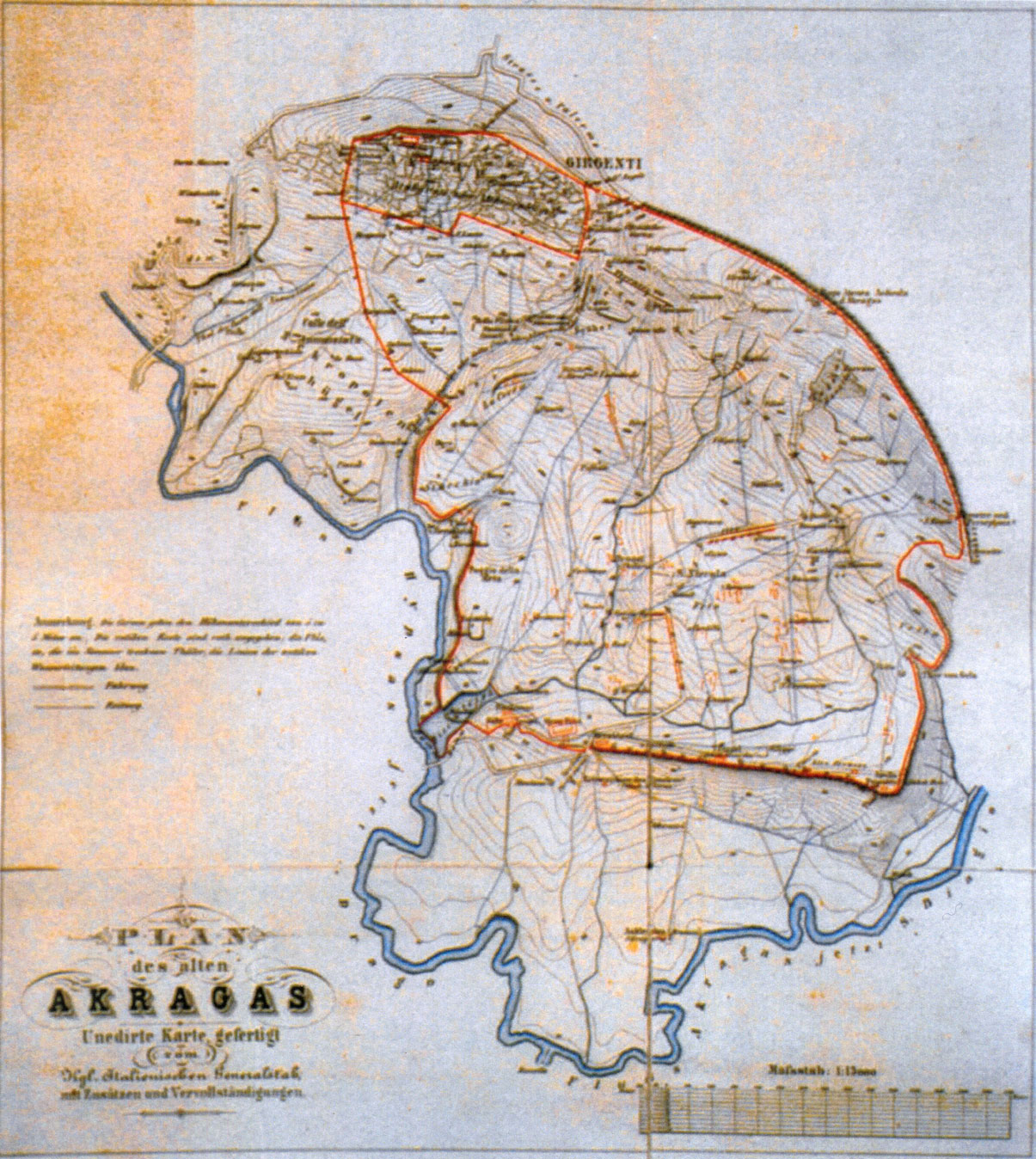
Mapa de Julius Schubring
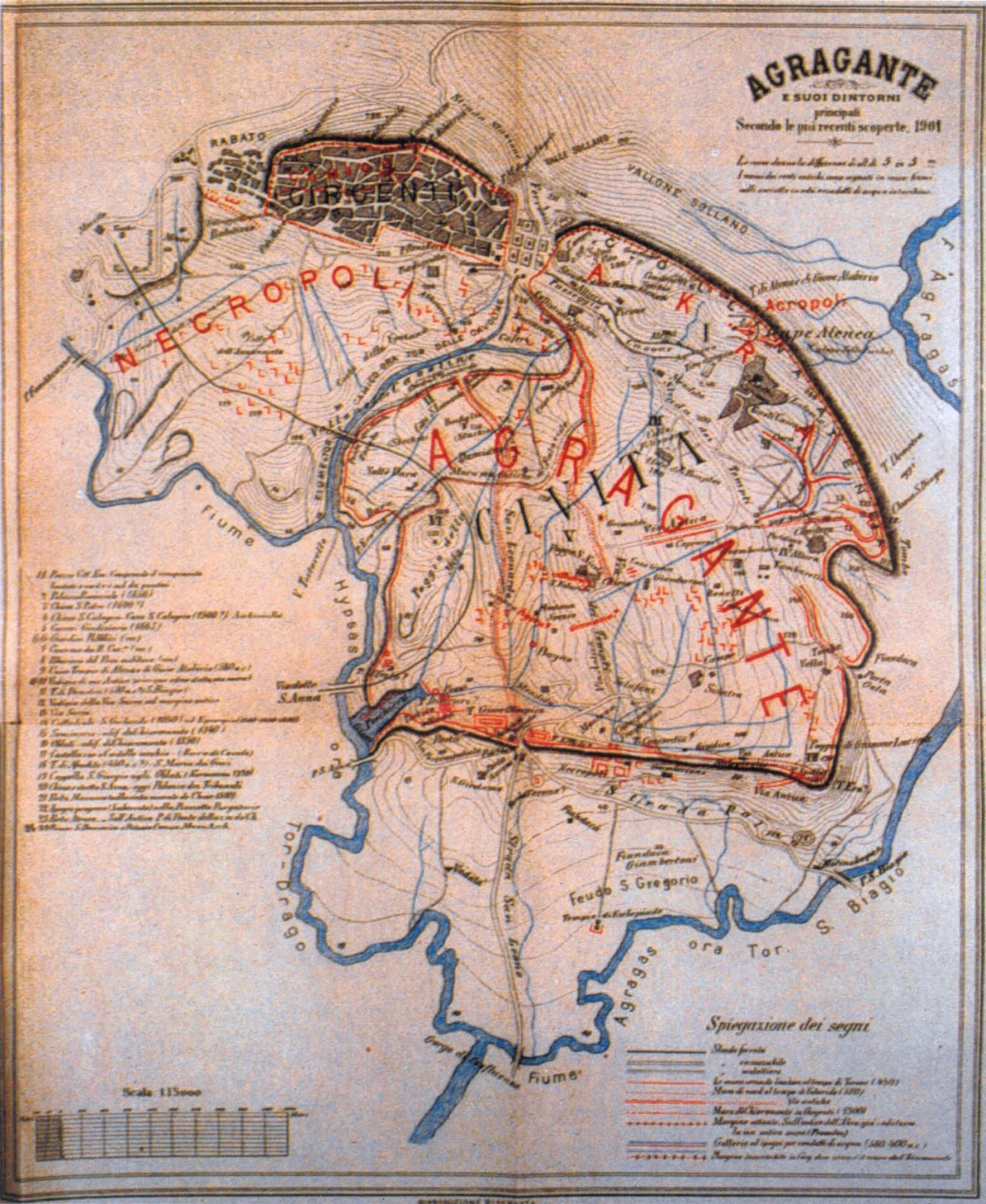
Mapa de 1901

## Pinturas, diseños

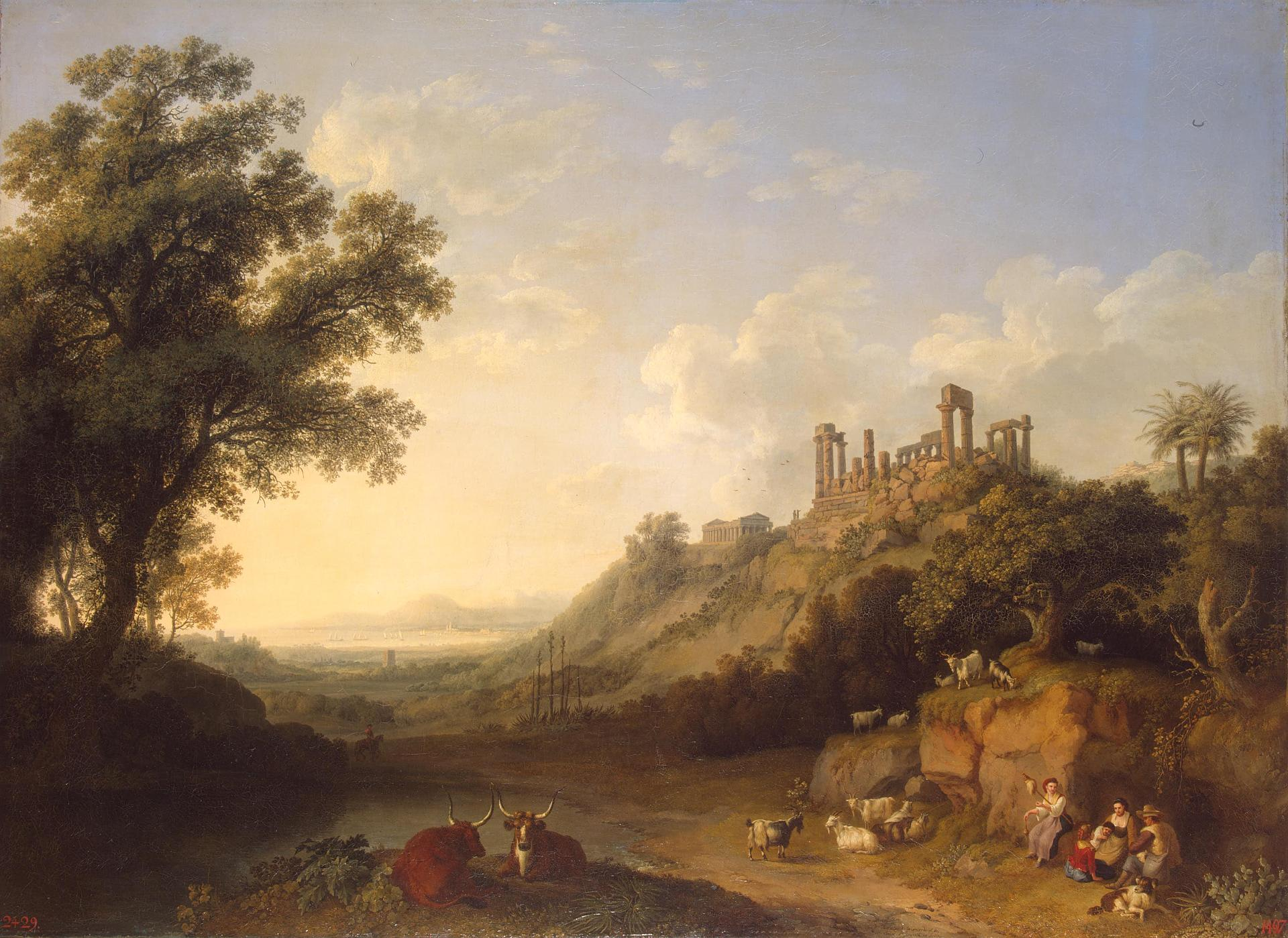
Cuadro de Jacob Philipp Hackert (1778)
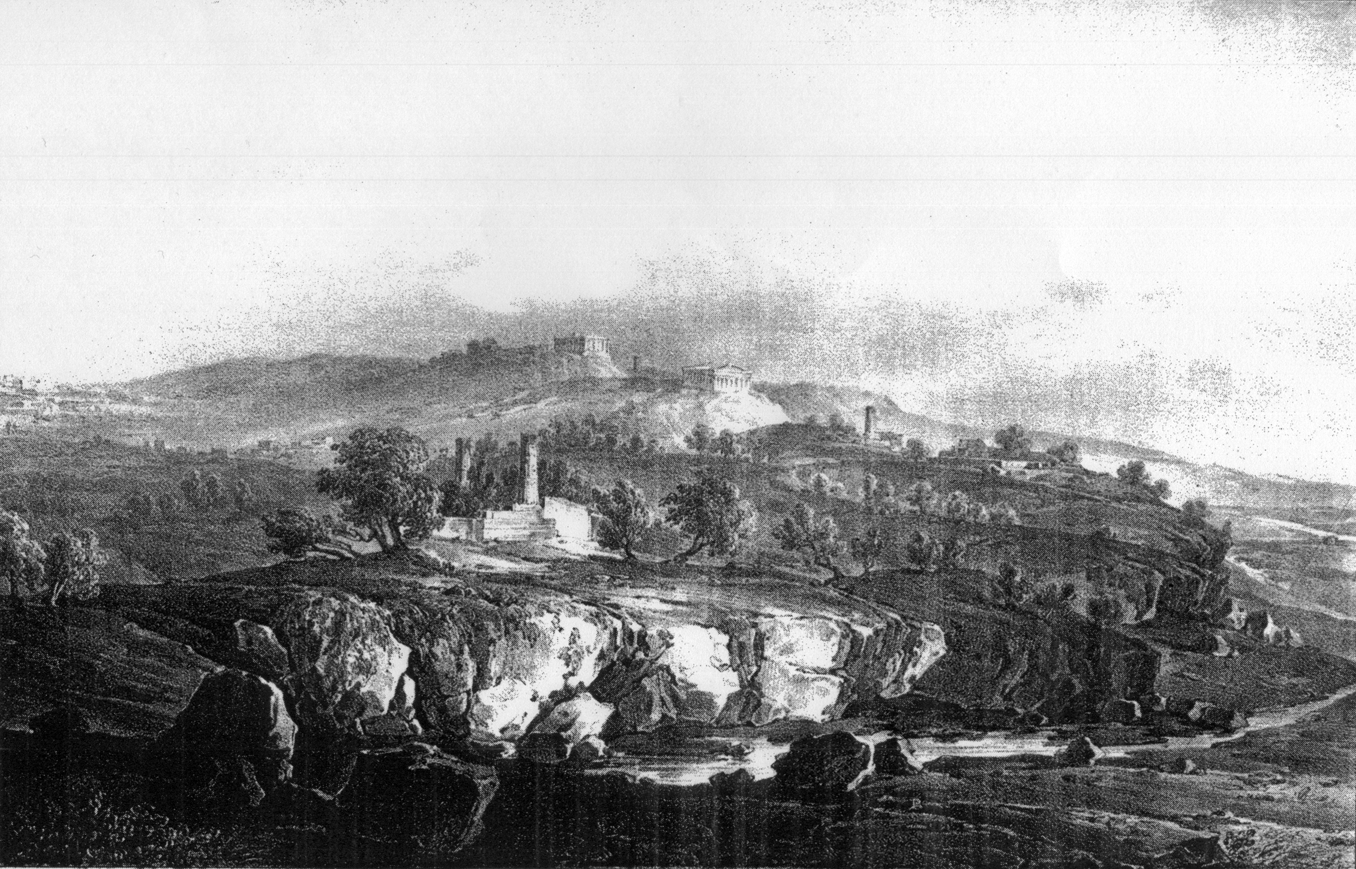
Vista general, por Serradifalco
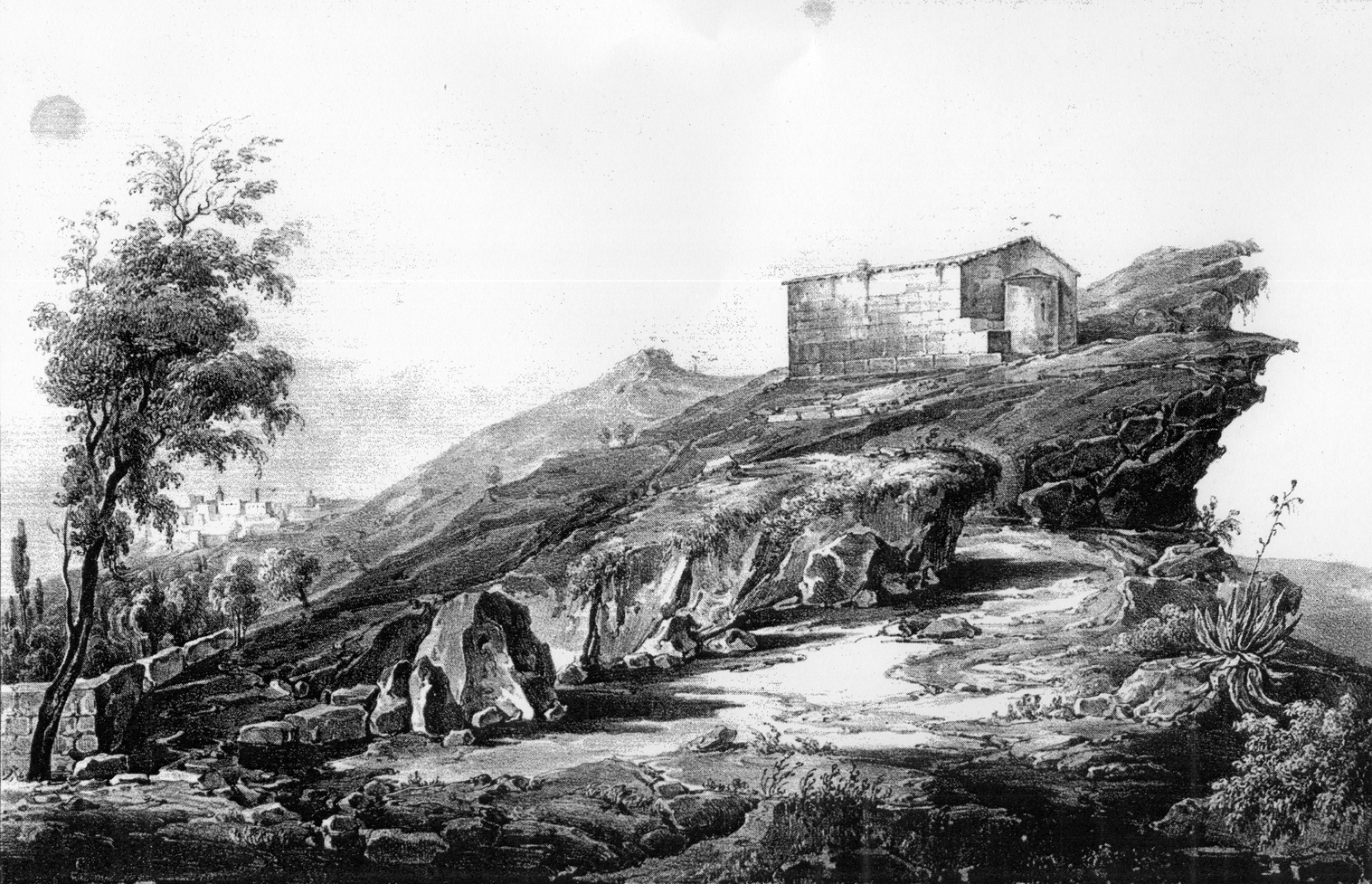
San Blas (Templo de Deméter), por Serradifalco
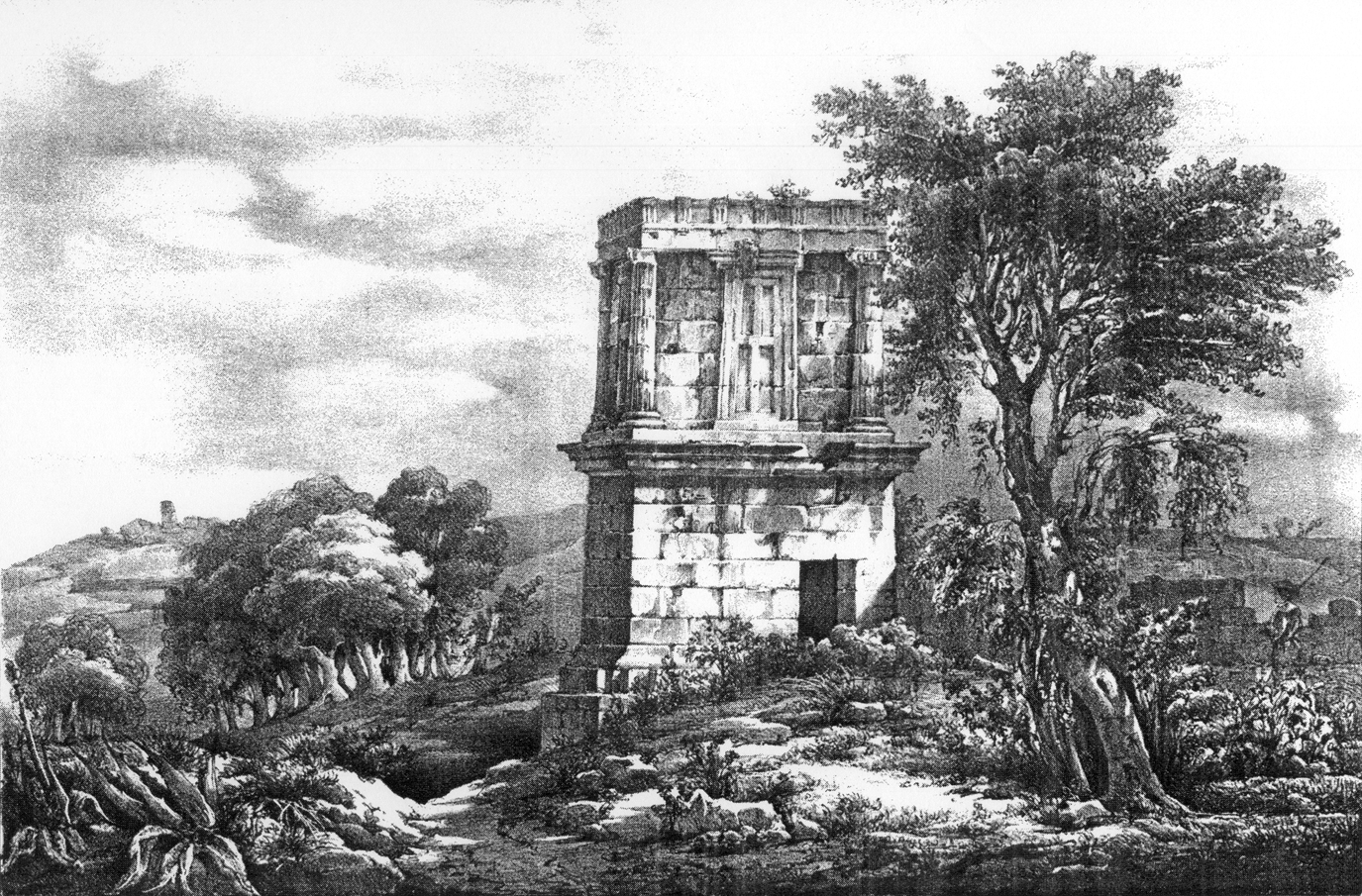
Tumba de Terón, por Serradifalco
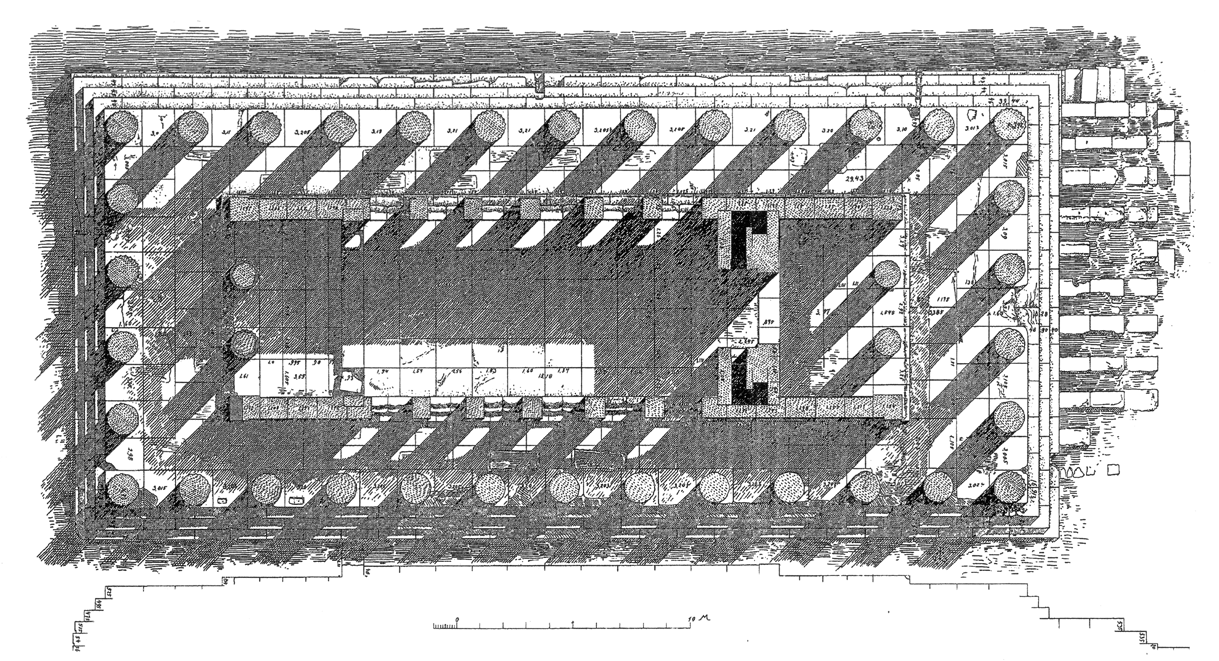
Templo de la Concordia, por Koldewey
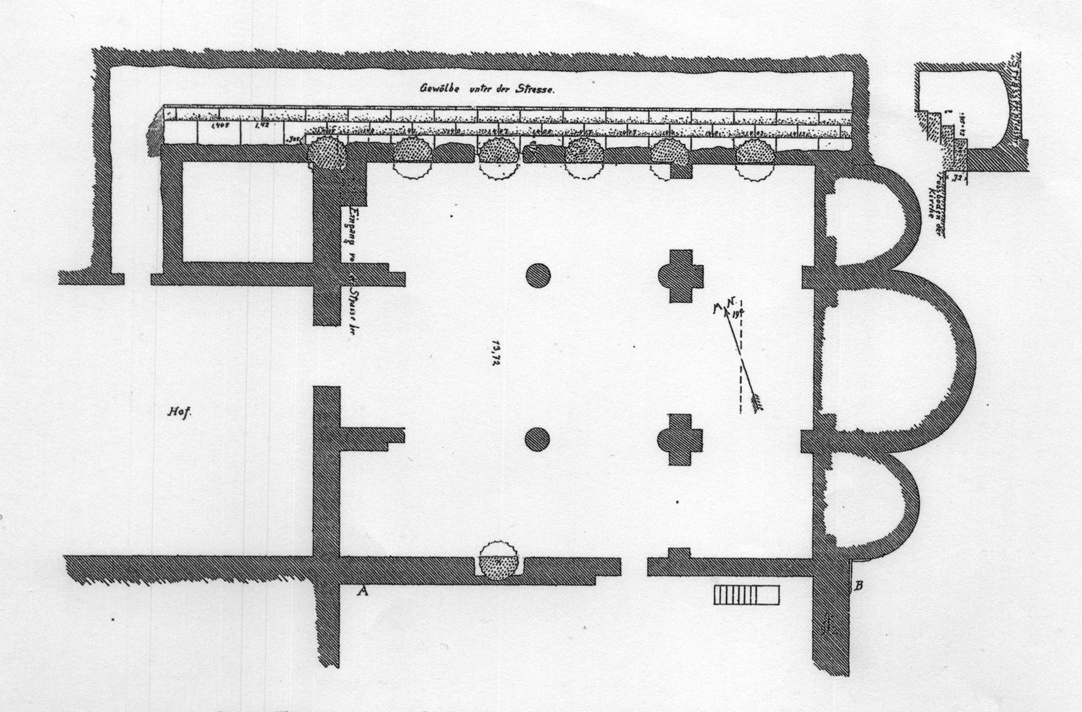
Santa María de los Griegos (Templo de Atenea), por Koldewey
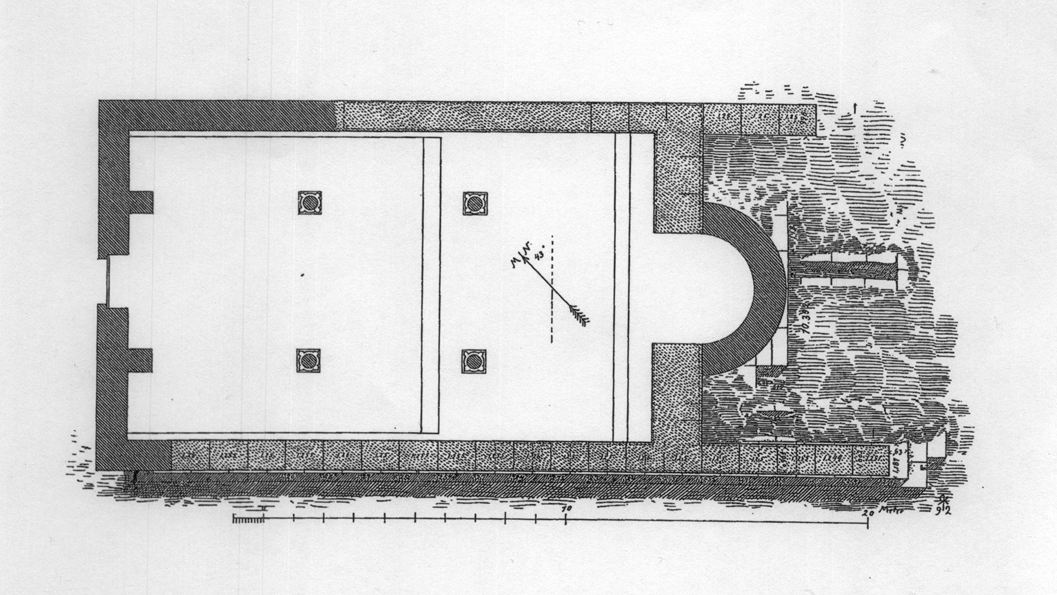
San Blas (Templo de Deméter), por Koldewey
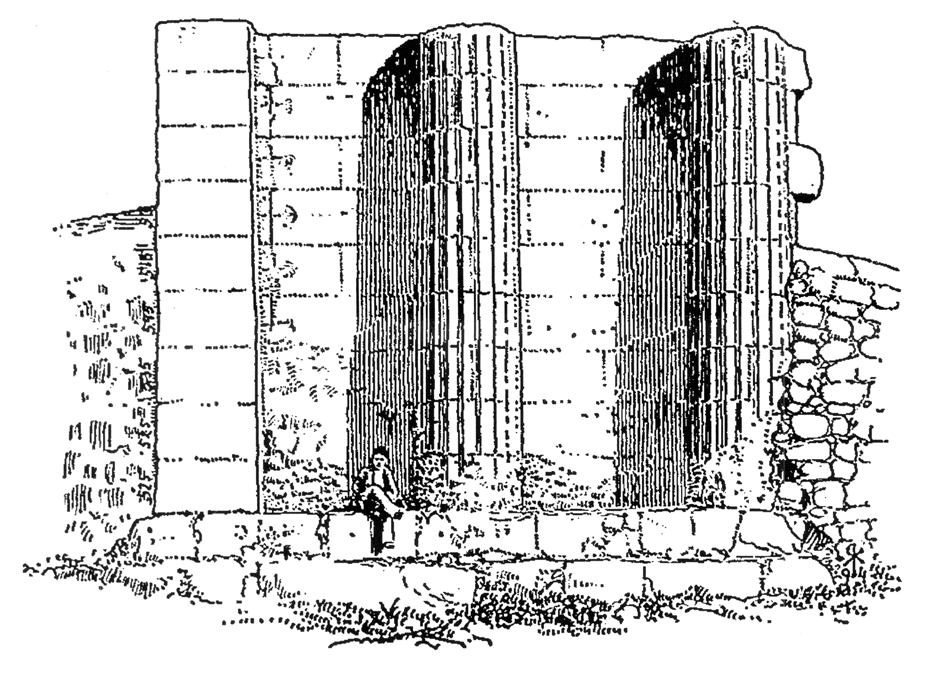
Templo de Asclepios, por Koldewey
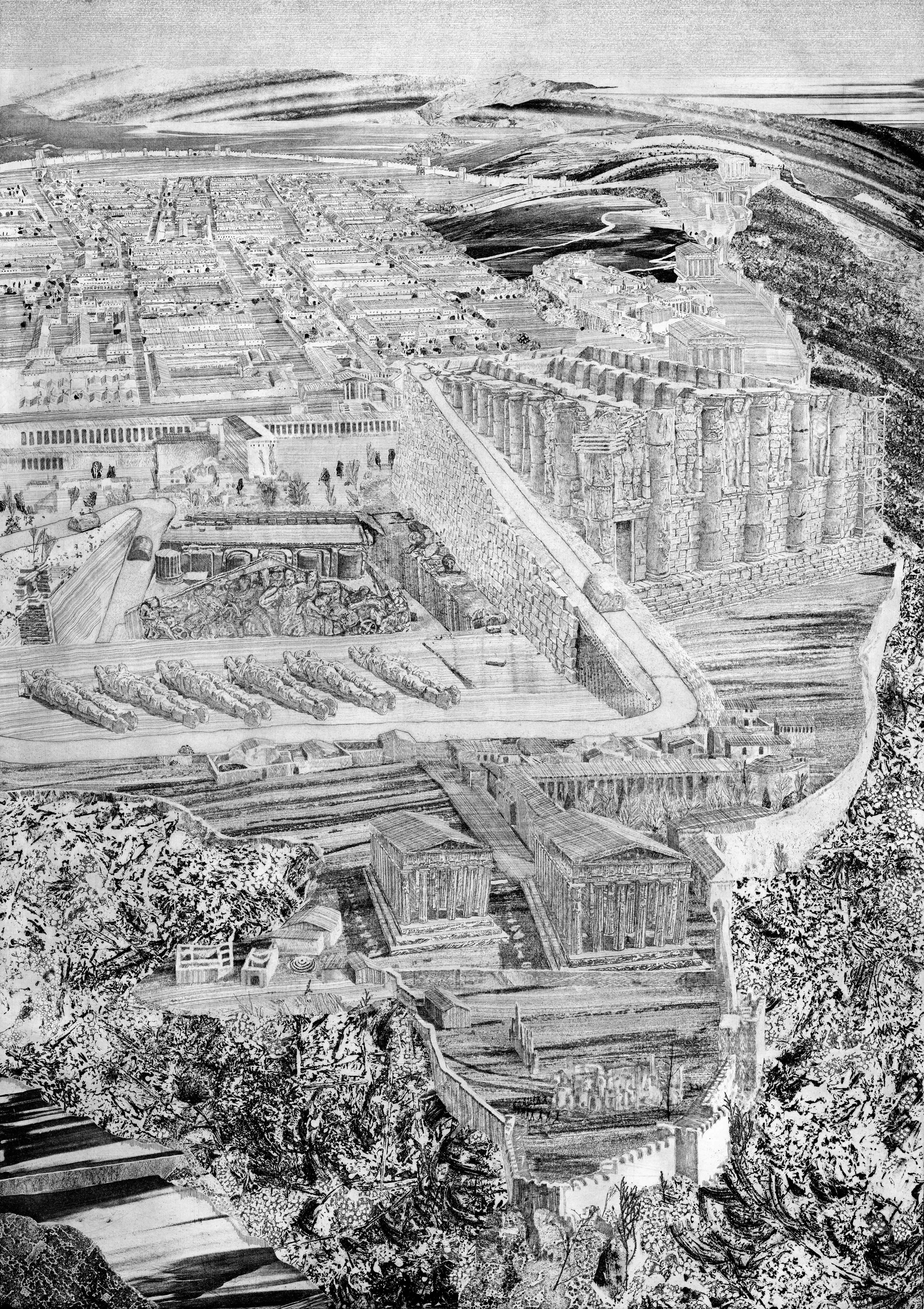
Akragas 406 a.C.